# Sépulcre de saint Dominique
Le sépulcre de saint  Dominique  (arca di San Domenico en italien) mort le 6 août 1221 dans le couvent qu’il fonda à Bologne, se trouve dans la basilique qui porte son nom dans cette ville (fig. 1), plus précisément dans une chapelle qui est dédiée à saint Dominique (fig. 2), ouverte sur le collatéral de droite.

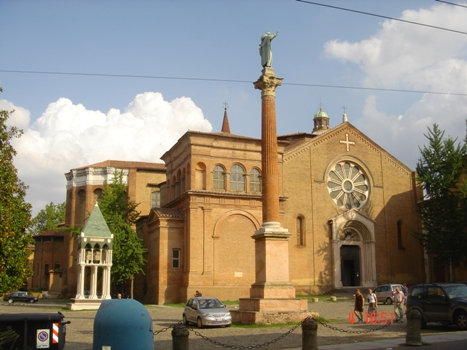
Fig. 1.Basilique Saint-Dominique, Bologne.
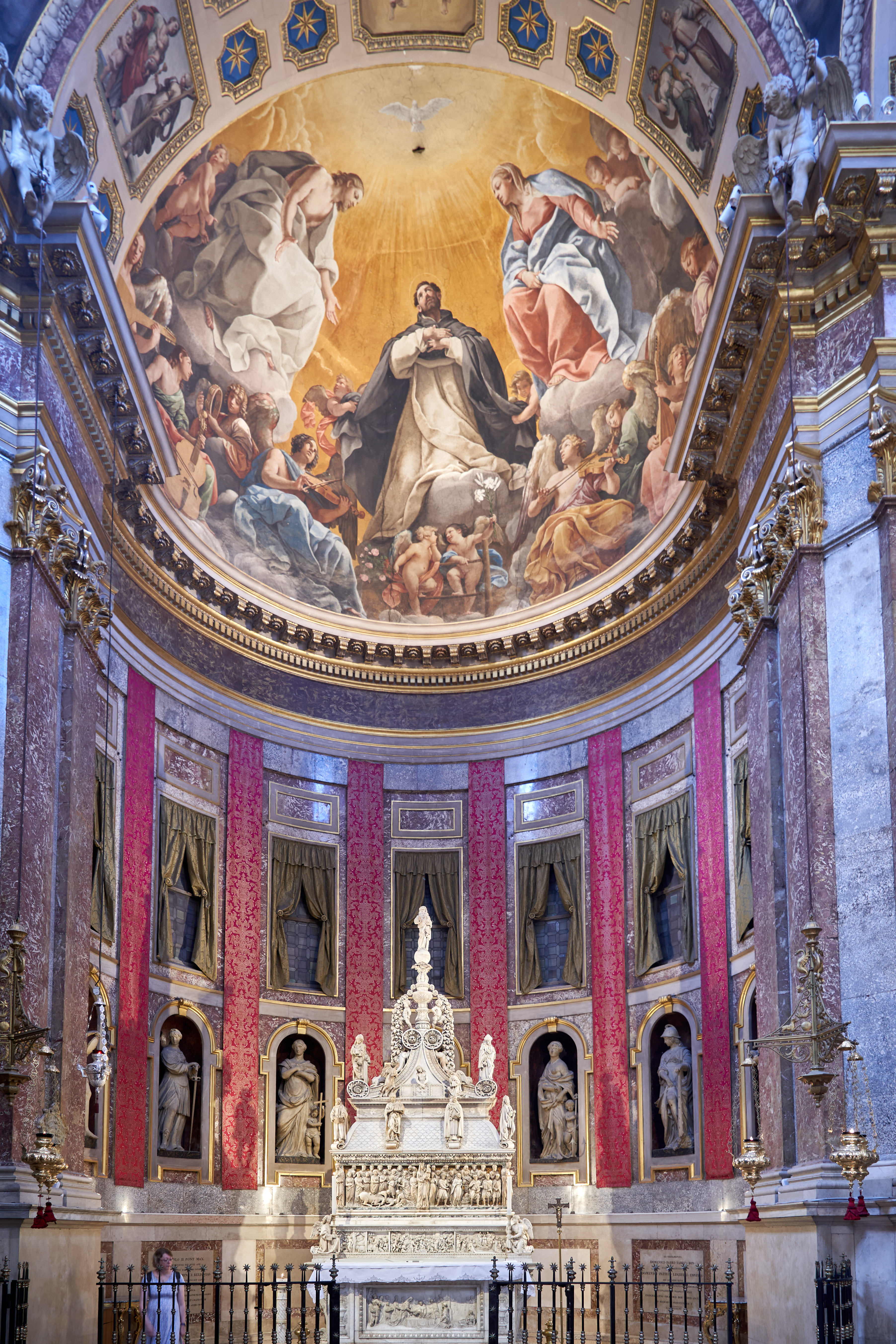
Fig. 2.Chapelle Saint-Dominique.

Son aspect actuel est le fruit de plusieurs interventions effectuées entre les XIIIe et XVIIIe siècles.
C'est l'une des plus importantes œuvres d'art de la ville, elle témoigne de la virtuosité de Nicola Pisano, Arnolfo di Cambio, Niccolò dell'Arca, Michelangelo Buonarroti et Alfonso Lombardi.

## Histoire

### 1ersépulcre (1221)
À sa mort, la dépouille fut placée dans un cercueil en bois. Celui-ci fut soigneusement fermé avec des clous en fer et déposé dans une fosse que l'on avait creusée semble-t-il, derrière le maître-autel, entre celui-ci et un second autel qui s'élevait au fond du chœur de la petite église du couvent (chiesa di San Nicolò delle Vigne) qui se trouvait à l'emplacement actuel de la basilique San Domenico. On entoura la tombe de forts murs en briques sur lesquels on plaça encore une grande pierre fixée par du ciment.
Le nombre des frères ayant rapidement augmenté, il fallut agrandir le couvent et l’église. Pour cela, on dut démolir le chœur où se trouvait la tombe du grand patriarche et celle-ci resta dès lors exposée au soleil et à la pluie, n’étant protégée que par les débris de la démolition. Cet état des choses était en plein accord avec l’humilité des frères, d’aucuns trouvèrent toutefois que cela était bien peu respectueux du fondateur de l’ordre.

### 2esépulcre (1233 – 1244?)
Une première translation fut donc réalisée, avec l’accord du pape Grégoire IX, au cours de la nuit du 23 au 24 mai 1233. Les reliques furent placées dans un nouveau cercueil de bois, porté dans la chapelle où s’élevait le nouveau tombeau de marbre sans ornement (il s’agit de l’actuelle chapelle de sainte Catherine de Sienne qui s’ouvre sur le collatéral de droite).
Le 3 juillet de l’année suivante, 1234, saint Dominique fut canonisé par Grégoire IX. Des auteurs ont avancé que le 24 mai 1244 aurait eu lieu une nouvelle translation des restes du saint ; ce récit n’est nullement confirmé par les documents de l’époque et si quelque changement eut lieu, ce fut seulement la translation de la tombe entière d’un endroit à un autre. Ce nouveau tombeau aurait été une simple pierre en marbre blanc, de forme carrée, qui couvrait un sarcophage surélevé et sans sculpture. Il n’est pas non plus possible de fixer avec certitude l’endroit où se trouvait ce monument, tant on a modifié l’église depuis cette époque. Il est néanmoins très probable qu’il s’élevait devant le chœur des religieux, dans le collatéral de gauche, tout près de l’autel qui servait pour les fidèles.
Le 17 octobre 1251, l’ancienne église San Nicolò delle Vigne, refaite et agrandie, fut consacrée à nouveau par le pape Innocent IV, et prit dès lors le titre de San Domenico.

### 3esépulcre;1reintervention (1264 - 1267)

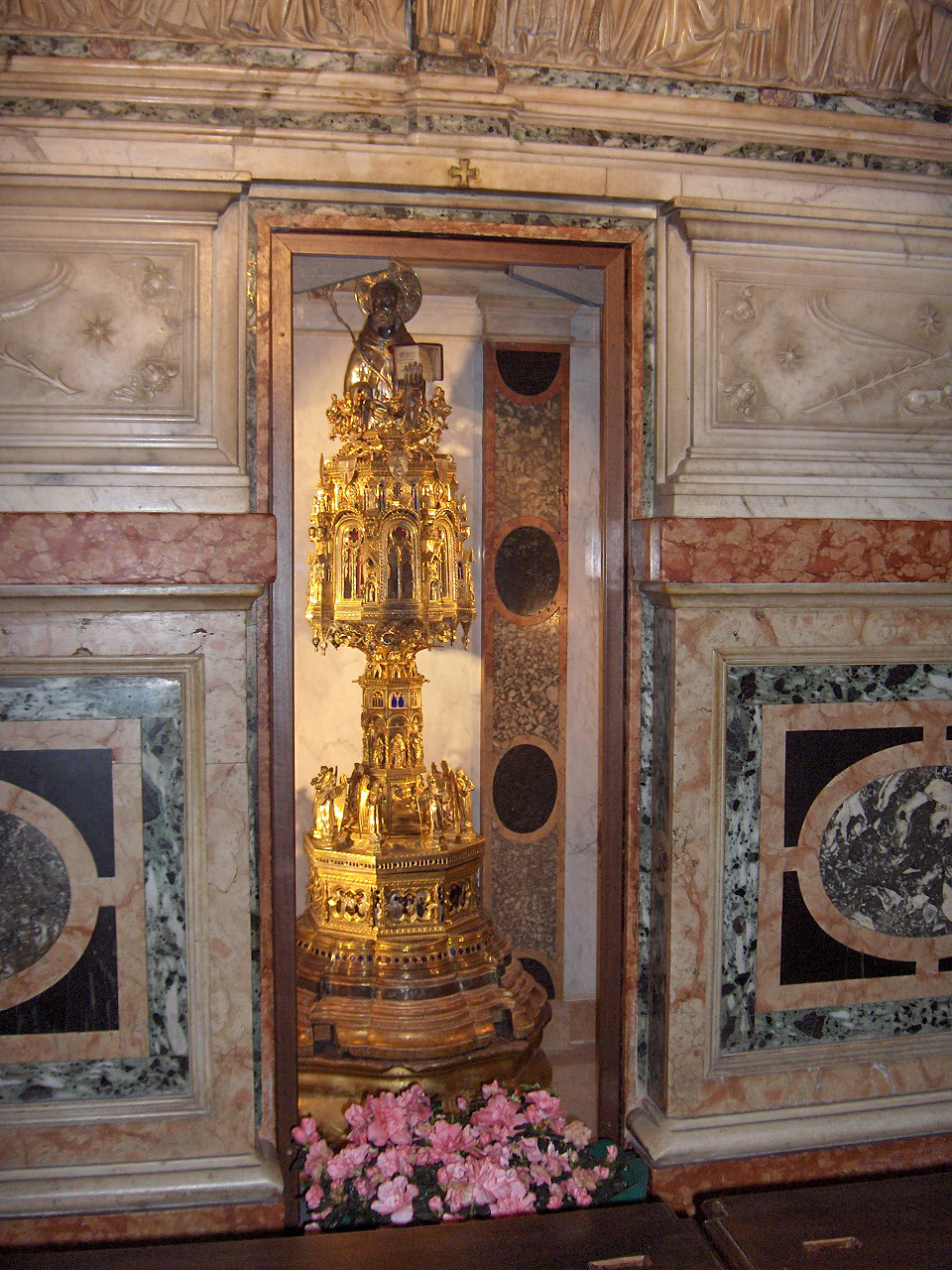
Fig. 3. Reliquaire de Jacopo Roseto

Le sarcophage que nous connaissons fut probablement commencé en 1264,. Il fut très certainement voulu et mis en œuvre par le bienheureux Giovanni da Vercelli, premier prieur du couvent dominicain de Bologne, élu la même année maître de l’ordre des Prêcheurs. Le travail fut confié au sculpteur et architecte Nicola Pisano. L’œuvre étant achevée, les reliques de saint Dominique furent translatées dans un nouveau cercueil de cyprès et déposées dans le sarcophage le 5 juin 1267, jour de la Pentecôte. Quant à son emplacement, on suppose qu’il fut celui du tombeau antérieur, il fut entouré d’une balustrade en marbre et resta ainsi jusqu’au 11 novembre 1411.
Le 27 août 1377 les dominicains commencèrent la réalisation de l’actuelle chapelle dédiée à saint Dominique, dont les travaux ne s’achèveront qu’en 1413.
En février 1383, on ouvrit le sarcophage pour vérifier les reliques et séparer la tête du saint qui fut placée alors dans un reliquaire spécial réalisé par Jacopo Roseto da Bologna (fig. 3).
Le 11 novembre 1411, le sarcophage fut transféré dans la nouvelle chapelle en cours de réalisation et placé en position surélevée, dans la zone occupée aujourd’hui par l’escalier d’accès ; c’est à l’occasion de ce transfert que furent perdues les cariatides dont nous parlerons plus tard.

### 3esépulcre;2eintervention (1469 – 1473)
Placé ainsi dans cette vaste chapelle, les Bolonais considérèrent que le sarcophage demandait à être parachevé.
Le contrat en date du 20 juillet 1469 par lequel les sénateurs et les Anciens de la ville, ensemble avec la communauté dominicaine, chargèrent Niccolò da Puglia (dell'Arca) de la réalisation d’une cimaise, nous est parvenu. En cette occasion, en présence de toutes les personnalités impliquées, l’artiste présenta la maquette déjà réalisée de la partie architectonique et décorative de son projet, il s’engagea à le réaliser en 2 ans 1⁄2 à partie du 1er août 1469. L’acte énumère les 21 statues devant composer l’œuvre. En outre, Niccolò s’oblige à se rendre personnellement et immédiatement à Carrare pour choisir et acheter le marbre nécessaire.
De fait, Niccolò implanta promptement son chantier dans l’enceinte même du couvent et se mit à l’œuvre. Il ne l’acheva que 4 années plus tard ; plus précisément le 16 juillet 1473, Niccolò mit solennellement en place la cimaise sur le sarcophage de Nicola. Toutefois et malgré ce retard, la cimaise était loin d’être complète : des 21 statues prévues il en manquait 5, ainsi que la prédelle. Sans que les raisons nous soient parvenues, Niccolò interrompit là son travail. Que Niccolò soit revenu quelques années avant sa mort, le 2 mars 1494, pour achever l’ouvrage est possible car des documents mentionnent qu’il aurait travaillé à la cimaise jusqu’à sa mort.

### 3esépulcre; dernières interventions
À la mort de Niccolò on fut bien désorienté, celui-ci n’ayant formé aucun élève pour continuer son œuvre.
On décida de modifier l’idée première ; d’abord on renonça, sur la face postérieure, au Christ ressuscité. On décida également que les statues de saint Thomas et de saint Vincent Ferrier seraient remplacées par celles de saint Procule et de saint Jean-Baptiste.
Parmi les statues manquantes se trouvait le saint Pétrone, patron de Bologne. Il n’est pas exclu que cette statue fut déjà réalisée et qu’elle ait subi des dommages ou même qu’il fallût la refaire complètement. Il est également possible, comme mentionné plus haut que Niccolò soit revenu pour l’achever mais que son décès en interrompit l’exécution.
C’est à cette époque qu’intervint un jeune homme qui n’avait pas encore vingt ans : Michelangelo Buonarroti. Les éléments qui nous sont parvenus sont les suivants : on sait que l’artiste quitta Florence avant le 14 octobre 1494, qu’il fit alors un séjour d’un peu plus d’un an à Bologne, qu’il retourna à Florence fin 1495. Durant son séjour à Bologne, Michelangelo réalisa trois statues pour compléter la cimaise.
Malgré l’intervention de Michelangelo, le sépulcre restait inachevé, manquait toujours la prédelle et une statue de saint Jean-Baptiste prévue à la partie postérieure.
La prédelle fut exécutée en 1532 par le sculpteur Alfonso Lombardi ; la date et la signature sont gravées dans la partie médiane de l’œuvre.
La statue de saint Jean-Baptiste fut réalisée en 1536 ou 1537 par le sculpteur bolonais Girolamo Cortellini.
En 1768, l’atelier de J.-B. Boudard exécuta le bas-relief de l’autel.

## Le sarcophage de Nicola Pisano

### Répartition du travail dans l'atelier Pisano
Dans la chronologie des autres œuvres de Nicola, le sarcophage fut commencé environ 4 ans après l’achèvement de la chaire de Pise et un an avant le début de l’exécution de celle de Sienne. Lorsque la réalisation du sarcophage lui est confiée, Nicola et ses élèves, y compris son fils Giovanni, sont déjà occupés à des travaux de longue durée sur la cathédrale et surtout le baptistère de Pise.
En 1265, quand se concrétise le contrat pour la chaire de Sienne, ni le chantier de Pise ni le sarcophage de Bologne ne sont achevés. Aussi, dans ce document qui nous est parvenu, Nicola se réserve-t-il le droit de retourner à Pise quatre fois l’an par périodes de 15 jours. Il est donc tout à fait probable que le sarcophage de saint Dominique fut réalisé en grande partie dans l’atelier de Nicola à Pise. Ceci explique pourquoi la tradition a toujours assigné l’œuvre à Nicola, alors que le maître laissa la presque totalité de l’exécution aux soins de ses élèves ; elle devait déjà être bien avancée lorsqu’en mars 1266 Nicola se transféra à Sienne avec la plus grande partie de ses élèves, n’en laissant qu’un minimum pour l’achever.
À cette époque, l’organisation du travail est encore celle de l’atelier médiéval. Les tâches sont non seulement divisées par parties de l’ensemble mais les reliefs sont également divisés par personnage et même peut-être par parties de personnage. Cette répartition perdurera tout au cours du XIVe siècle, spécialement en Italie. Pour le sarcophage, ce mode de collaboration régira le travail de quatre des plus grands maîtres de l’époque, c’est un fait qui ne se reproduira plus dans une telle mesure et dans une telle forme dans l’histoire de l’art italien.

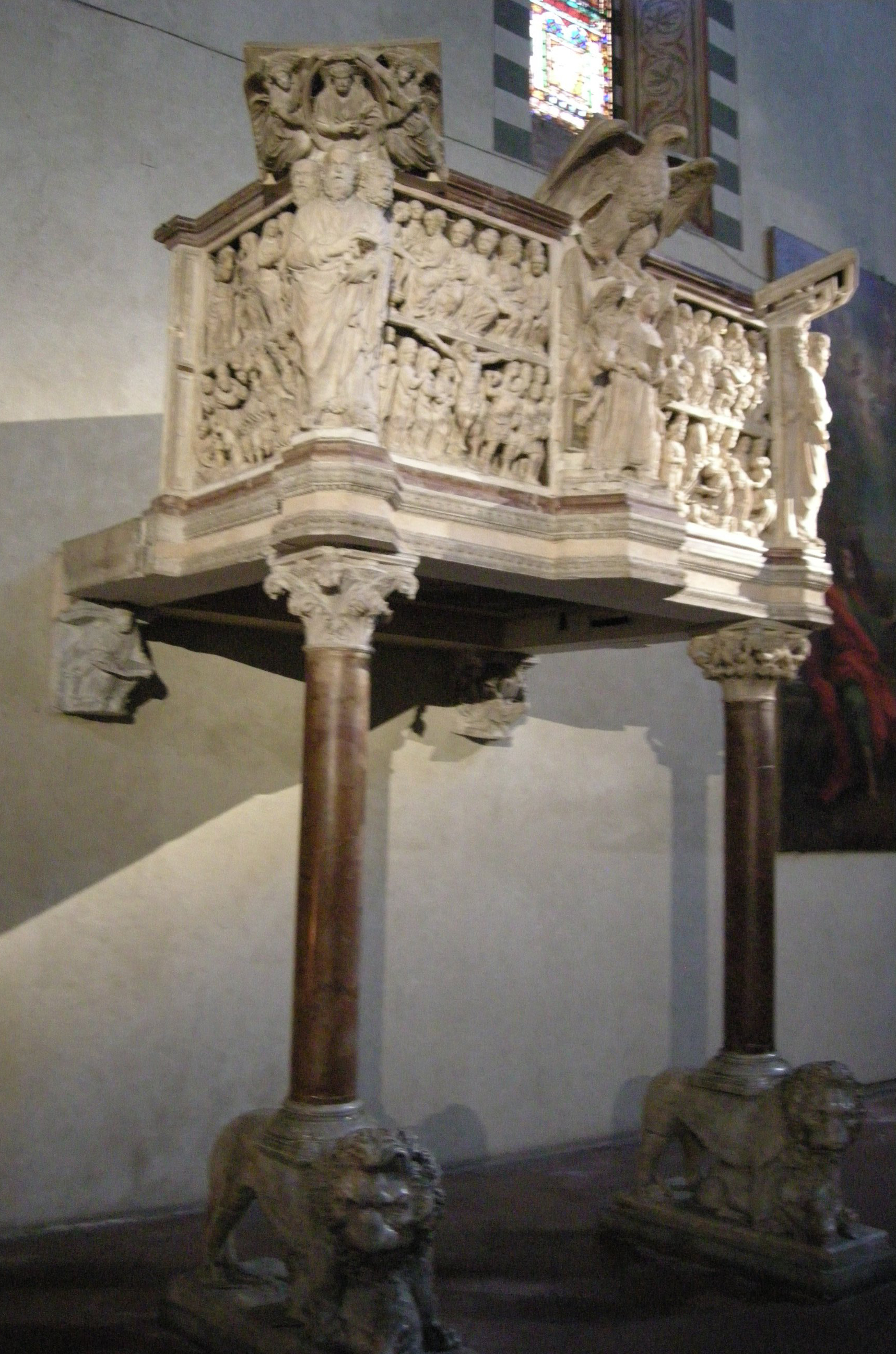
Fig. 4. Chaire de Fra Guglielmo, à Pistoia.

Une analyse plus approfondie du déroulement détaillé des travaux sur le sarcophage sera présentée ultérieurement. Néanmoins, il est d'ores et déjà possible de souligner que :
- la main de Fra Guglielmo sur le sarcophage est certaine lorsque l’on compare ce qui lui est attribué sur le sarcophage avec la chaire de San Giovanni Fuorcivitas à Pistoia (fig. 4), et il est peut-être seul à la fin de l’exécution et à l’assemblage du sarcophage, alors que Nicola et tous ses aides étaient absorbés par le travail siennois[cg 4]. Le 5 juin 1267, lors de la translation du corps de saint Dominique, il est le seul représentant de l’atelier ; Nicola et ses élèves sont tous trop occupés à Sienne pour se déplacer à Bologne[cg 5] ;
- Arnolfo di Cambio était très jeune à l’époque de la réalisation du sarcophage et devait être fortement influencé par le maître[cg 6]. On ne peut supposer qu’Arnolfo, l’un des plus importants élèves de Nicola, soit resté longtemps à Bologne. Il est attesté par ailleurs qu’au mois de mai 1266, après plusieurs demandes restées sans effet, le commanditaire de la chaire de Sienne menace Nicola de sanction financière pour obtenir la présence immédiate d’Arnolfo sur le chantier, comme prévu au contrat[11] ;
- Giovanni Pisano n’a certainement pas participé à la réalisation du sarcophage, trop occupé à Pise et ensuite à Sienne[cg 7] ;

### Description de l’œuvre

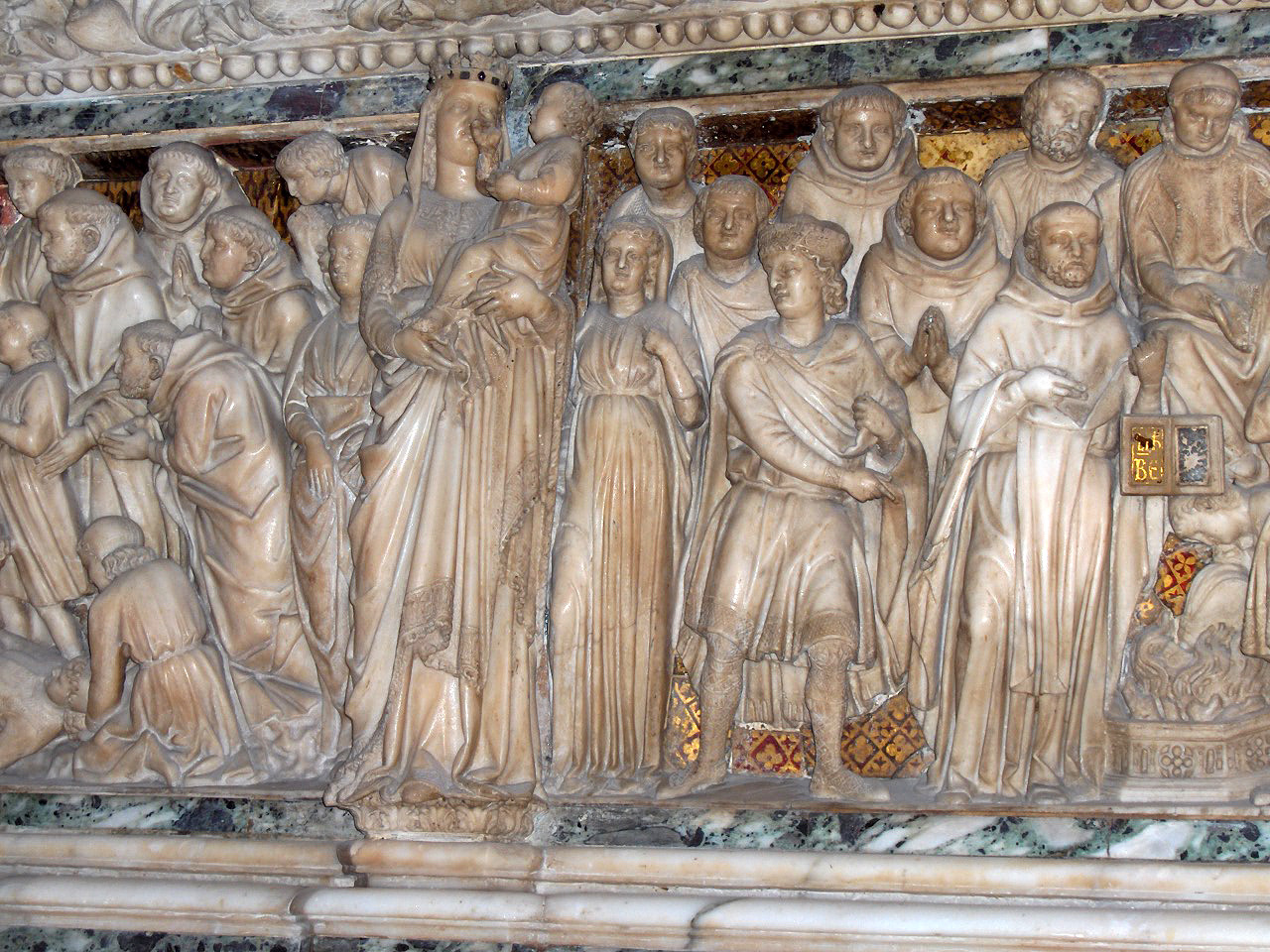
Fig. 6. Fond d'émail vitreux coloré.

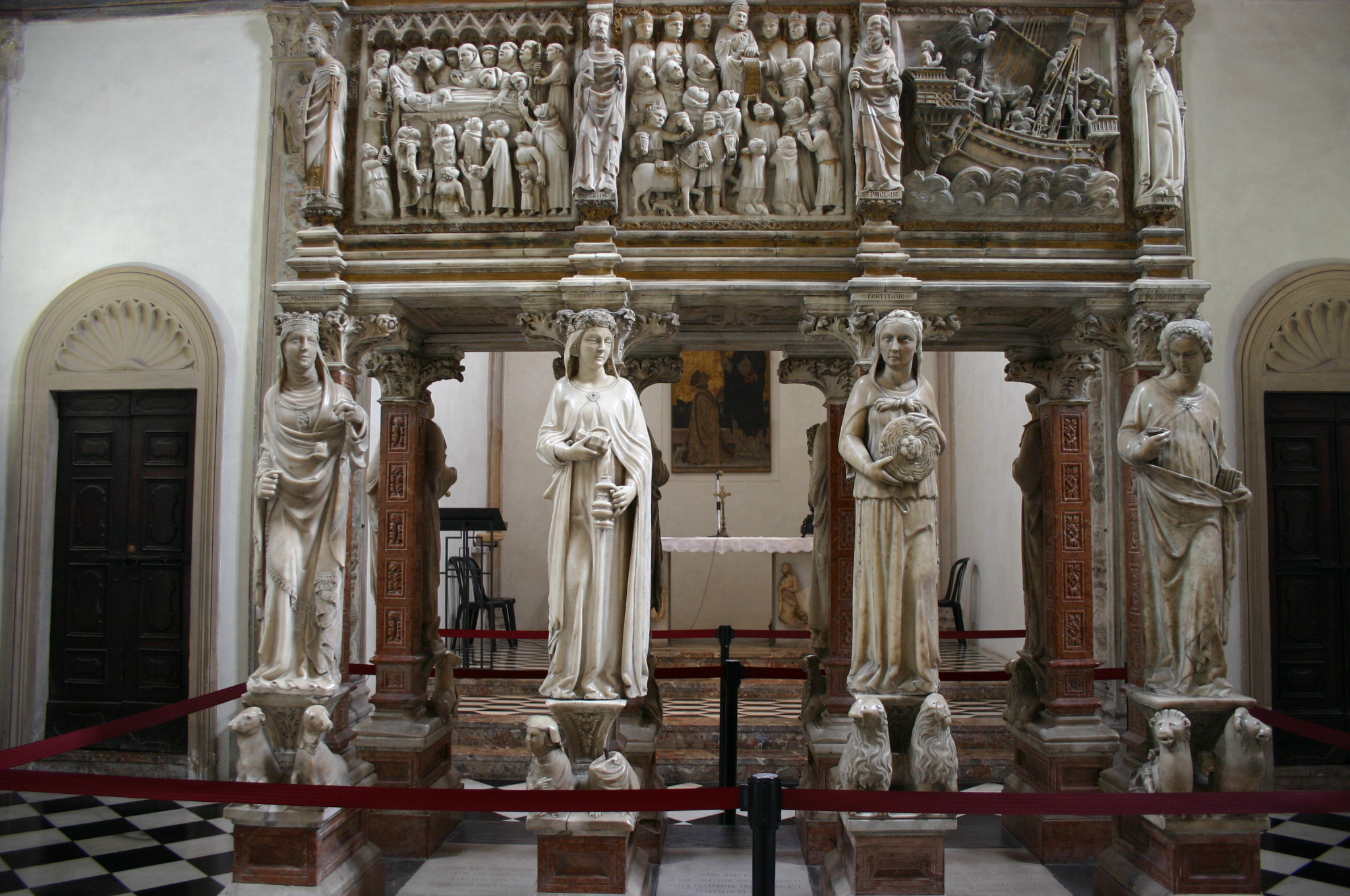
Fig. 7. Monument de saint Pierre de Vérone.

Le monument pensé par Nicola pour la sépulture du saint est un grand sarcophage parallélépipédique en marbre, animé sur l’ensemble de la périphérie par des reliefs ininterrompus émergents d’un fond d’émail vitreux coloré (fig. 6), séparés de statues intercalées sans solution de continuité, terminé en haut par une guirlande de feuilles et d’oiseaux de style gothique.
Les reliefs célèbrent et décrivent la vie et les miracles du saint avec une richesse dans les inventions narratives, une intensité, une vivacité et des caractéristiques naturalistes dont on ne peut trouver aucun précédent dans l’art italien.
La beauté et l’originalité de l’architecture sont souvent oubliées du fait des modifications subies. Le sarcophage reposait sur des bases figuratives qui lui furent ôtées au XVe siècle quand il fut déplacé dans la nouvelle chapelle, rapproché de l’autel, fixé sur une base de maçonnerie plus solide et couronné de la grande cimaise dressée en 1469 par Niccolò dell’Arca. Il faut dès lors, pour retrouver son aspect primitif, faire abstraction de son couronnement postérieur et imaginer au-dessous du puissant soubassement polychrome, un espace scandé par les cariatides perdues.
Il est incontestable que les cariatides devaient correspondre aux statuettes supérieures, comme sur le monument de saint Pierre de Vérone dans Sant’Eustorgio à Milan (fig. 7) et que les chapiteaux de soutien devaient correspondre aux saillies du coffre en marbre. Les cariatides étaient certainement au nombre de six : quatre aux angles, deux au centre.

#### Face antérieure

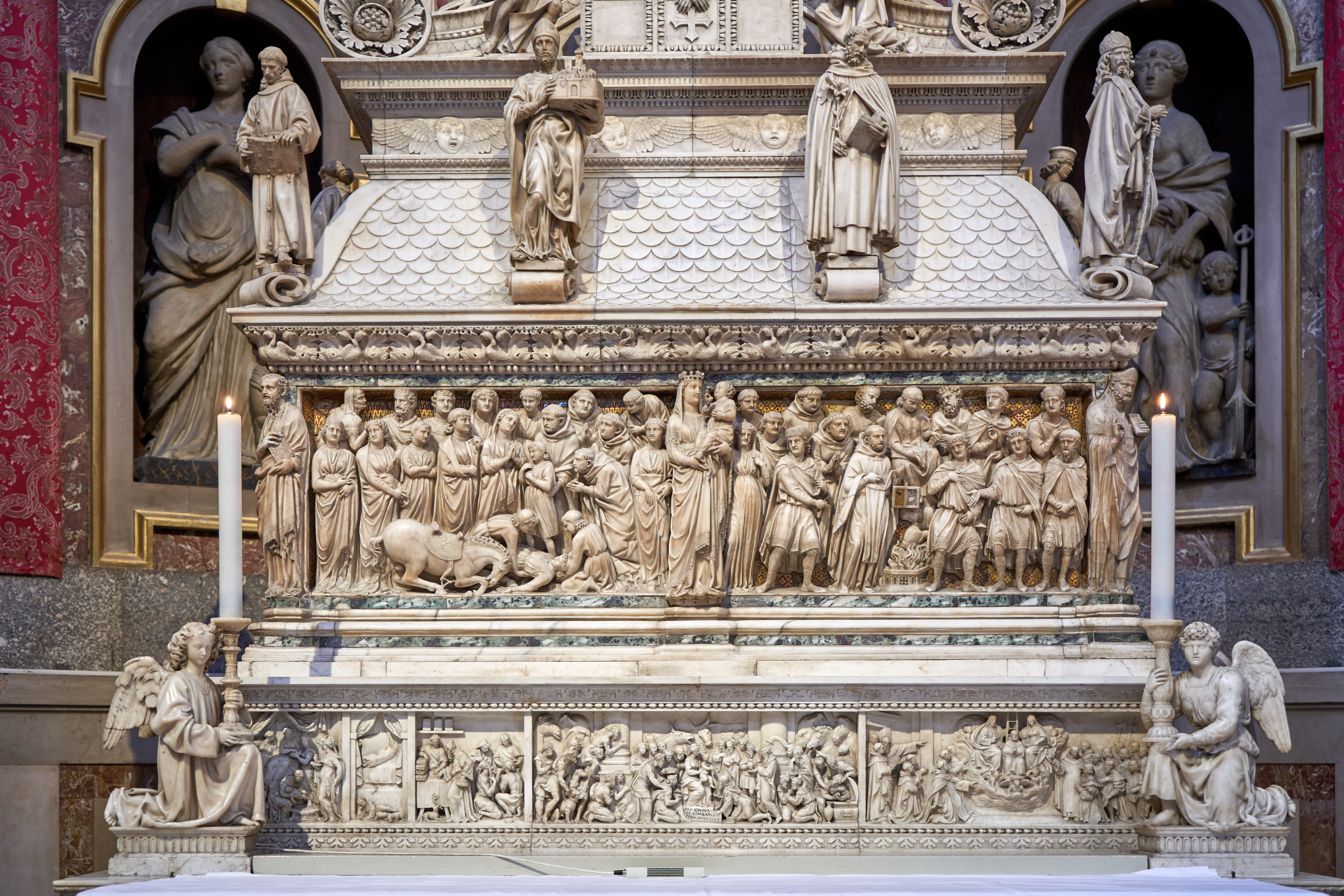
Face antérieure.

##### Saint Dominique ressuscitant le jeune Napoléon Orsini tombé de cheval

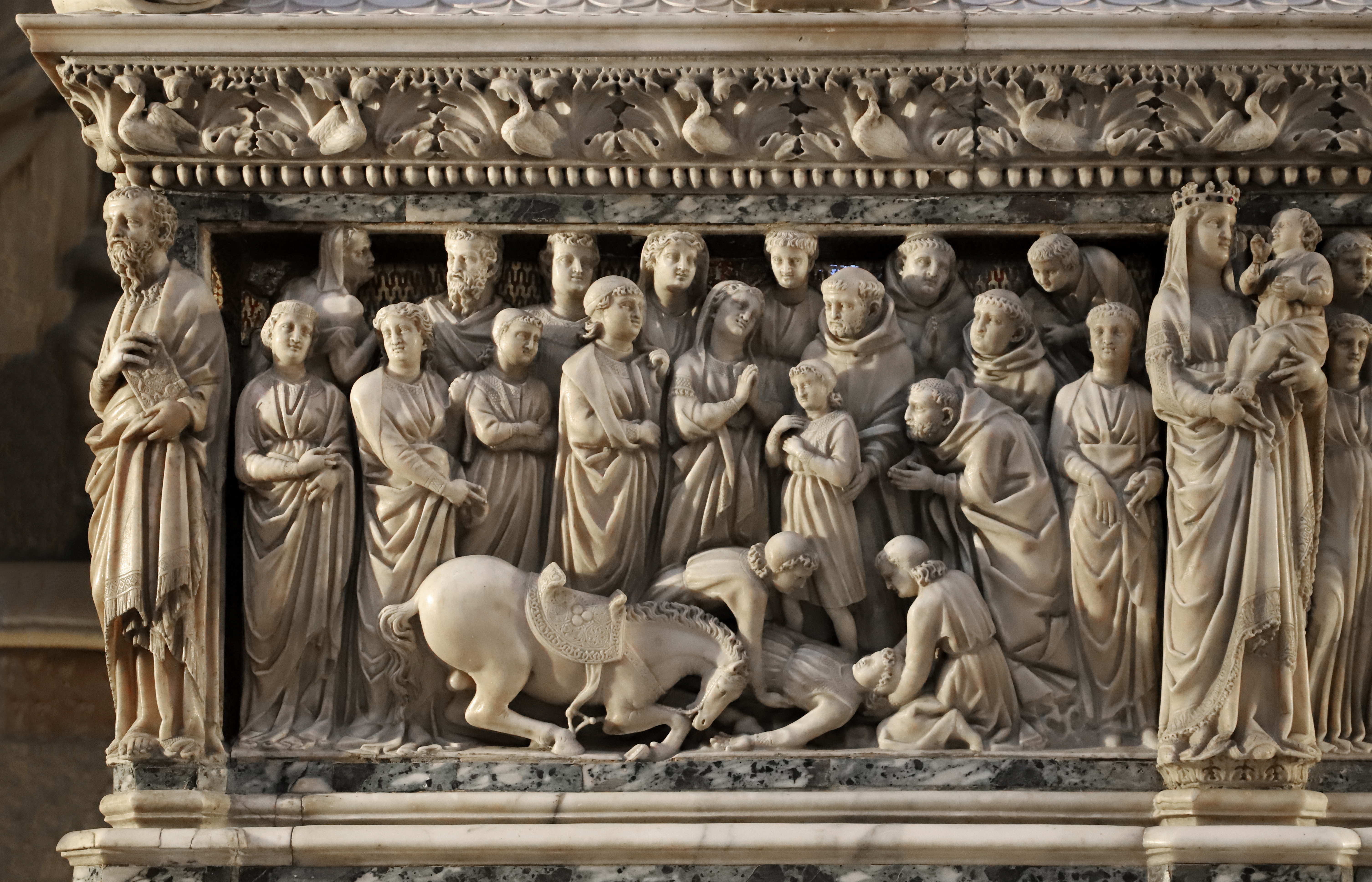
Fig. 8. La résurrection de Napoleone Orsini (Nicola, Lapo et Arnolfo).

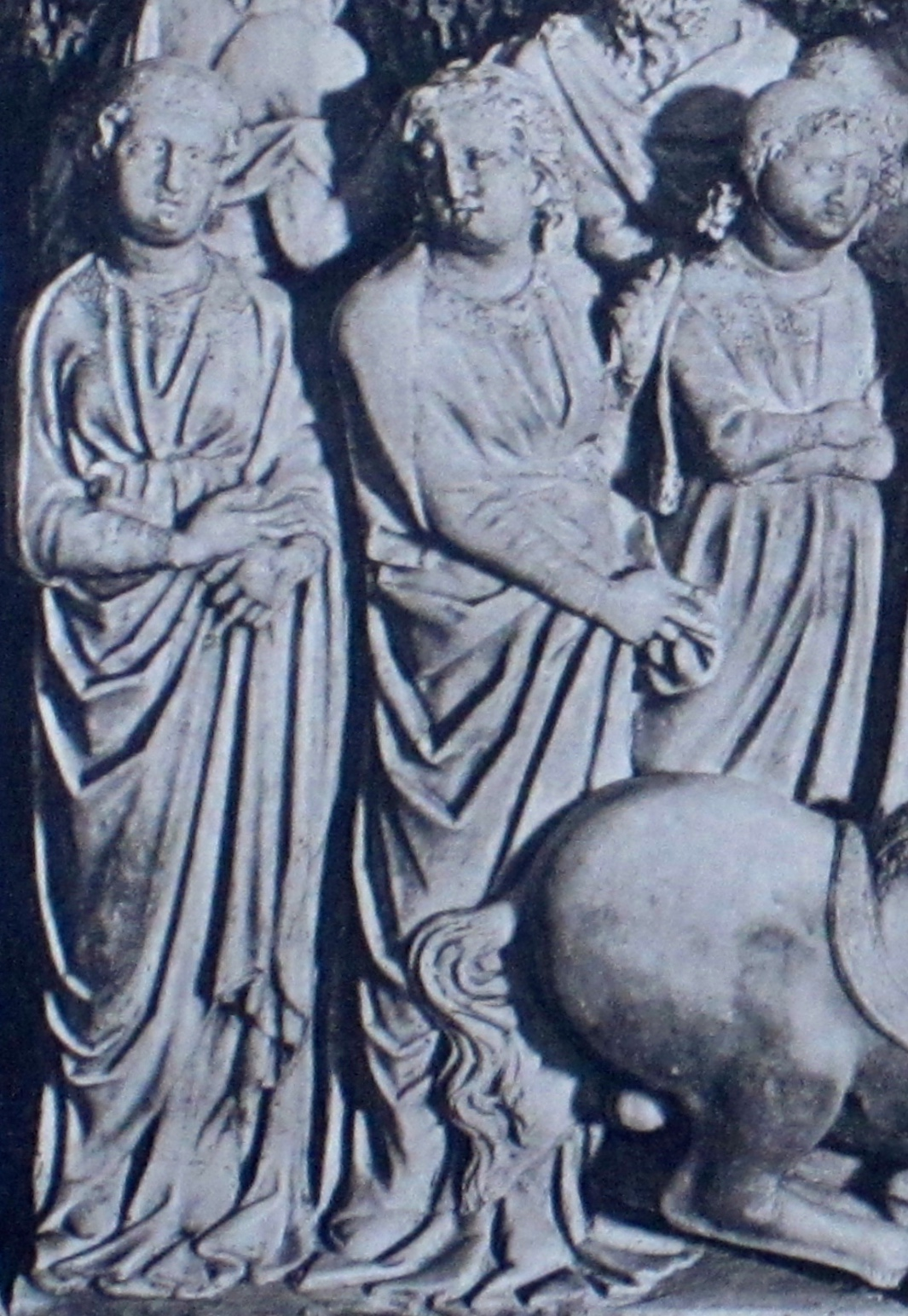
Fig. 8a. La résurrection de Napoleone Orsini, détail (Lapo).

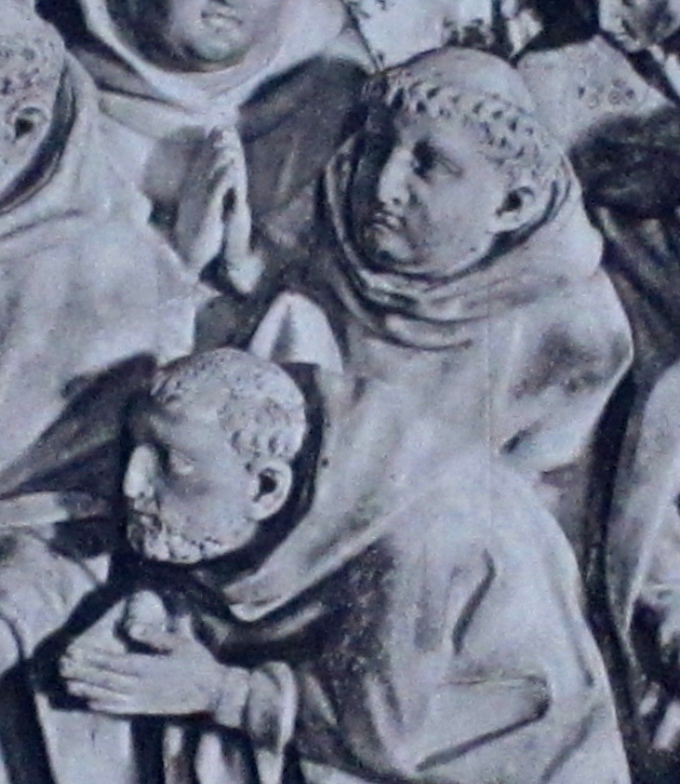
Fig. 8c. La résurrection de Napoleone Orsini, détail (Arnolfo).

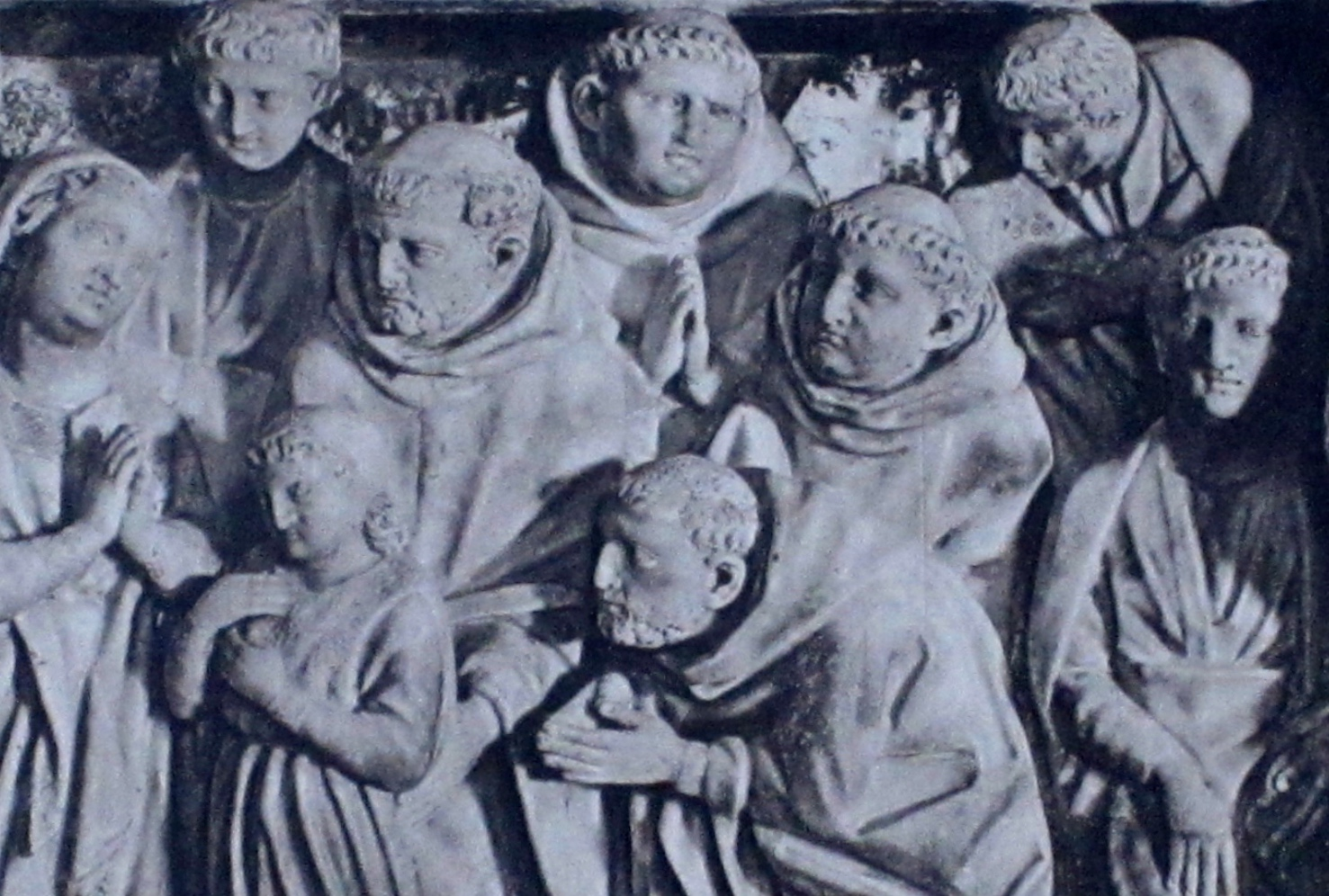
Fig. 8d. La résurrection de Napoleone Orsini, détail (Arnolfo et 5e maître).

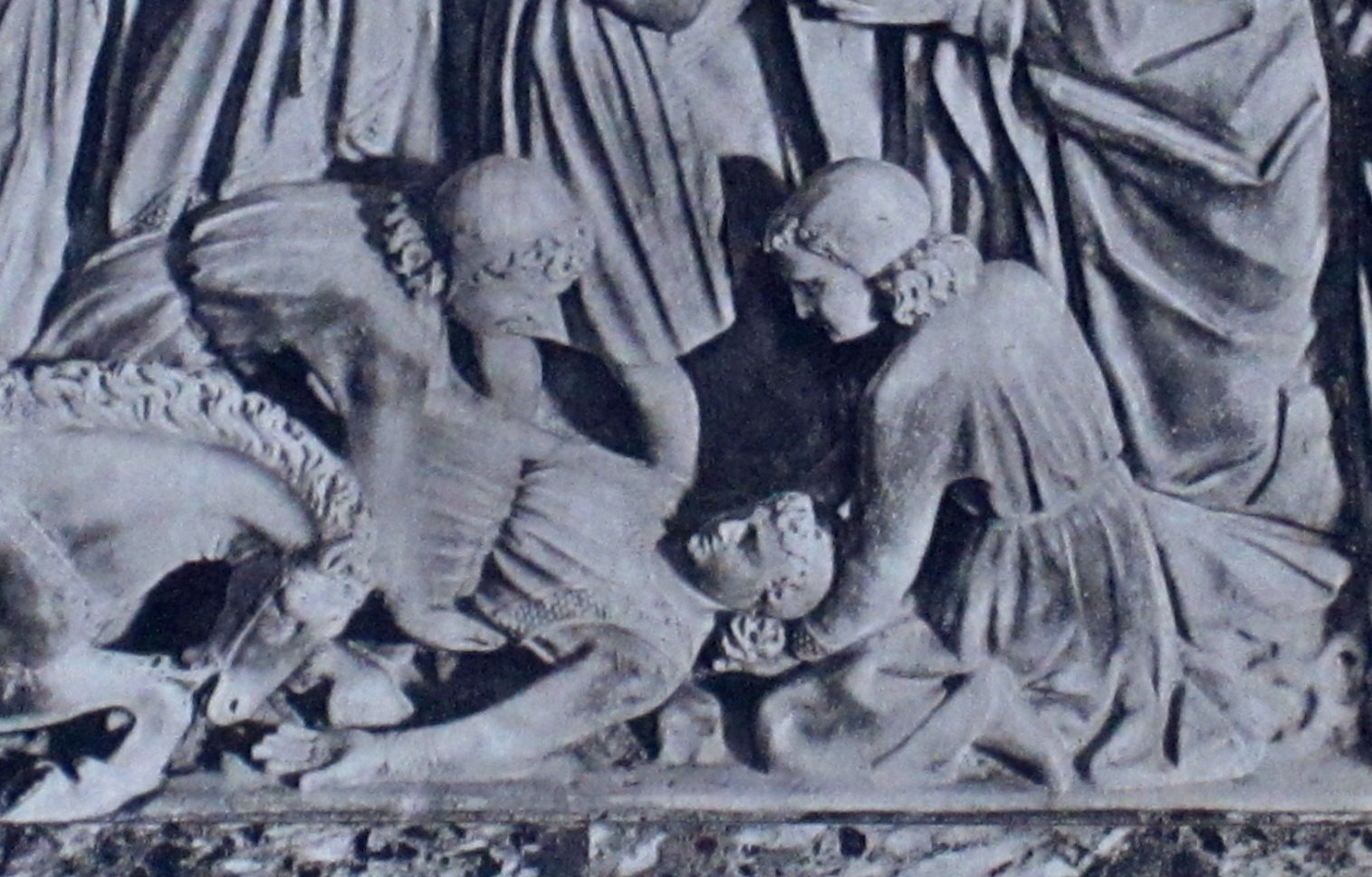
Fig. 8e. La résurrection de Napoleone Orsini, détail (Arnolfo).

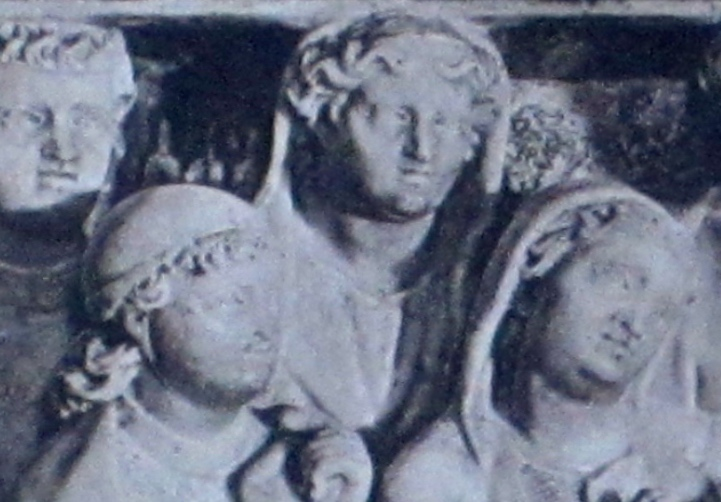
Fig. 8f. La résurrection de Napoleone Orsini, détail (Nicola et Lapo).

Sur la face antérieure, un des deux reliefs représente le saint ressuscitant le jeune Napoléon Orsini tombé de cheval et le même saint rendant à sa mère son fils ressuscité (fig. 8). Ce mode de composition se retrouve sur les sarcophages romains et paléochrétiens, il appartient substantiellement à Nicola Pisano, mais il semble qu’il ne dut donner ici que quelques suggestions, et que l’idée même de la composition ait été conduite et développée par un autre artiste.
Si on isole les femmes qui se trouvent à gauche (fig. 8a), il semble facilement reconnaissable dans ces raffinées et riches matrones, le sang aristocratique et antique que l’on retrouve dans les personnages des arts libéraux de la chaire de Sienne, avec les mêmes incisions minutieuses, le même style dans les plis et les mains et la ressemblance des physionomies. Nettement distingué d’Arnolfo di Cambio, de Nicola et de Giovanni Pisano, il semble légitime de supposer que ce quatrième et notable artiste qui eut un rôle important pour Bologne et pour Sienne ne soit autre que Lapo (1265-1289), le collaborateur principal du maître et d’Arnolfo : en effet, Nicola devait avoir confié à Lapo et Arnolfo, deux ans auparavant, la part la plus importante du travail du sarcophage. L’identification de la part de Lapo est prépondérante sur la face antérieure du sarcophage.
Le saint Dominique qui prie en invoquant le miracle (fig. 8c) nous transporte dans un monde poétique et mystique que l’on dirait opposé au précédent. On se trouve avant tout, devant une simplification nue du visage qui sort impérieux et essentiel d’un marbre sculpté avec force ; un visage qui descend dans le drame duquel les autres semblent s’évader distraitement. Si l’on regarde ce visage de face (et non de profil comme sur la photo), apparaît encore plus surprenant, la tension, la puissance contenue, la concentration qui s’en dégage. Une courbe unique ferme en un bloc compact le corps en prière ; les mains, rudes, se rejoignent dans les lignes d’un triangle. On ne peut être plus éloigné de la finition douce et polie de Lapo : en fait, dans aucun autre personnage du sarcophage la présence d’Arnolfo ne se présentera d’une façon aussi claire.
Il semble bien que pourrait également être de la main d’Arnolfo le personnage placé au-dessus du saint (fig. 8c), ce frère plutôt gras, aux yeux grands ouverts et d’une vitalité puissante évoque la sculpture étrusque qui fut un élément actif dans la formation et le développement de l’art d’Arnolfo. Toutefois, la distinction entre Lapo et Arnolfo n’est pas toujours aussi nette que dans le personnage précédent, tant le style des deux artistes comporte des points de rencontres et de convergences qui proviennent d’une éducation commune par beaucoup d’aspects. En tout cas, il nous semble rencontrer dans la disposition plastique de ce frère « enveloppé », l’esprit artistique d’Arnolfo, même s’il est moins évident que dans le personnage de saint Dominique. Si l’on élargit la vision, on découvre plus clairement le visage émergeant du clerc, vers lequel converge comme un sommet, l’ensemble de la composition du groupe de droite, qui se détache ainsi de l’ordre plus fluide et dénoué de tout le reste du relief. De fait, dans toute cette partie de droite, l’intervention d’Arnolfo semble prépondérante.
Une diagonale profonde descend du jeune avec un livre qui se penche pour observer, passe par le saint en prière, jusqu’au jeune homme tombé à terre. Il est facile de s’apercevoir que dans cette partie du relief se trouve condensée une charge humaine et dramatique.
Le groupe de personnages (fig. 8d) rassemblés autour de celui indiqué comme étant plus typiquement d’Arnolfo, ainsi que le saint en prière, semblent être une zone où l’œuvre d’Arnolfo s’entremêle avec celle d’un de ses proches collaborateurs que nous cernerons mieux plus loin, dans le relief de la Cène de saint Dominique. Afin de le distinguer de Nicola, Arnolfo, Lapo et Fra Guglielmo, nous l’appellerons « le 5e maître du sarcophage ». Il s’agit d’un sculpteur ayant en commun avec Arnolfo une formation plus directement liée à la culture gothique, d’une tendance naturaliste. Le personnage du groupe dans lequel le « 5e maître » est le plus reconnaissable est celui de saint Dominique présentant l’enfant ressuscité à la mère, tellement plus délicat et adouci que celui du saint en prière.
L’espace d’intervention d’Arnolfo comprend aussi, à la base du relief, la superbe scène du jeune tombé (fig. 8e), un des endroits les plus remarquables de tout le sarcophage, que l’on doit certainement à la directe exécution d’Arnolfo. Un de ses camarades soutient doucement le corps privé de vie, l’autre maintient la tête surélevée du sol, le bras inerte et pesant retombe à terre. Sur la face immobile semble s’être figé un sourire affleurant. Surprenant, après avoir vu les précédents personnages, de découvrir en Arnolfo cet aspect d’une grâce limpide, d’une eurythmie sereine, de découvrir ses capacités à trouver des formes et des rythmes d’une pureté hellénique.
Arrêtons le regard sur quelques points bien précis de ce premier relief qui démontrent combien il est nécessaire de réviser l’opinion excluant de tout le sarcophage l’intervention directe de Nicola, soit en assignant toute l’œuvre à Fra Guglielmo, soit en attribuant une trop grande part à Arnolfo comme cela a été fait trop souvent. Ainsi par exemple, la tête de la matrone au milieu du plan supérieur du relief (fig. 8f), alors qu’il est superflu de noter qu’elle est assez éloignée du style d’Arnolfo, se différencie aussi notablement des têtes de Lapo même si dans ce cas elle apparait assez proche et qu’il soit intervenu dans son exécution, elle est néanmoins en totale adéquation avec la maîtrise de Nicola. Également dans le plan supérieur du relief, apparaît la marque incomparable du génie de Nicola dans la tête de la vieille et dans celle du personnage viril qui se trouve à son côté (fig. 8f) : morceau d’inspiration classique, élaboré ici par Nicola, croyons-nous sans intervention d’aucun aide, comme pour apposer ici sa signature et le témoignage de sa présence à côté des élèves à qui il avait confié l’exécution de la presque totalité du relief.

##### L’épreuve du feu

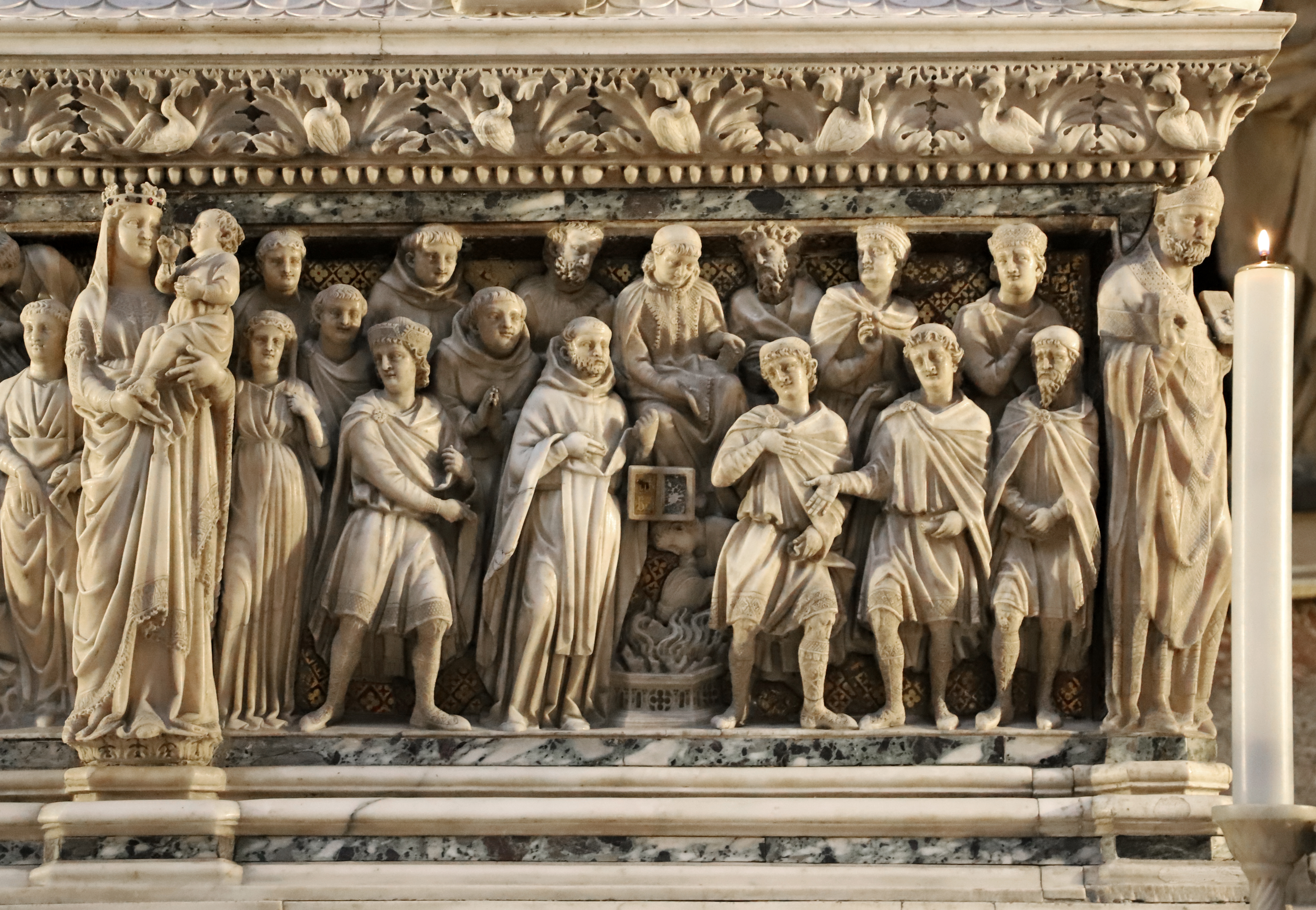
Fig. 9. L'épreuve du feu (Nicola, Lapo et Arnolfo)

Le second relief de la face antérieure représente l’épreuve du feu qui épargne le livre sacré et brûle les livres des hérétiques albigeois (fig. 9), où l’on voit à droite les sentiments tristes et corrompus des hérétiques, la joie et le triomphe des fidèles à gauche. Il présente dans l’ensemble des caractéristiques similaires au précédent : composition du même type que celui des sarcophages des premiers siècles, avec la prépondérance du travail de Lapo dont l’exécution s’étend à presque tout le relief. Plus rares sont les interventions d’Arnolfo, Nicola est quasiment absent de l’exécution. Le style de Lapo apparaît avec le maximum de clarté dans le groupe des trois hérétiques à droite et spécialement dans le couple des deux jeunes, mais il s’étend également aux deux personnages intercalés en haut (fig. 9a). Partout on trouve ce style minutieux des ivoires et la survivance encore plus évidente du maniérisme Byzantin, dans les mains accablées, dans la modulation plastique des mouvements, dans le fastueux goût ornemental particulièrement visible dans les magnifiques cnémides (fig. 9b).
Comme toujours dans l’œuvre de Lapo, les références aux idées de Nicola sont fréquentes. Ici le personnage dans lequel se remarque le plus la présence du maître est celui du vieil albigeois (fig. 9c) (à droite du couple des deux jeunes déjà cités) qui possède une force dramatique supérieure à celle des deux jeunes. De même le personnage qui surplombe les deux jeunes albigeois (fig. 9d), bien qu’exécuté comme les autres par Lapo, se distingue par une influence plus directe de Nicola.
De même nous retrouvons ici l’authentique esprit et l’exécution directe de Nicola dans le personnage à côté du jeune (fig. 9e).
La supposition que ce relief fut le premier exécuté est suggérée par le fait que la personnalité d’Arnolfo y est moins présente que celle de Nicola et de Lapo. Ici la collaboration directe d’Arnolfo se limite peut-être au magnifique personnage central de la rangée du haut (fig. 9f). Alors même que le visage et les tissus sont traités selon des critères encore proches de Nicola, Arnolfo se manifeste, croyons-nous, par la claire disposition spatiale, dans la concise définition plastique, dans l’élaboration ouverte et lumineuse de la poitrine. Ce personnage anticipe et annonce ceux du miracle de Napoléon Orsini. On reconnaît aussi Arnolfo dans le jeune qui attise le feu à l’aide d’un soufflet à la partie basse du relief, il est un prélude aux formes d’Arnolfo des ciboriums romains.
La partie gauche du relief (fig. 9g) est une zone plus confuse de collaboration dans laquelle il est quasi impossible d’isoler des styles biens définis. À l’œuvre de Lapo que nous avons pu discerner d’une façon cohérente dans la partie opposée, s’entremêle ici la collaboration de culture gothique du « 5e maître ».

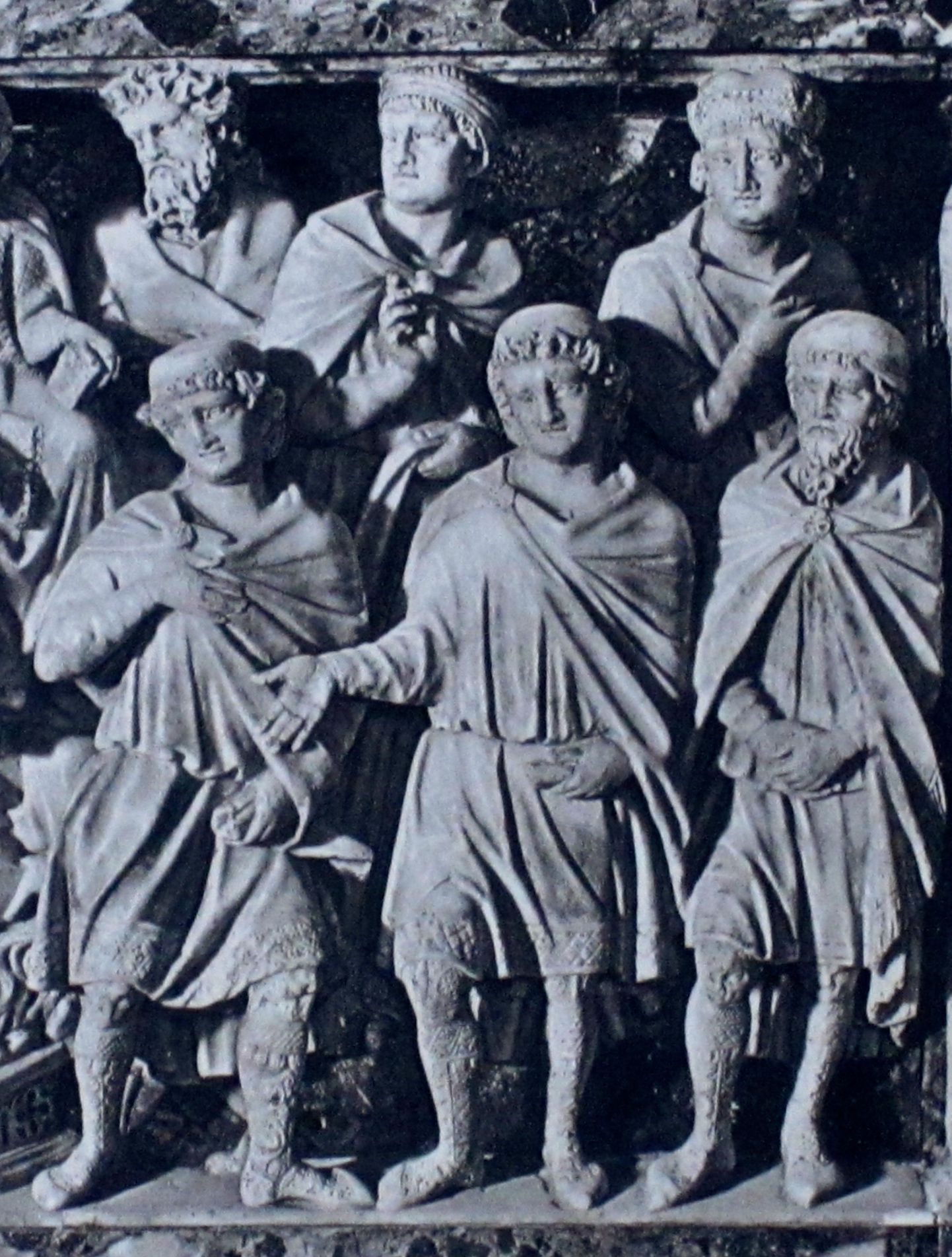
Fig. 9a. L'épreuve du feu, détail (Lapo).
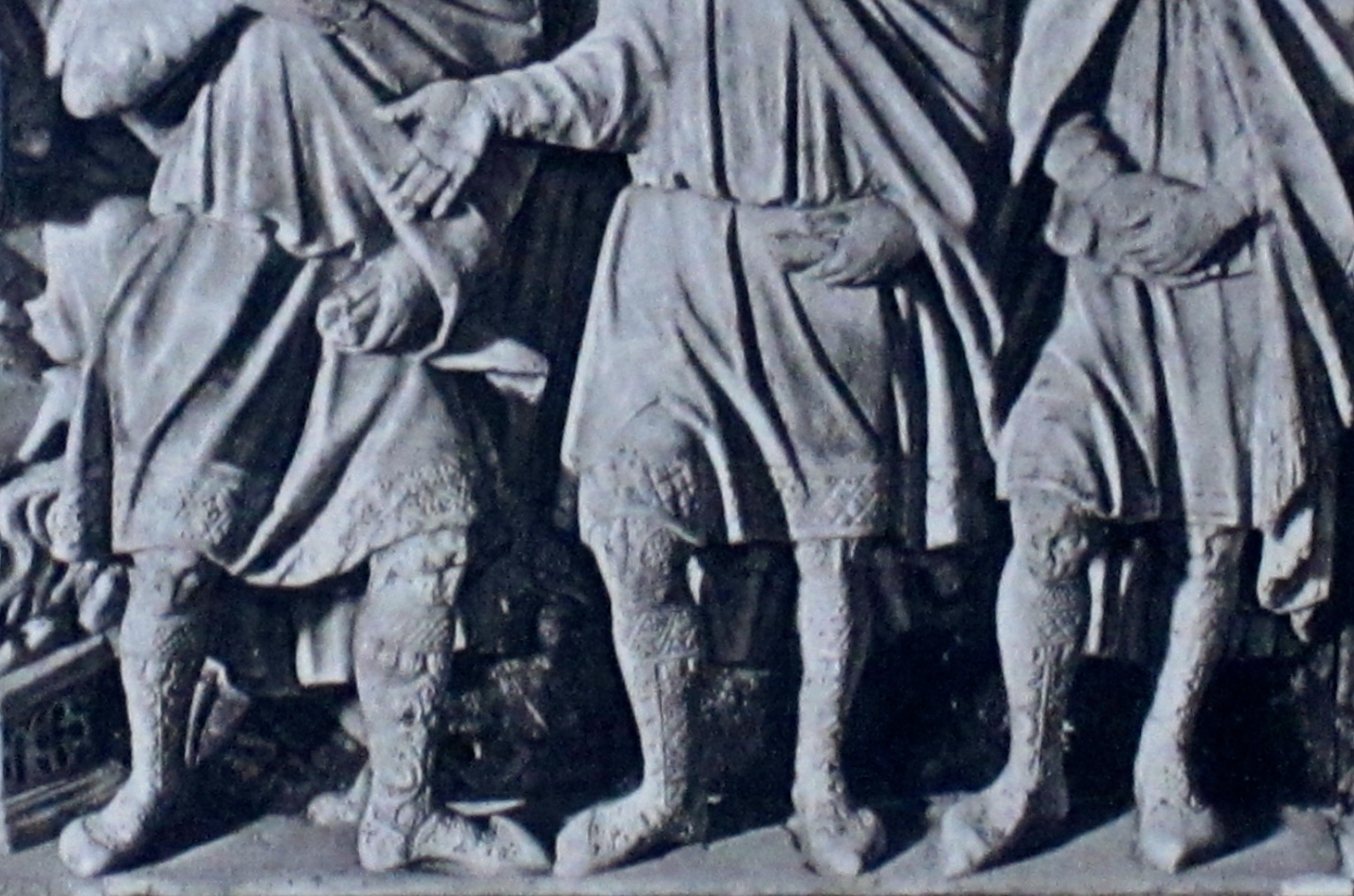
Fig. 9b. L'épreuve du feu, détail (Lapo).
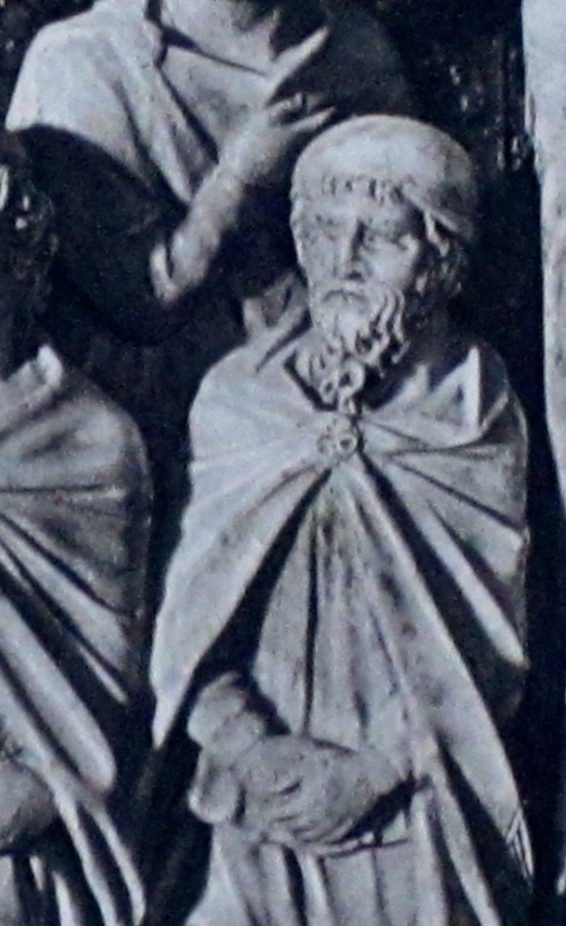
Fig. 9c. L'épreuve du feu, détail (Nicola et Lapo).
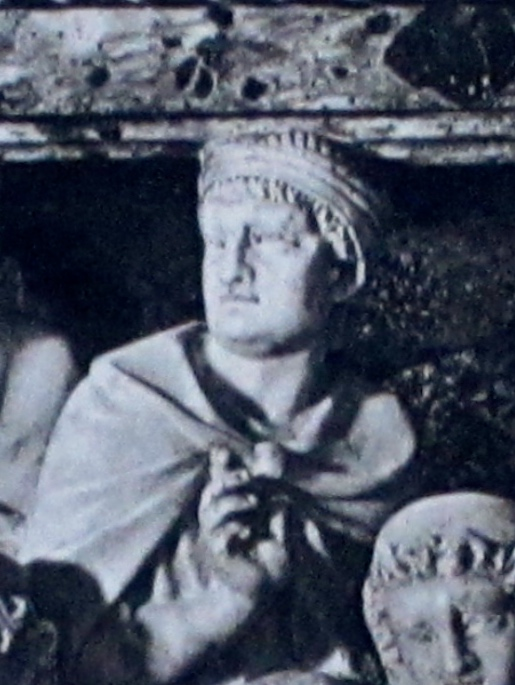
Fig. 9d. L'épreuve du feu, détail (Lapo).
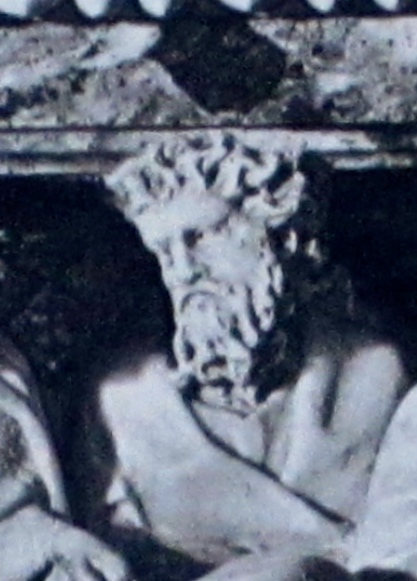
Fig. 9e. L'épreuve du feu, détail (Nicola).
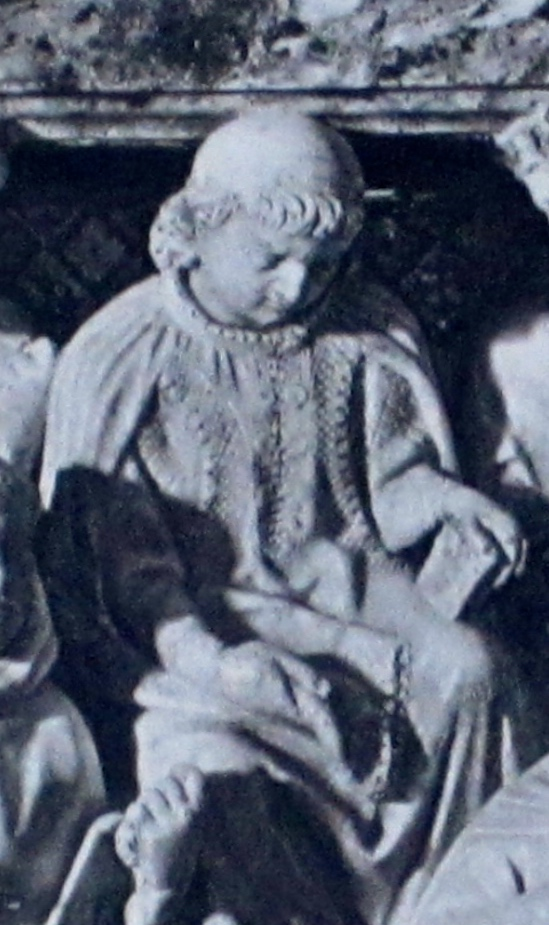
Fig. 9f. L'épreuve du feu, détail (Arnolfo).
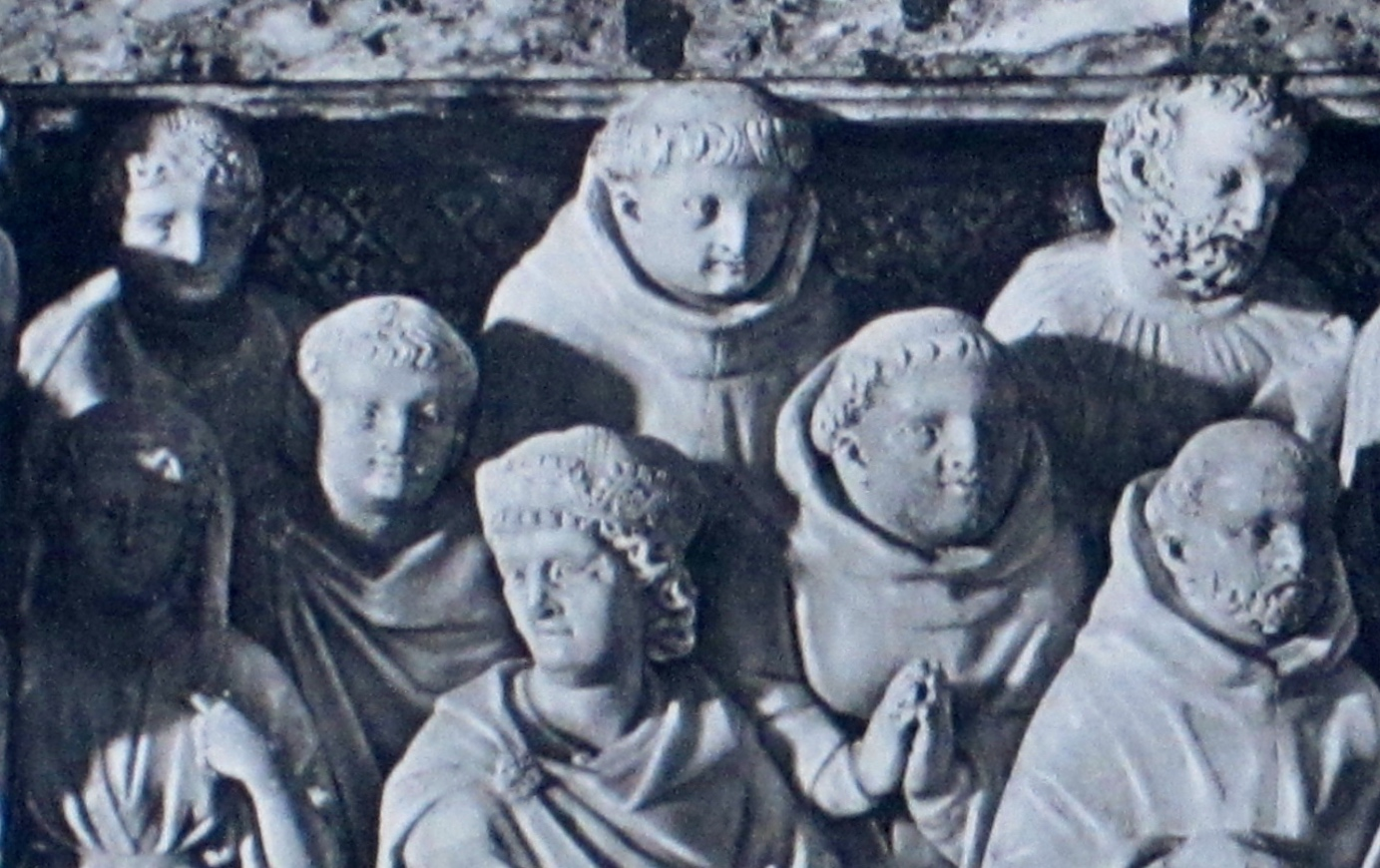
Fig. 9g. L'épreuve du feu, détail (Lapo et 5e maître).

#### Face postérieure

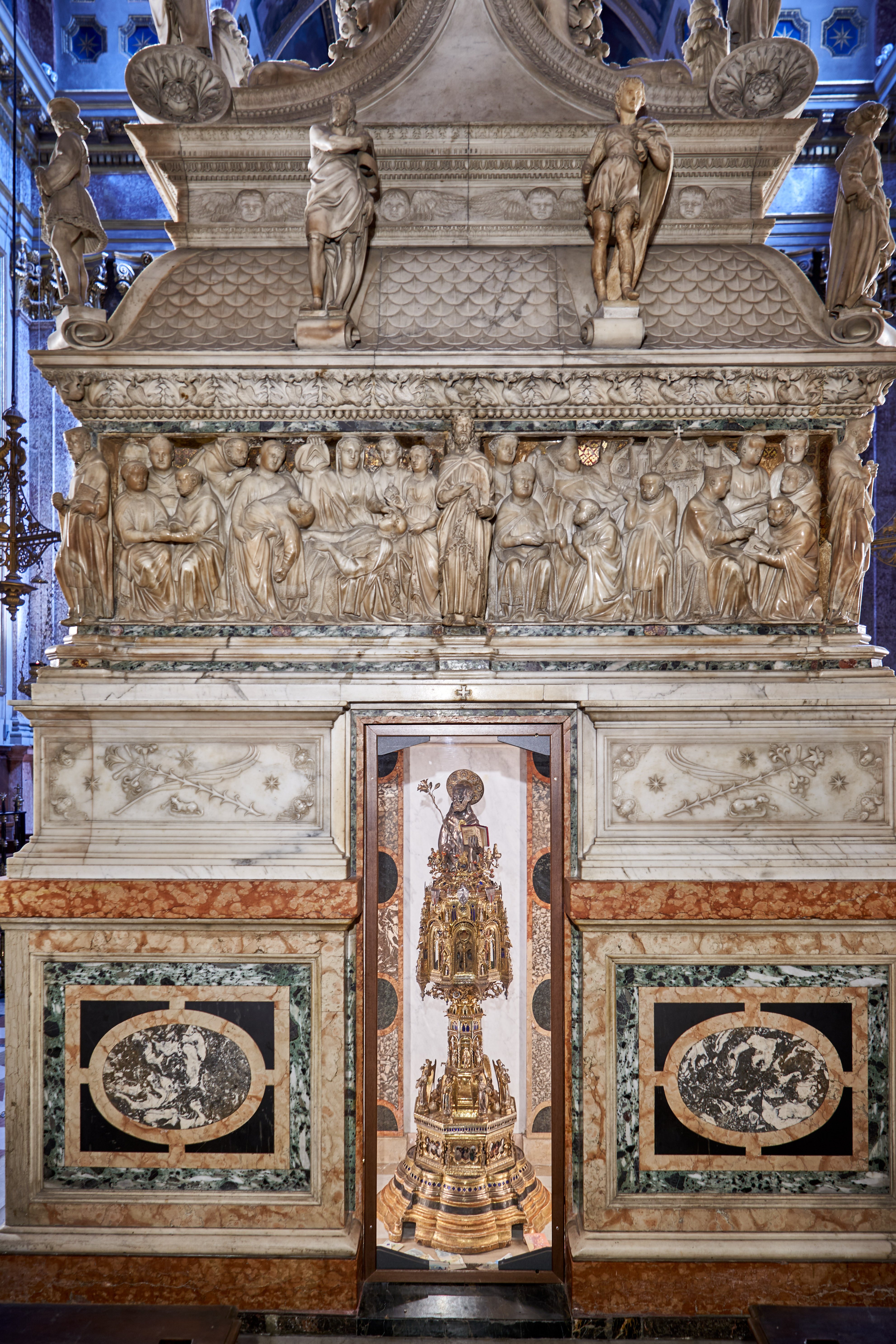
Sépulcre de saint Dominique - Face arrière

Que l’esprit et la manière même de la composition change radicalement dans les reliefs postérieurs est une chose qui apparaît tout de suite avec évidence. La raison en est claire : les précédents reliefs sont composés en partie selon Nicola et principalement par Lapo direct disciple de Nicola. Les compositions de ces nouveaux reliefs sont conçues exclusivement par le troisième maître qui jusque-là n’avait eu que des tâches quantitativement secondaires : Arnolfo di Cambio. Nicola et Lapo disparaissent.
Suivant avant tout les indications des styles et en second lieu les indices fournis par les documents se rapportant aux travaux de l’atelier pisan de Nicola au cours de ces années, il est possible de reconstituer le déroulement des travaux du sarcophage.
Le 29 septembre 1265, Nicola signe le contrat de la réalisation de la chaire de la cathédrale de Sienne par lequel il s’engage ainsi que ses collaborateurs Arnolfo, Lapo et Giovanni son fils, à se rendre sur place le 1er mars 1266. Parmi les travaux en cours à la signature de la commande devaient certainement se trouver le sarcophage bolonais dont bien avant cette date Nicola, probablement déjà occupé par la décoration du baptistère de Pise, avait confié l’exécution à ses deux principaux élèves et collaborateurs : à Lapo en premier lieu car il devait être plus ancien et au jeune Arnolfo ; Nicola se limitant lui-même à fournir quelques idées directrices et à sculpter quelques personnages.
Ainsi, le travail des reliefs de la face antérieure commença avec Lapo dans un rôle prépondérant, à côté d’Arnolfo et de Nicola. Lorsque ce dernier signa le contrat siennois, peut-être pensait-il que le travail du sarcophage pouvait être achevé en mars 1266 et donc il s’engageait à amener avec lui ces deux disciples. Ce ne fut pas le cas et au moment de se rendre à Sienne pour commencer la chaire, il partit seul avec Lapo à qui il confia l’exécution des statues des arts libéraux ainsi que toute la base de la chaire (dont la réalisation avait peut-être commencé à Pise) et Arnolfo, à qui il avait confié la charge d’achever le sarcophage ne partit pas. Les religieux siennois protestèrent auprès de Nicola afin de faire venir immédiatement Arnolfo comme convenu dans le contrat. L’intimation n’eut pas d’effet immédiat, Arnolfo se hâta d’achever le sarcophage de saint Dominique en utilisant largement l’aide de Fra Guglielmo, convers du couvent dominicain de Pise et d’un autre collaborateur inconnu.
Le sarcophage fut assemblé à Bologne en juin 1267. Dans les derniers mois il est possible que Fra Guglielmo travailla seul. Il est certain qu’Arnolfo se rendit à Sienne avant juillet 1267 mais l’on ne connaît pas la date exacte à laquelle il commença à y travailler.
Ainsi, pour les reliefs de la face postérieure restèrent seuls Arnolfo avec Fra Guglielmo comme aide (les reliefs des flancs représentent une période intermédiaire). C’est Arnolfo lui-même qui inventa alors la composition, selon des idées complètement différentes et nouvelles et à partir de ce moment Arnolfo procèda rapidement à l’élaboration de son style et se distancia nettement de la vision de Nicola.

##### Approbation de l’ordre

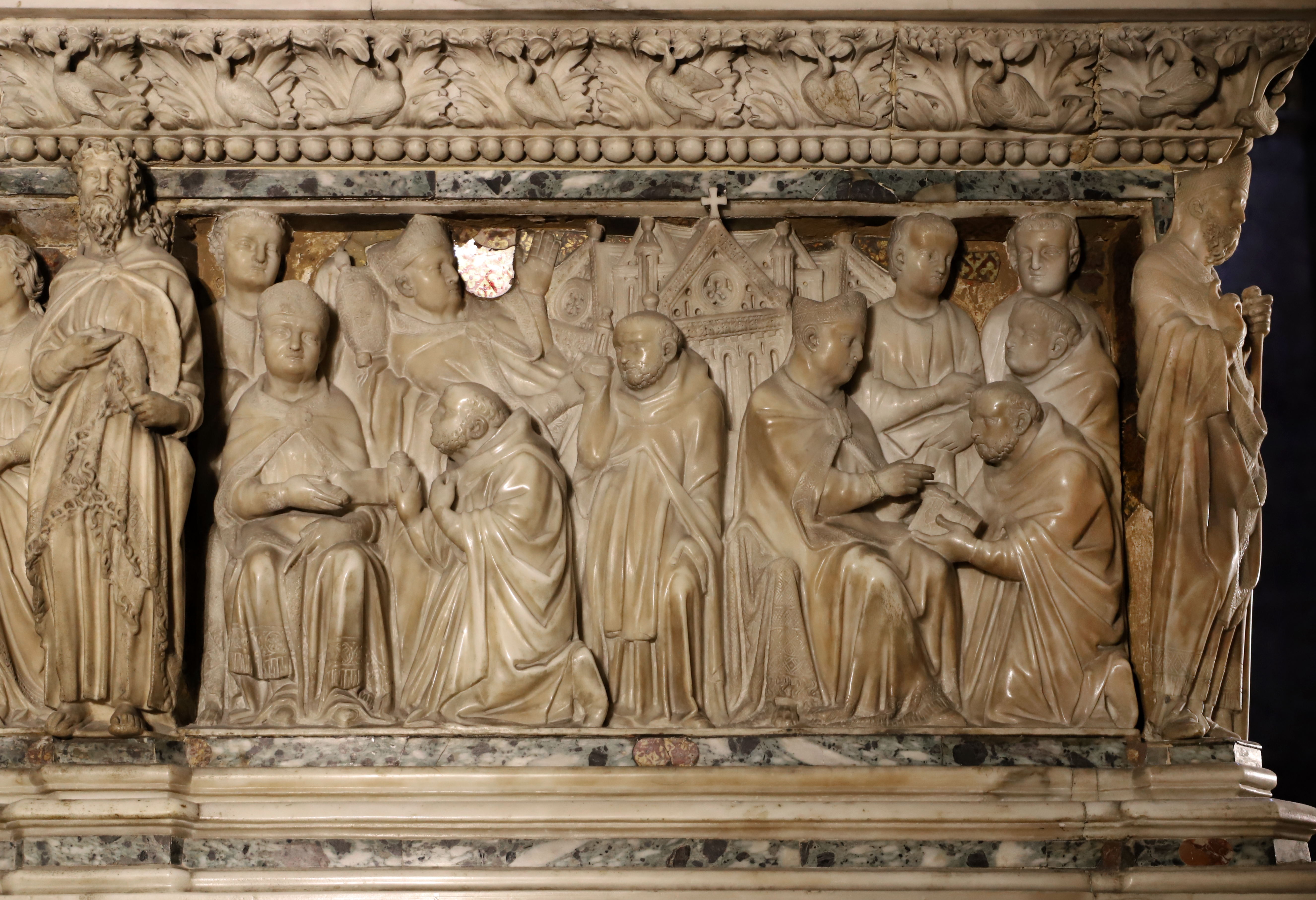
Fig. 10. Approbation de l'ordre (Arnolfo et Fra Guglielmo)

Dans le relief de l’approbation de l’ordre (fig. 10), apparaît immédiatement avec évidence l’extraordinaire effet produit par les stries des tissus, les plis des vêtements, la couverture qui descend du lit du pape : il ne s’agit pas d’un effet pictural ou décoratif mais rythmique et constructif. Ces lignes résolues, ces sillons d’ombre qui fragmentent les zones de lumière, relient et coordonnent les divers plans de la composition.
Le récit est divisé en trois moments. À gauche, saint Dominique aux pieds d’Innocent III demande l’approbation de la règle (fig. 10a). On constate que le collaborateur a en partie affaibli le personnage du pape, de toute évidence conçu par Arnolfo dans une monumentale frontalité. Arnolfo a lui-même sculpté le personnage du saint agenouillé. Au centre, entre deux fractures qui le séparent des autres, se trouve le saint qui soutient l’Église décadente (fig. 10b), personnage rigidement construit dans une correspondance architecturale des forces, de la jambe figée en terre jusqu’au bras qui supporte le poids de l’Église. L’esprit d’Arnolfo apparaît ici intact alors que le personnage du pape au-dessus, qui voit le saint en songe, porte d’une façon assez évidente les marques du modelé de Fra Guglielmo. À droite, le pape approuve l’ordre des Prêcheurs et bénit le saint (fig. 10c). La construction d’Arnolfo est clairement présente dans le groupe des deux protagonistes de la scène mais décline dans l’exécution de la tête du pape et dans celles du frère et des deux clercs du second plan. Ces représentations plus génériques et estompées rompent l’unité sentimentale qui, dans l’idée d’Arnolfo devait se concentrer dans le cercle étroit des personnages et des regards. Cette plus imprécise définition des volumes fait penser que l’exécution de Guglielmo est largement intervenue ici.

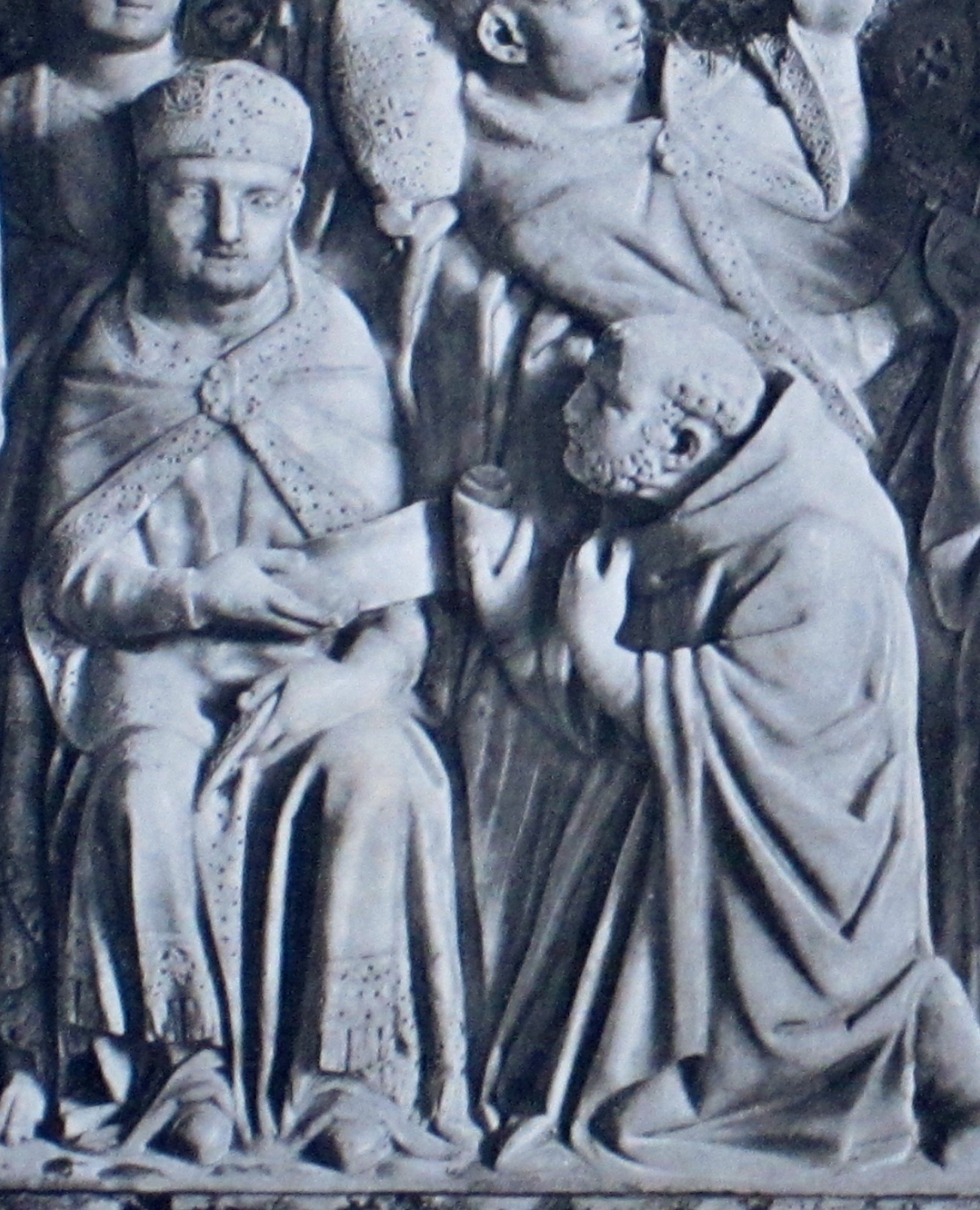
Fig. 10a. Approbation de l'ordre, détail (Arnolfo et Fra Guglielmo).
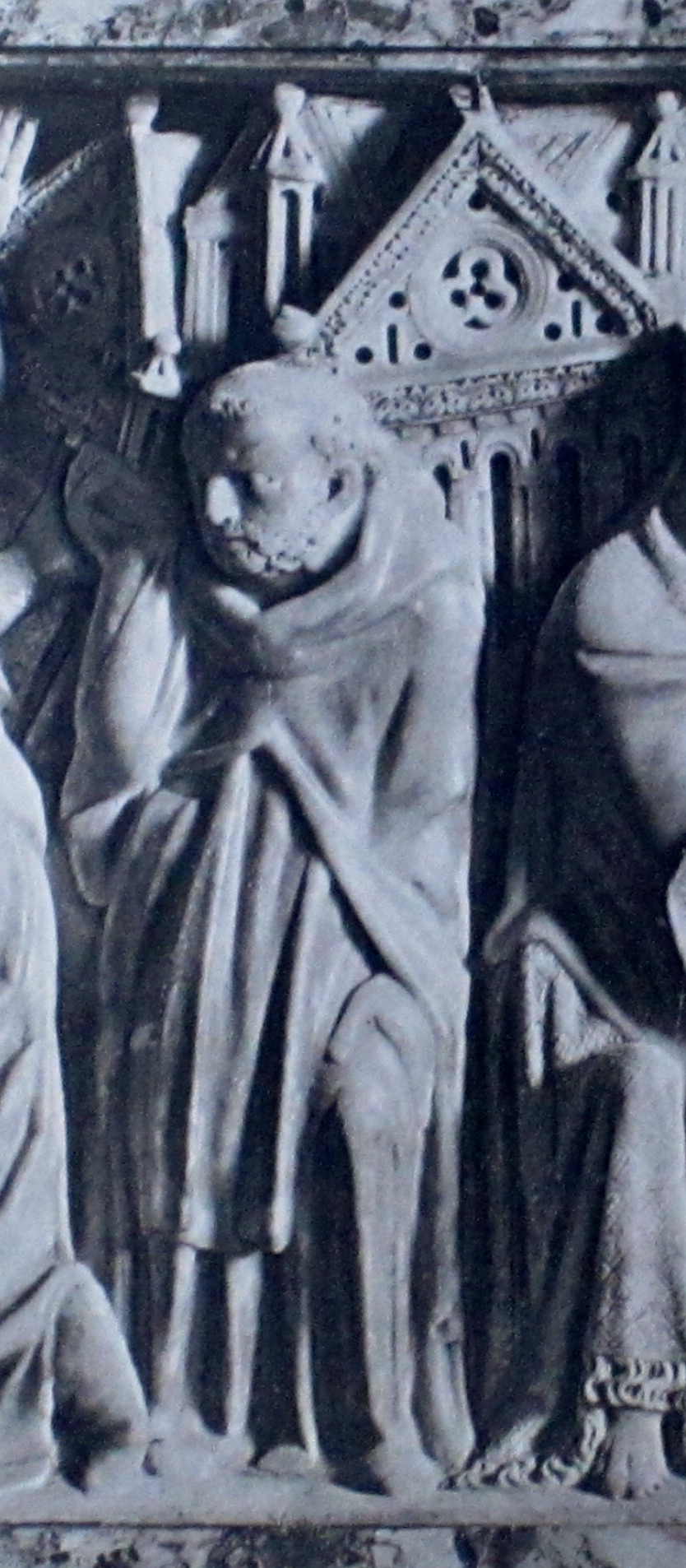
Fig. 10b. Approbation de l'ordre, détail (Arnolfo et Fra Guglielmo).
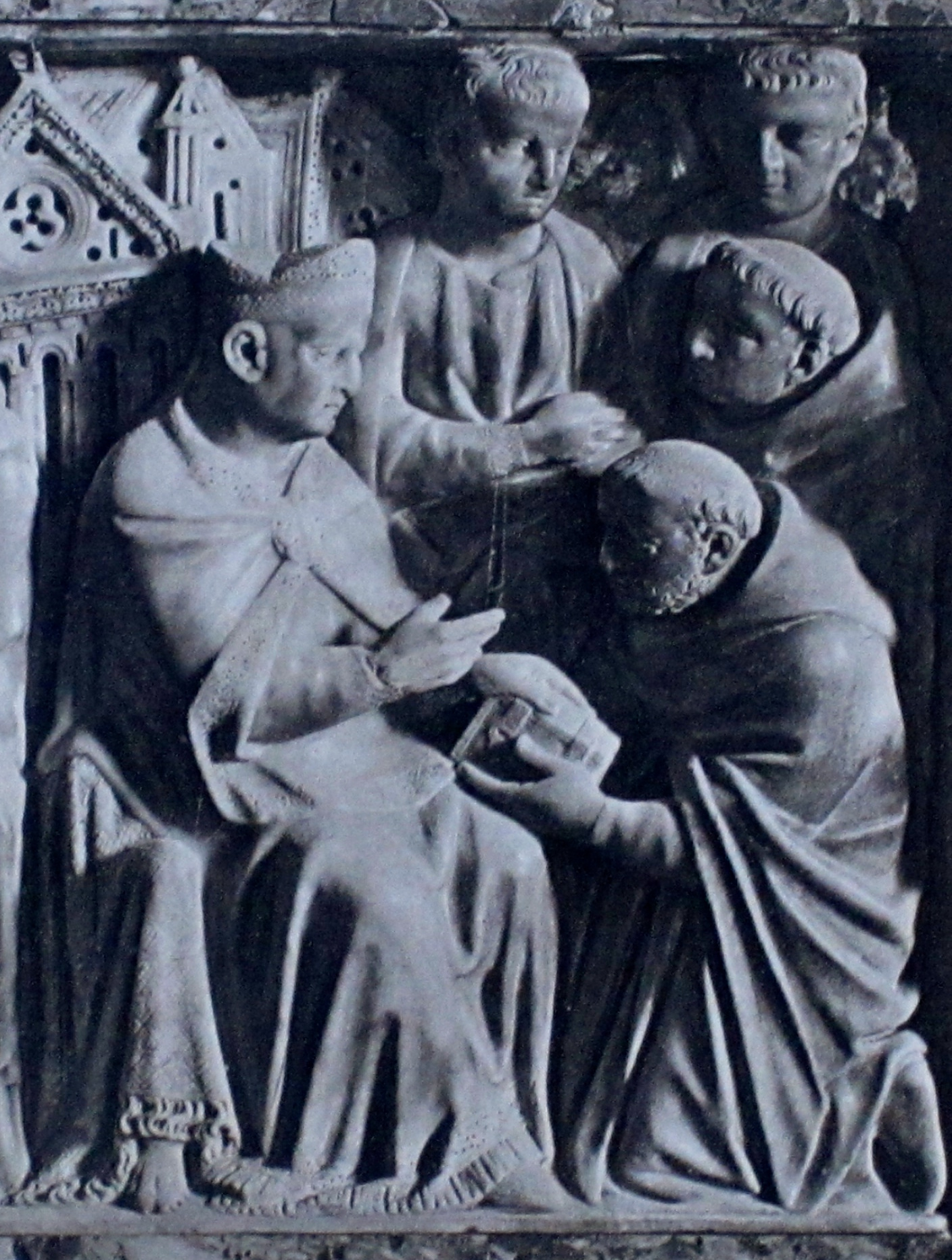
Fig. 10c. Approbation de l'ordre, détail (Arnolfo et Fra Guglielmo).

##### Guérison de Reginaldo

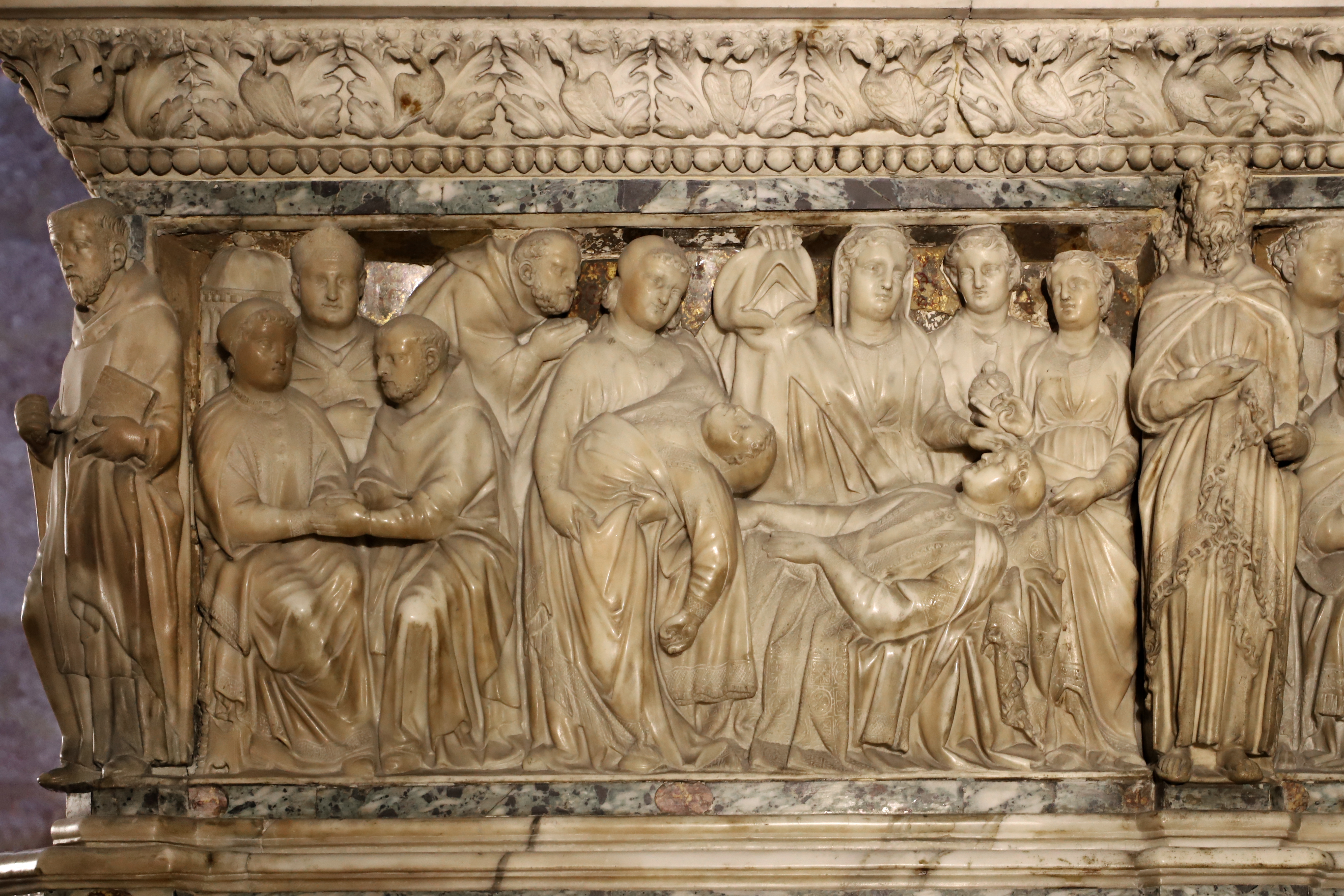
Fig. 11. Vocation de Reginaldo (Arnolfo et Fra Guglielmo).

Dans l’autre relief (fig. 11) de la face postérieure le concept de la composition est le même, trahi seulement dans l’épisode de droite par Fra Guglielmo.
Commençons par la partie gauche (fig. 11a) où est figuré le bienheureux Réginald d'Orléans (Reginaldo) remettant ses vœux de religion dans les mains de saint Dominique, elle est de l’exécution d’Arnolfo. Une taille plus profonde sépare l’espace où se développe cette scène de celle où le bienheureux Reginaldo est surpris de fièvre violente entre les bras d’un religieux (fig. 11b).
Le motif de la Vierge évanouie de Nicola à Pise acquiert une valeur toute différente dans le style d’Arnolfo, bien sûr il se rappelle la lâche courbure du corps abandonné de la Vierge, mais ici le mouvement se verrouille dans une construction ferme d’une masse pesante, dans une architecture précise des volumes, dans une tension équilibrée des forces ; à la courbe du bras qui soutient le corps à gauche, répond à droite celle du bras qui tombe, non encore privé de vie mais rigidifié dans une contraction douloureuse. Plus à droite, le bienheureux est miraculeusement guéri par la Vierge qui lui apparaît accompagnée de deux saintes et lui montre l’habit dominicain (fig. 11c). Le jeune, couché sur un lit (fig. 11d), touché par la main miraculeuse, ouvre doucement les yeux à la lumière.
On n’hésite pas à reconnaître dans ce personnage l’œuvre directe d’Arnolfo. Les tissus sont traités avec encore une grande influence de Nicola mais une différente fermeté et vigueur plastique. Peut-être ce relief aurait-il pu être le chef-d’œuvre du sarcophage si Arnolfo ne l’avait pas laissé inachevé. Il est à noter l’élévation du style des motifs décoratifs, frises et broderies de goût archaïque, arabesques sur les vêtements, les tissus, les coussins. Cette évidence plastique dans la représentation des étoffes ainsi ornées reviendra fréquemment dans les œuvres plus tardives d’Arnolfo (dans le monument du cardinal de Bray (fig. 12) : les anges et la tenture funèbre (fig. 13 & 14) ; dans le sépulcre d’Honorius IV (fig. 15) et plus particulièrement dans celui de Boniface VIII (fig. 16) dans la grotte vaticane ; dans le ciborium de Sainte-Cécile-du-Trastevere (fig. 17) et ainsi de suite), elle fait partie de son langage qui montre l’ampleur et la richesse de son style.

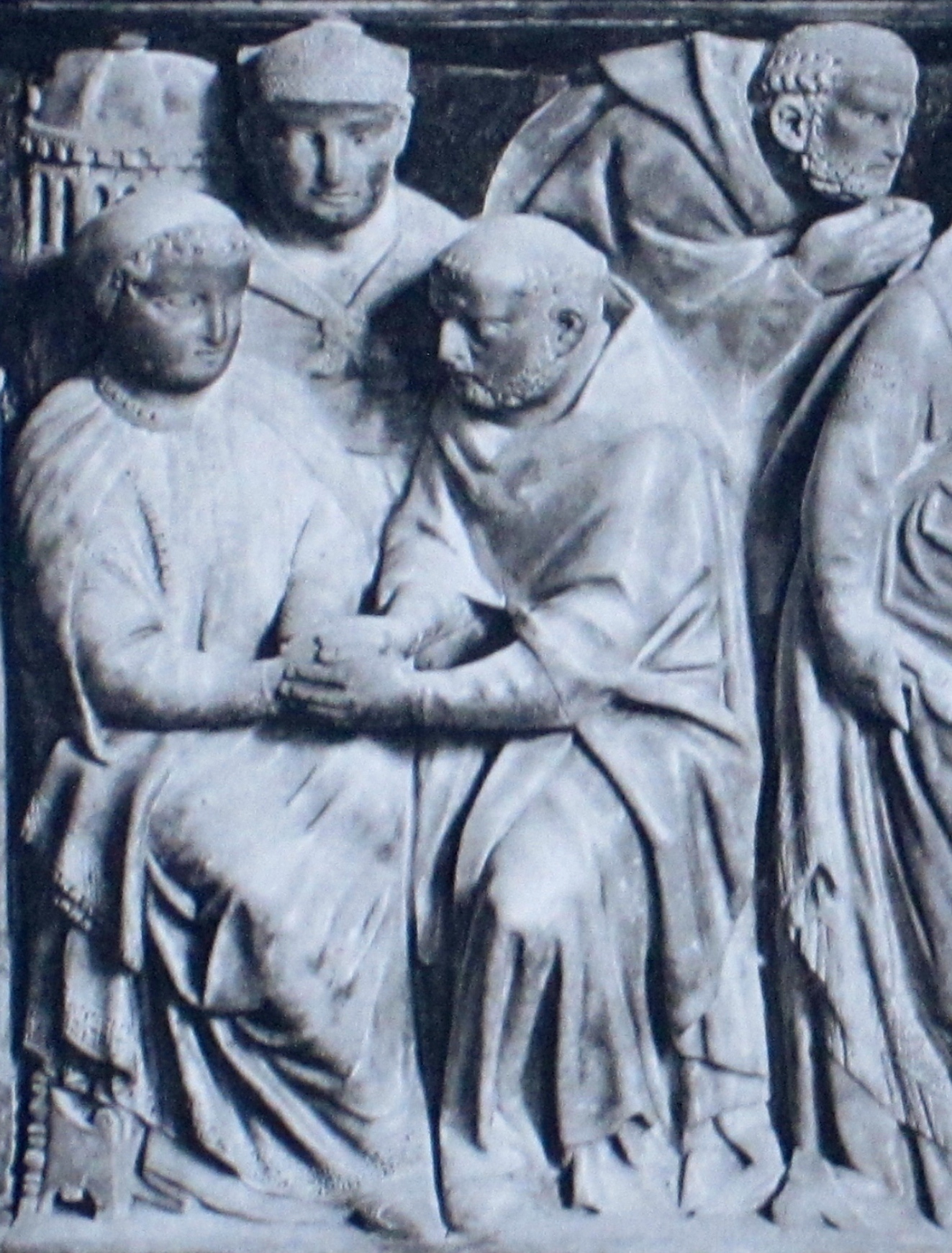
Fig. 11a. Vocation de Reginaldo, détail (Arnolfo).
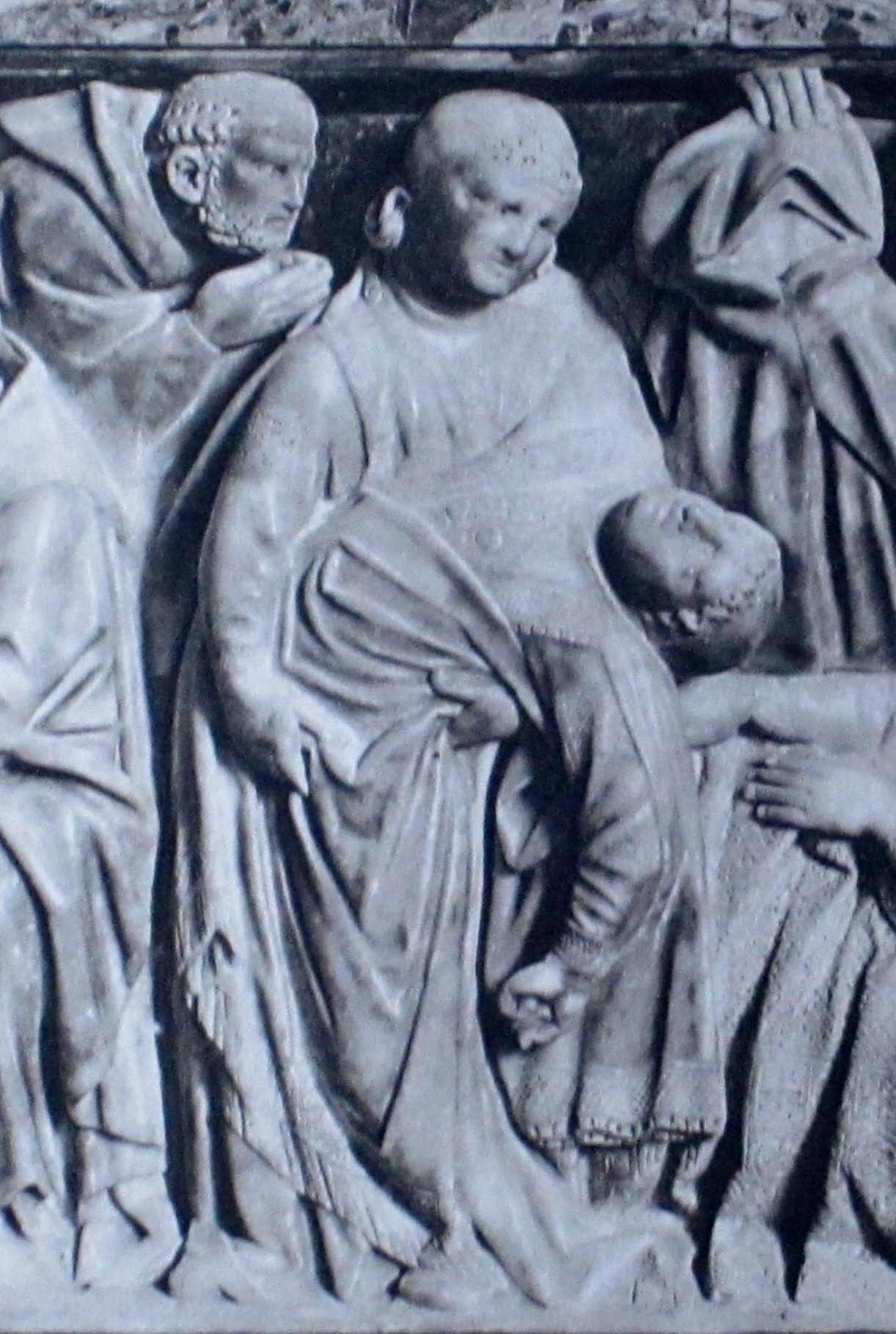
Fig. 11b. Vocation de Reginaldo, détail (Arnolfo et Fra Guglielmo).
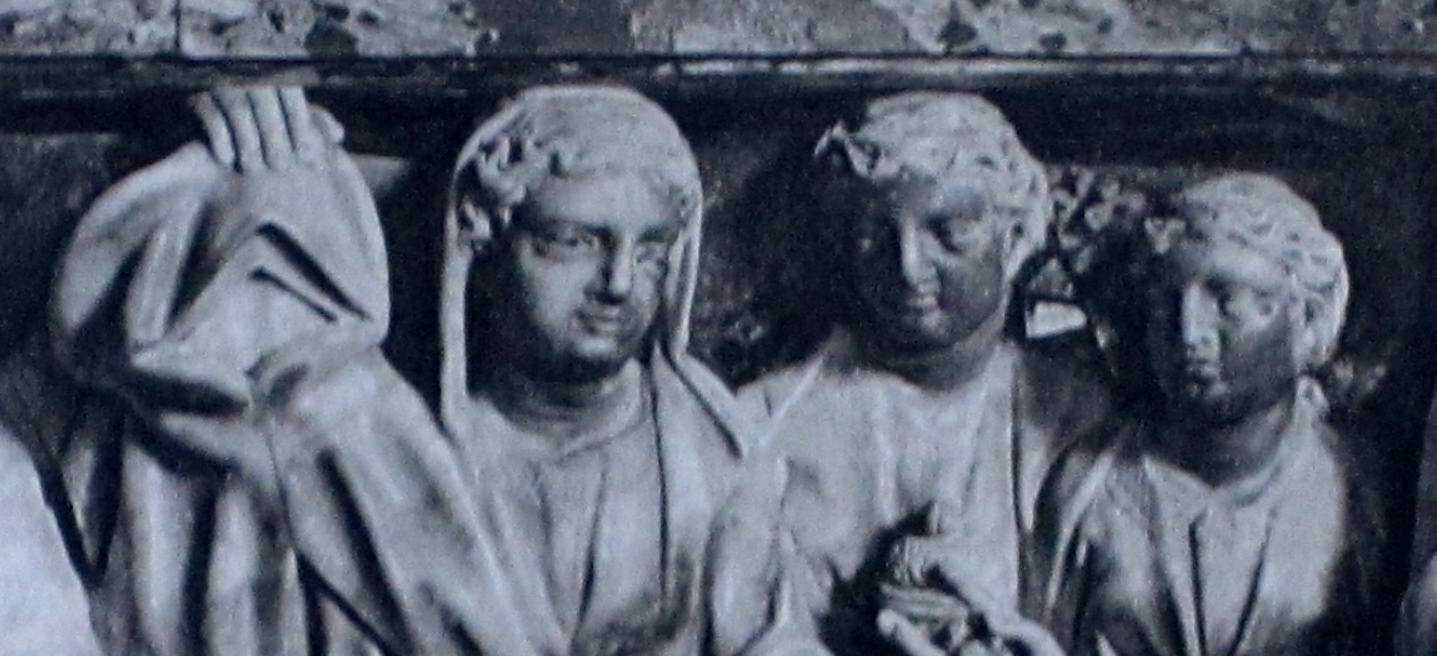
Fig. 11c. Vocation de Reginaldo, détail (Fra Guglielmo).
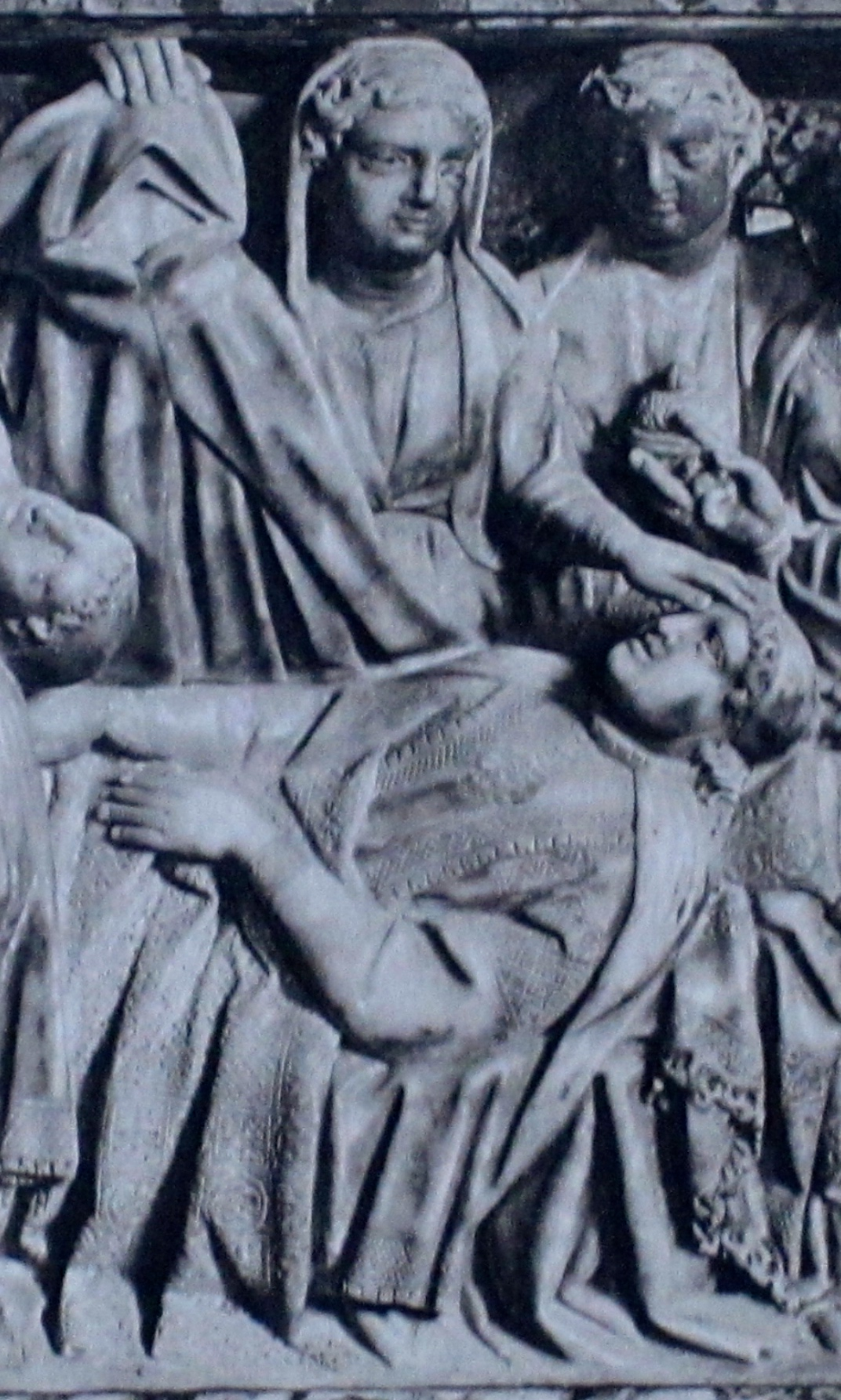
Fig. 11d. Vocation de Reginaldo, détail (Arnolfo).

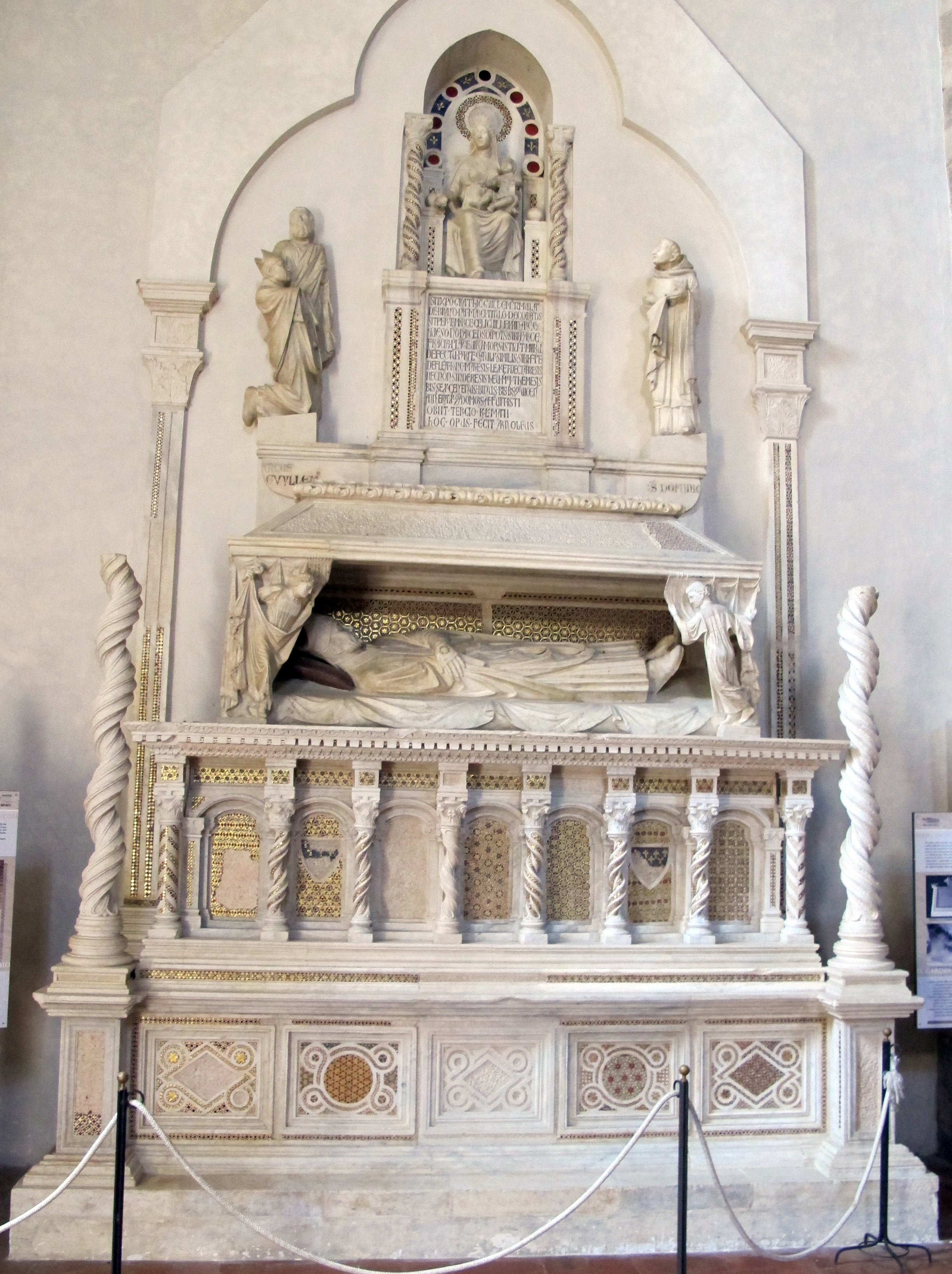
Fig. 12. Sépulcre du cardinal de Braye.
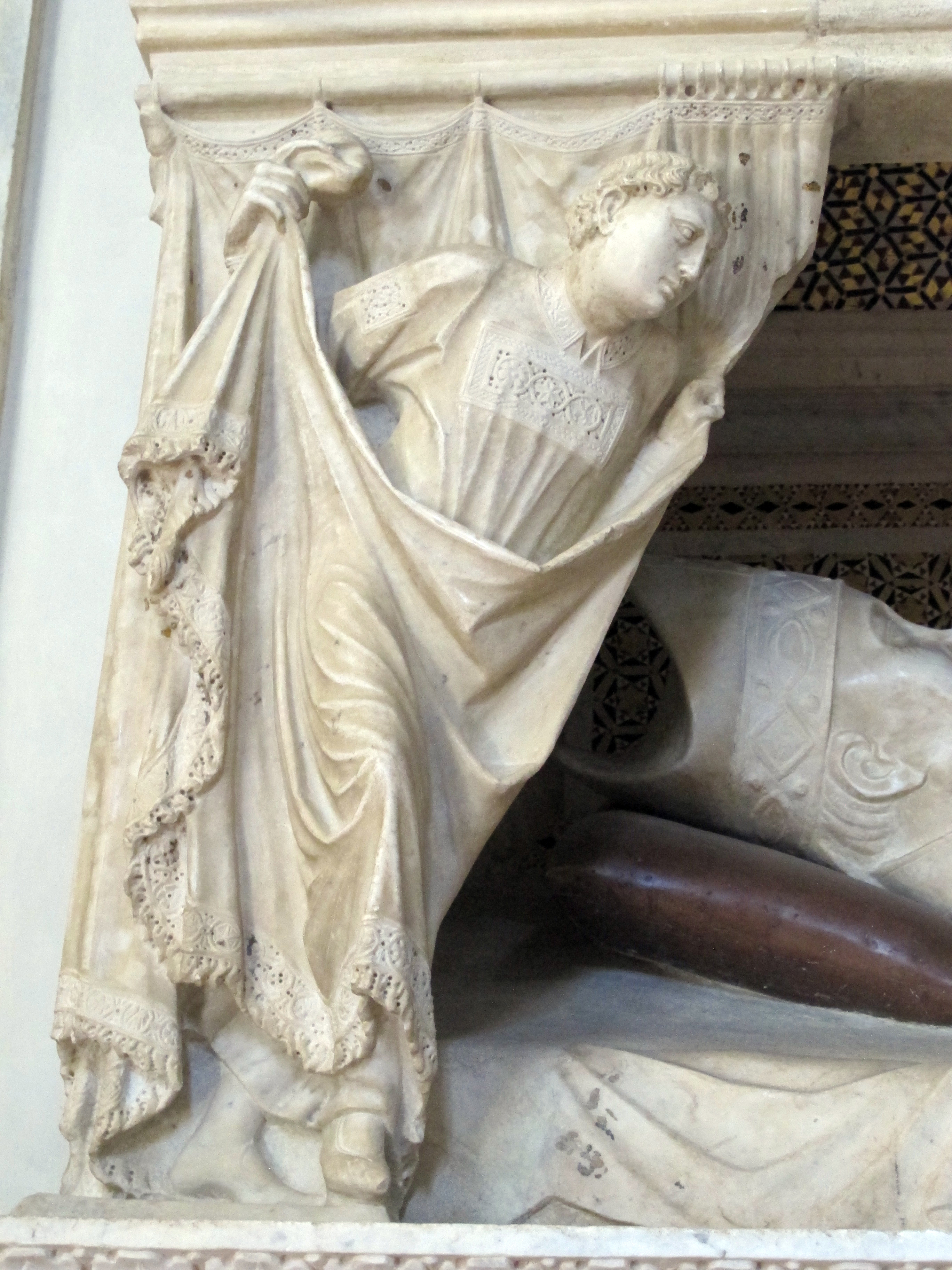
Fig. 13. Sépulcre du cardinal de Braye, détail.
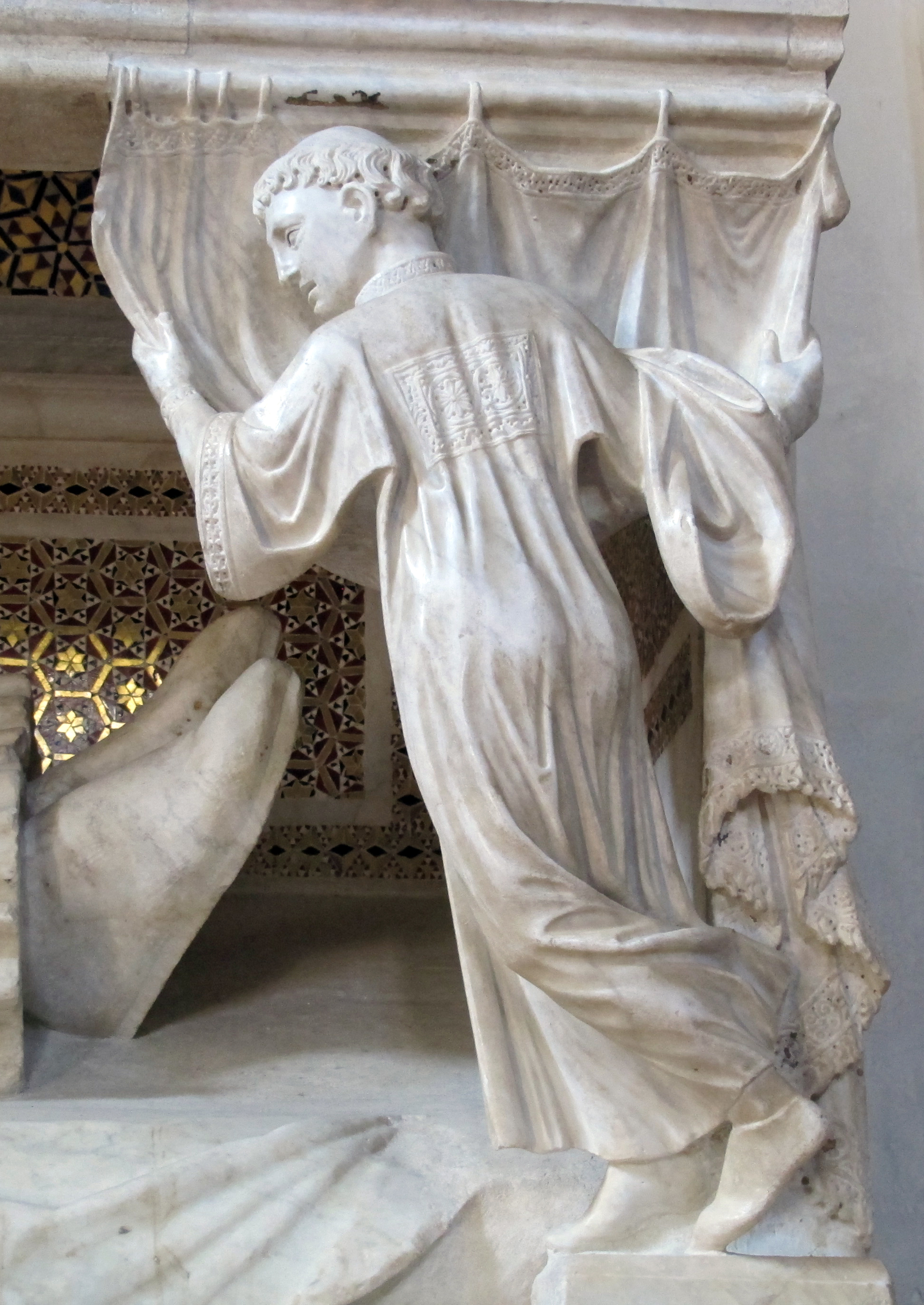
Fig. 14. Sépulcre du cardinal de Braye, détail.
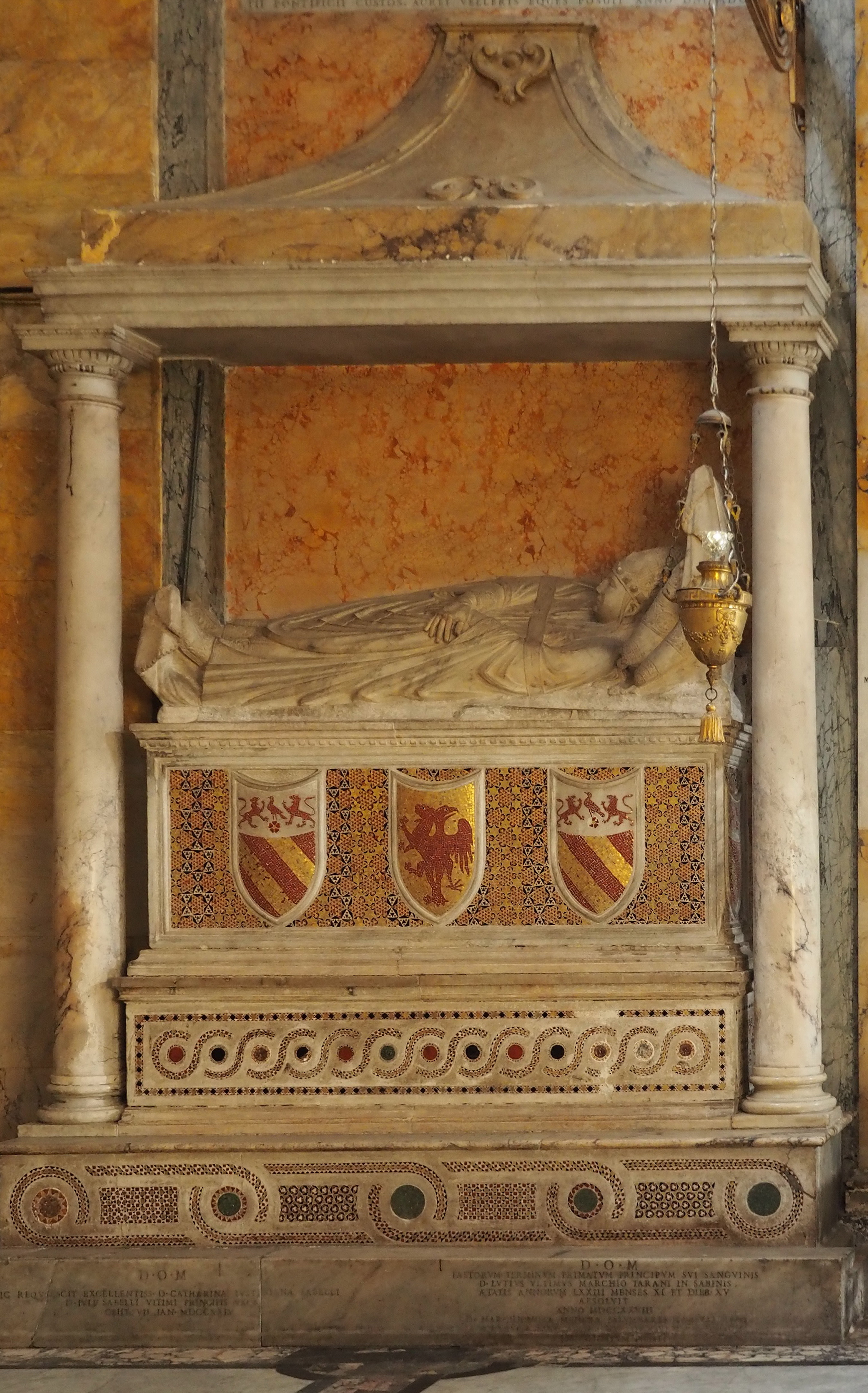
Fig. 15. Sépulcre d'Honorius IV.
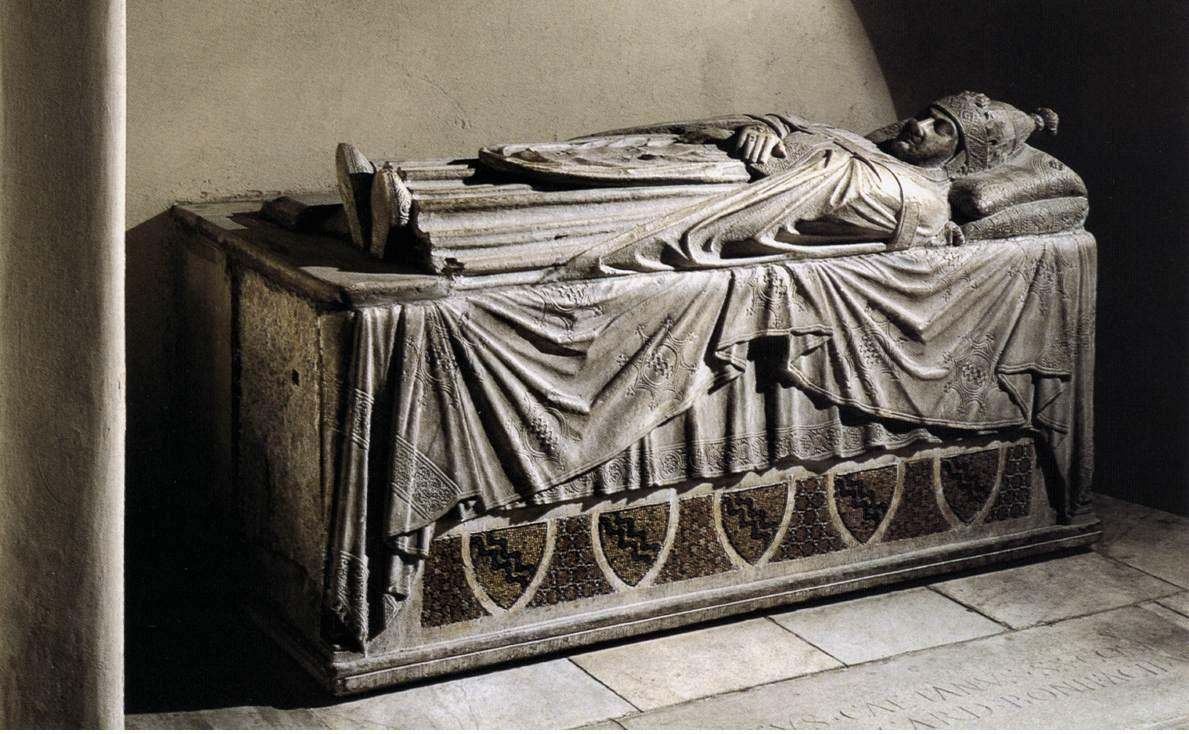
Fig. 16. Sépulcre de Boniface VIII.
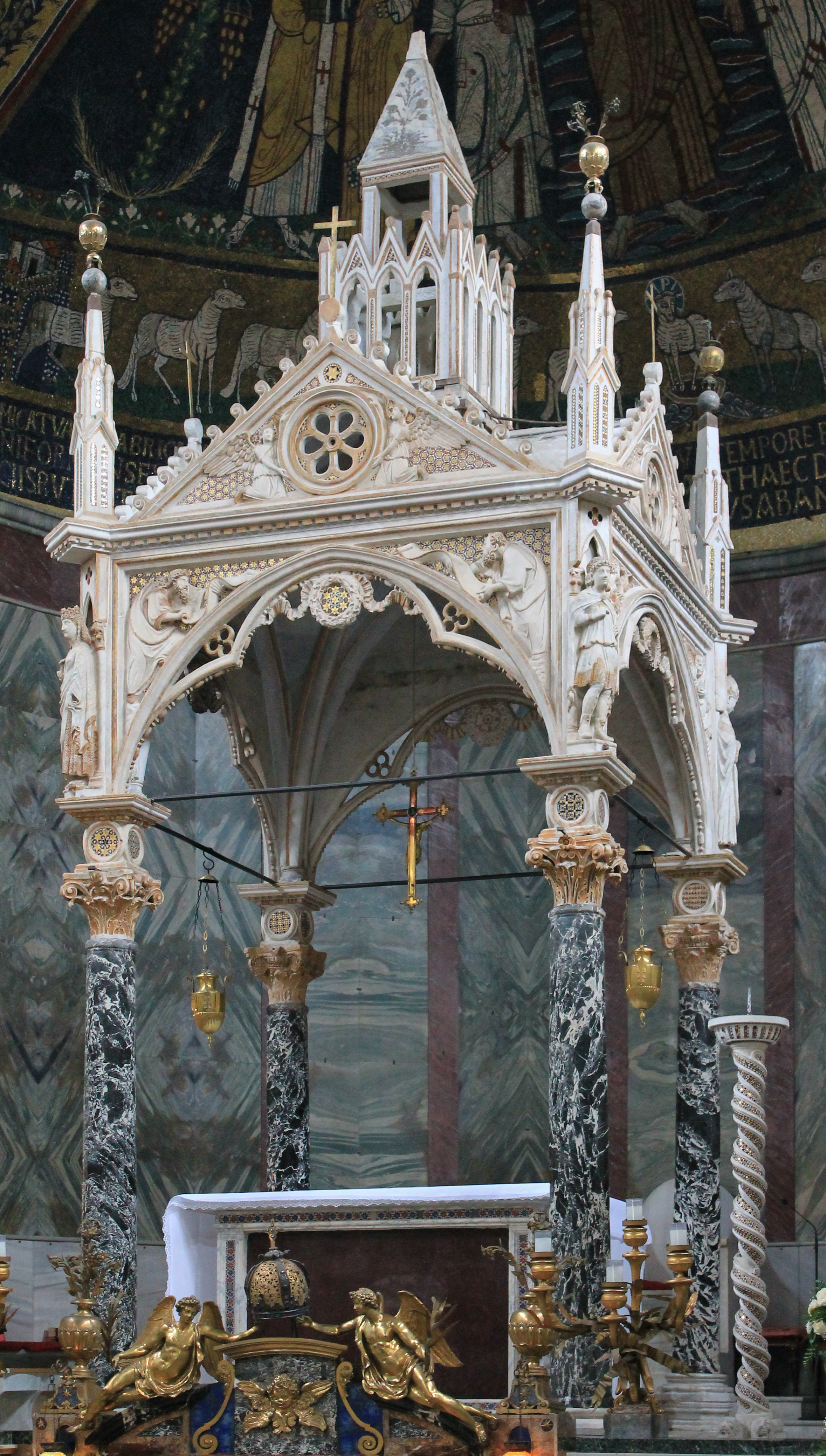
Fig. 17. Ciborium de sainte Cécile in Trastevere.

#### Faces latérales
Les deux reliefs latéraux se rapportent à une période intermédiaire de l’exécution du sarcophage.

##### L’apparition des apôtres et la mission confiée aux prêcheurs

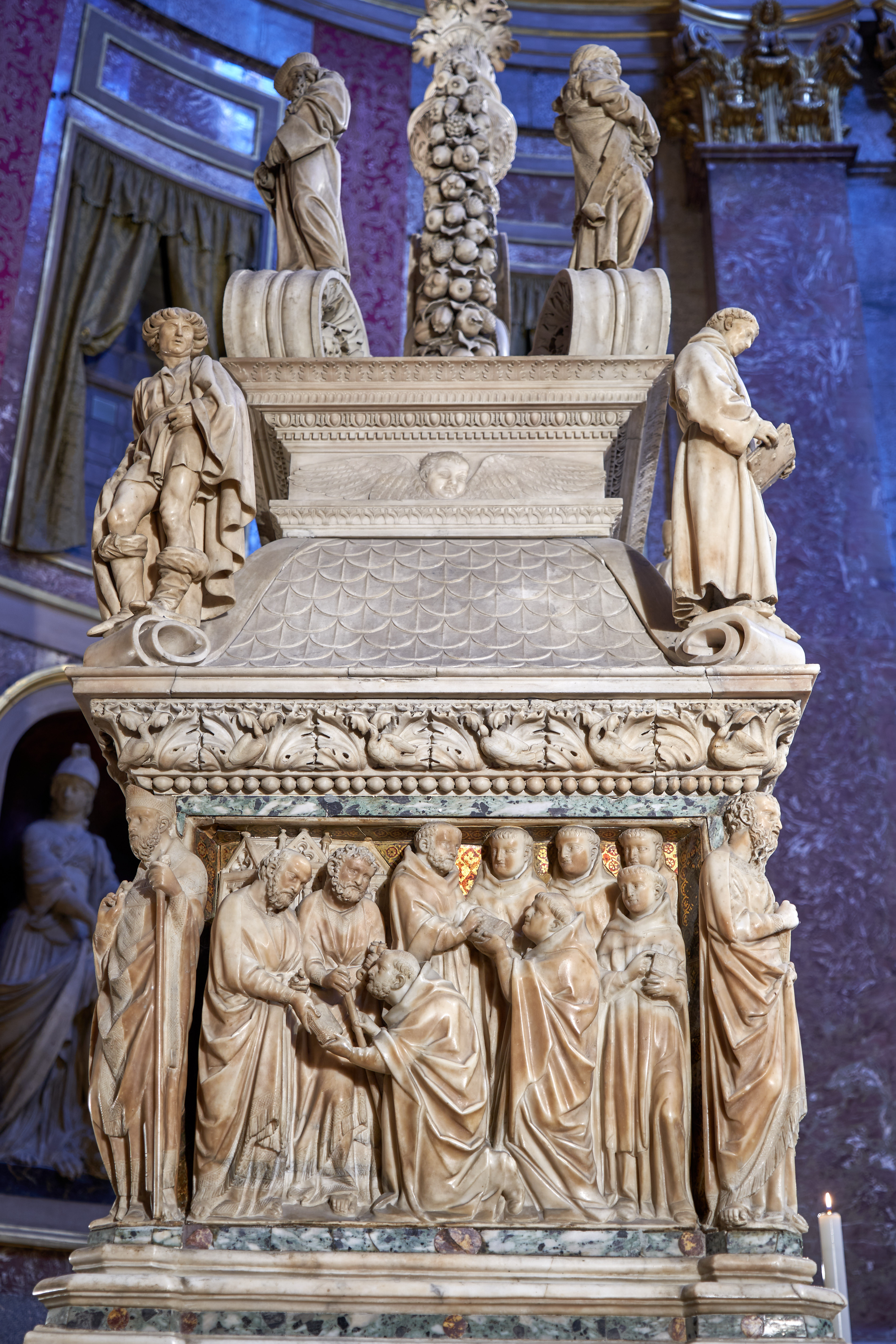
Fig. 18. Apparition des apôtres et mission aux prêcheurs (Arnolfo et Fra Guglielmo).

Moins claire que dans les plaques précédentes, on retrouve la personnalité d’Arnolfo dans le relief représentant saint Dominique recevant de saint Pierre le livre des évangiles et de saint Paul le bâton symbole du pèlerin apostolique et, dans un second plan, saint Dominique transmettant le livre aux confrères continuateurs de sa mission (fig. 18). Cette plaque bien que rentrant dans ce groupe surtout « arnolfique » des sculptures du sarcophage porte encore la trace des manières de Nicola qui disparaîtront dans les deux reliefs de la face postérieure et dans celui du côté droit.
Les deux personnages de saint Pierre et de saint Paul ont encore l’empreinte de Nicola, surtout dans le développement des drapés qui se différencient de ceux purement du style d’Arnolfo que nous avons vus dans les reliefs de la face postérieure. Le personnage le plus proche du style d’Arnolfo est celui de saint Dominique agenouillé (fig. 18a). Par contre la composition de la partie de droite (fig. 18b) se fait plus monotone dans les répétitions des comportements et des physionomies des jeunes frères qui ont été laissés à l’exécution de Fra Guglielmo.

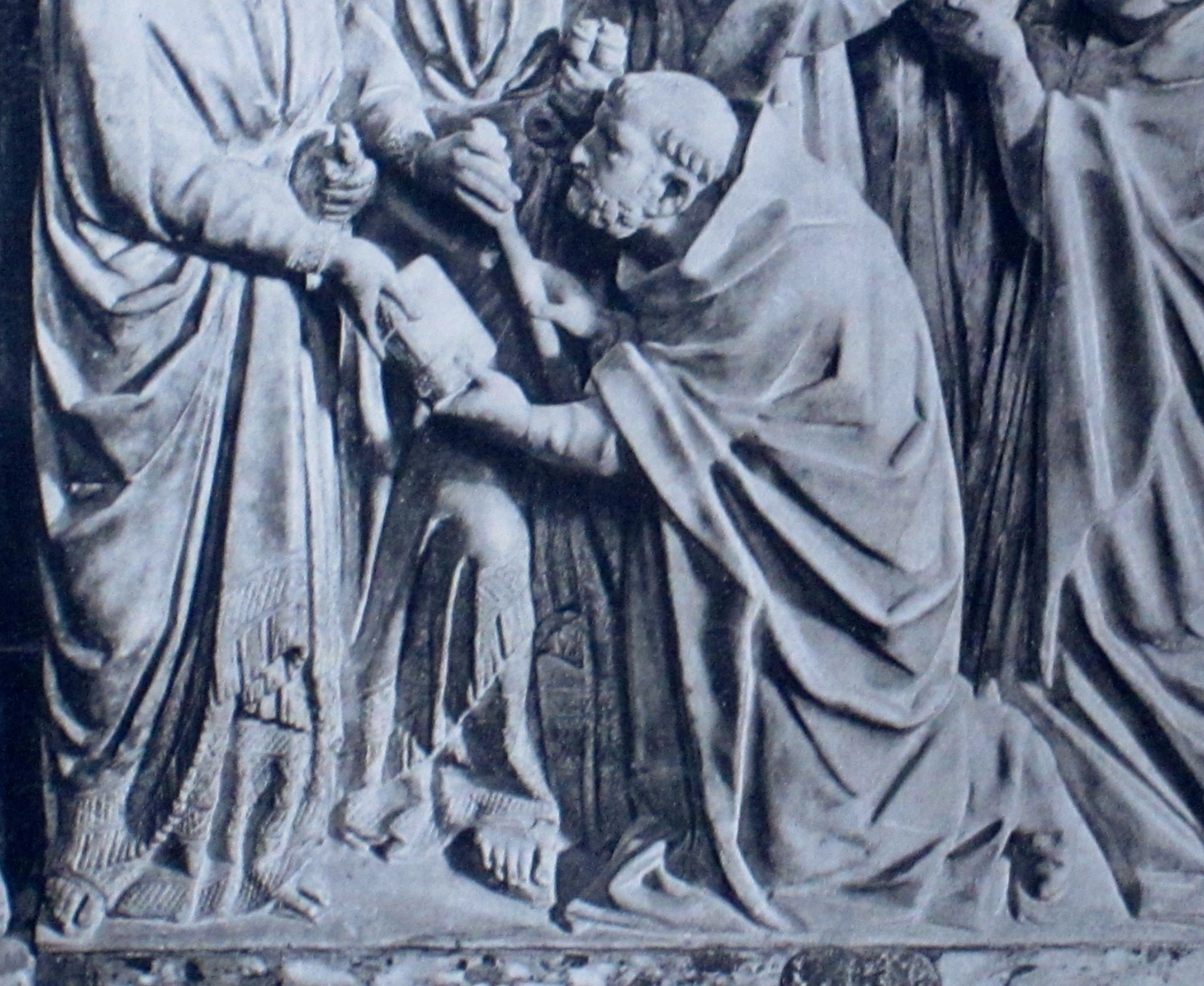
Fig. 18a. Apparition des apôtres et mission aux prêcheurs, détail (Arnolfo er Fra Guglielmo).
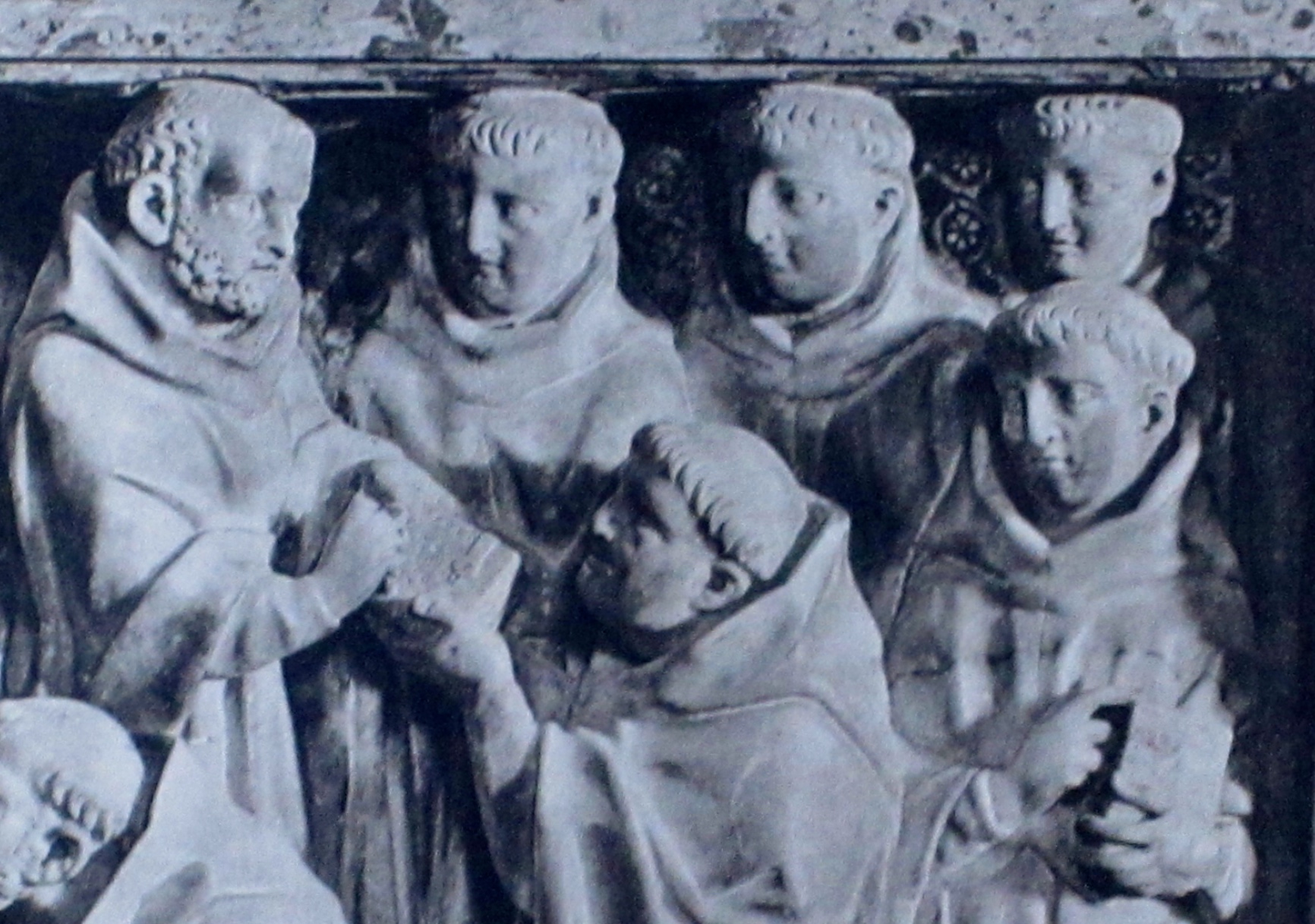
Fig. 18b. Apparition des apôtres et mission aux prêcheurs, détail (Arnolfo er Fra Guglielmo).

##### Le miracle des pains apportés à la table du saint

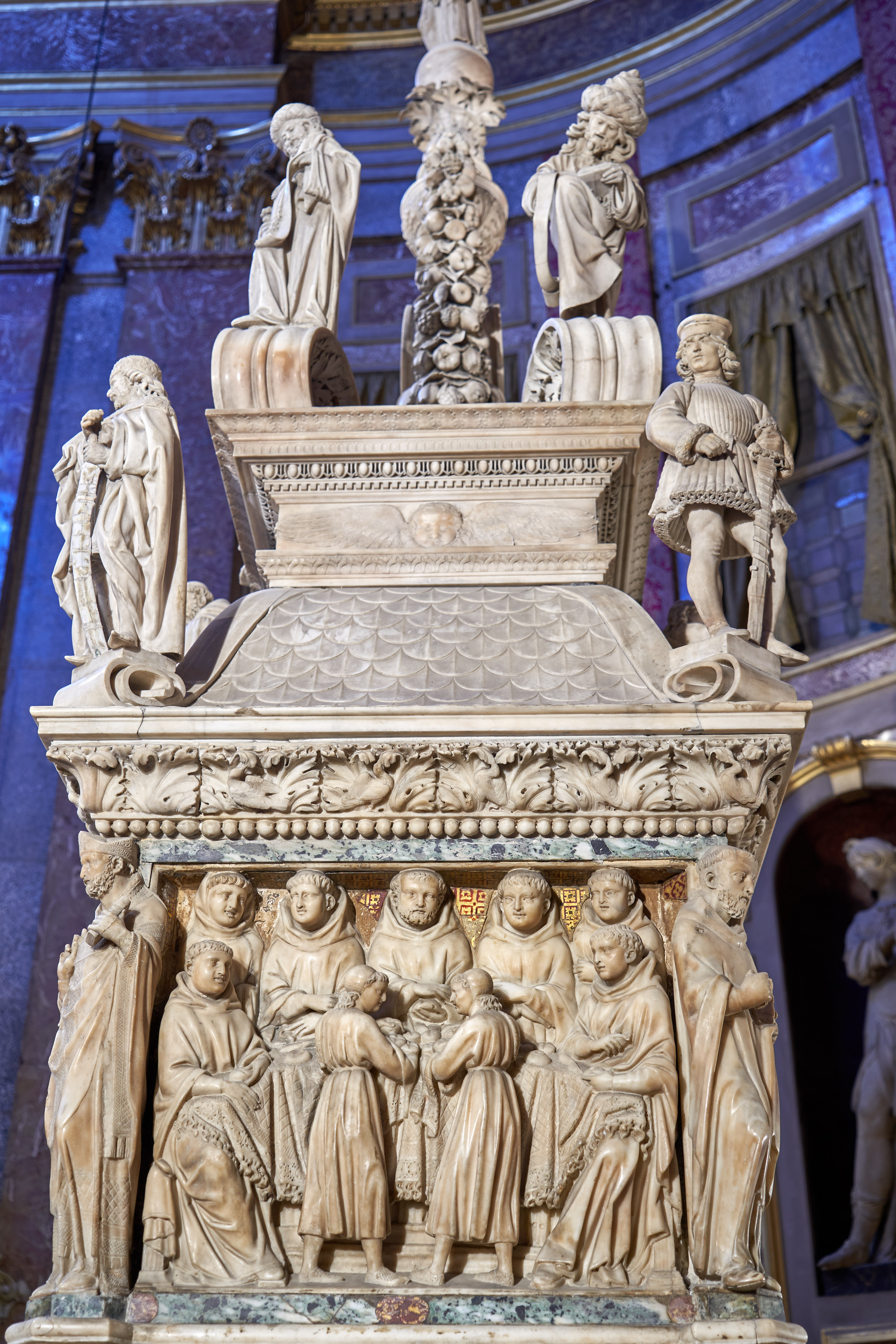
Fig. 19. Le miracle des pains (Arnolfo et 5e maître).

Un chef-d’œuvre de composition sereine et équilibrée, certainement d’Arnolfo, organise le second relief latéral représentant deux anges à l’aspect de jeunes hommes portant le pain de la Providence à la table du saint (fig. 19). C’est le relief dans lequel la représentation de l’espace est la plus précise. Sur les premiers plans s’insèrent les deux superbes jeunes hommes (fig. 19a), nettement détachés et isolés dans l’atmosphère qui les entoure. Ils semblent être les mêmes que ceux du premier relief examiné du jeune Napoléon Orsini tombé de cheval. Les jeunes hommes, les pains, la table ornée des motifs « arnolfiques » sont exprimés avec la même admirable clarté et cette partie de la scène constitue à elle seule un chef-d’œuvre d’Arnolfo.
La série des frères disposés autour de la table (fig. 19b) pose par contre un autre problème. Ici en effet se présente pour la première fois avec une belle évidence, la présence d’un autre collaborateur d’Arnolfo que nous avons désigné faute de mieux le « 5e maître », dans les endroits de la face antérieure où nous avons déjà cru le rencontrer. Il s’agit d’un artiste différent par son style des quatre déjà identifiés. Il semble plus proche d’Arnolfo que les autres par son orientation culturelle, à telle enseigne que par moments les deux personnalités convergent vers un point de rencontre où il devient extrêmement difficile de les distinguer. Les formes de ce sculpteur semblent quasiment s’identifier avec la limite extrême du gothique d’Arnolfo, mais en réalité, Arnolfo n’atteint jamais à aucun moment cette spontanéité expressive que nous voyons sur les visages souriants et fins de ces frères qui représentent peut-être le point extrême dans tout le XIIIe siècle italien de ce naturalisme gothique de provenance nordique. Il y a là une inspiration différente, un style différent, oscillant avec souplesse entre une élégance rythmique légère et une vive spontanéité naturaliste : un écho plus direct de la culture artistique septentrionale et en particulier française. Il n’est pas à exclure que le « 5e maître » ne fut pas toscan, peut-être un moine sculpteur d’un autre niveau que celui de Fra Guglielmo.
Le visage de saint Dominique (fig. 19c) représenté au centre de ce relief a des traits tellement plus tendres et subtils que ceux des autres visages du même relief par Arnolfo et d’autre part, une telle affinité avec le visage du saint qui présentant le jeune ressuscité à sa mère et celui du saint qui assiste à l’épreuve du feu, que cela confirme l’hypothèse que le « 5e maître » soit le même qui se manifeste dans les parties plus gothiques et naturalistes des deux reliefs de la face antérieure du sarcophage, dans la période de travail encore dominée par Nicola et surtout par Lapo. Ici, dans la seule collaboration avec Arnolfo, son œuvre s’accorde avec celle de son compagnon de travail dans une plus stricte homogénéité de l’élément naturaliste, de la mesure rythmique et spatiale qui se rencontrent et se fondent en un résultat heureux.

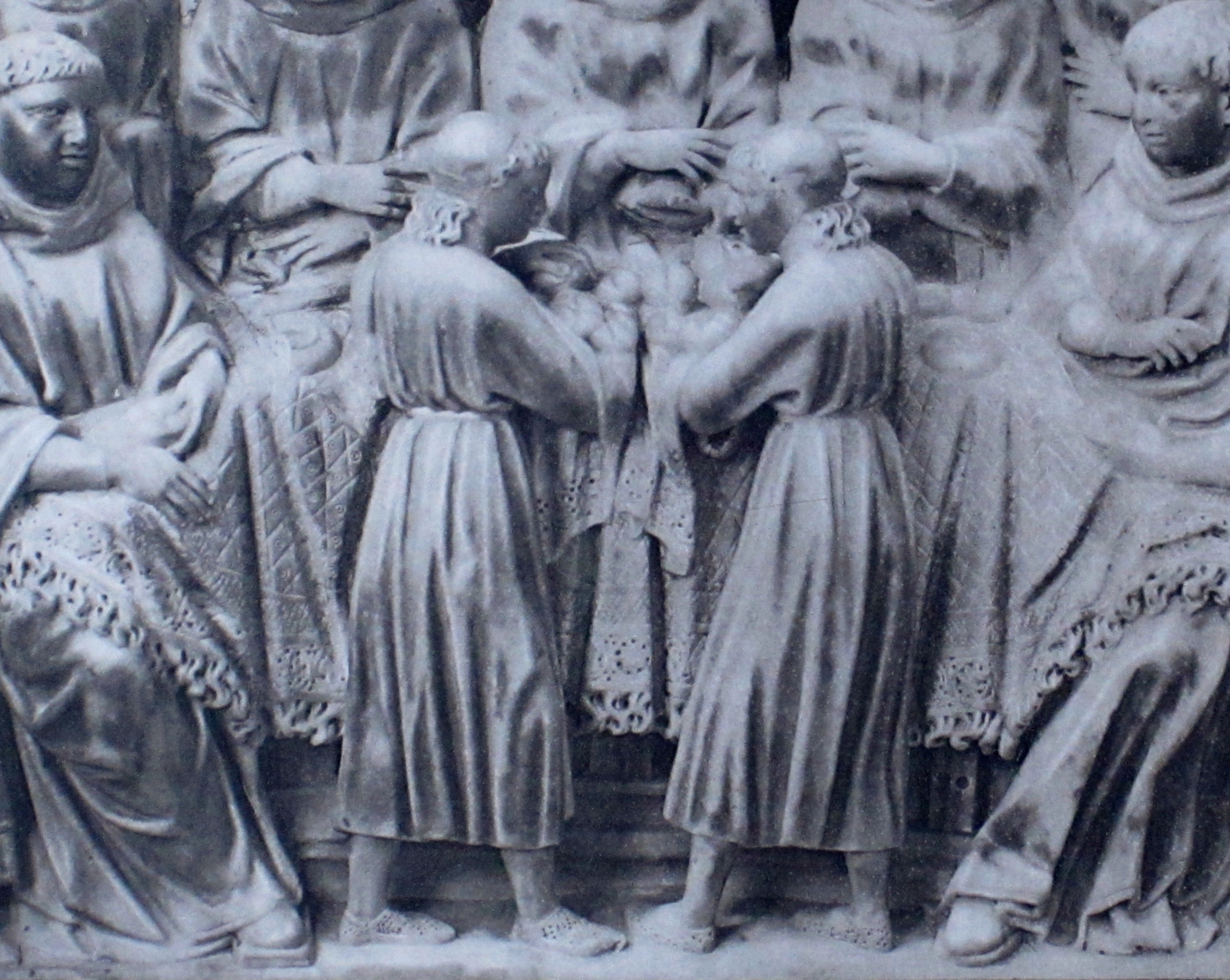
Fig. 19a. Le miracle des pains, détail (Arnolfo).
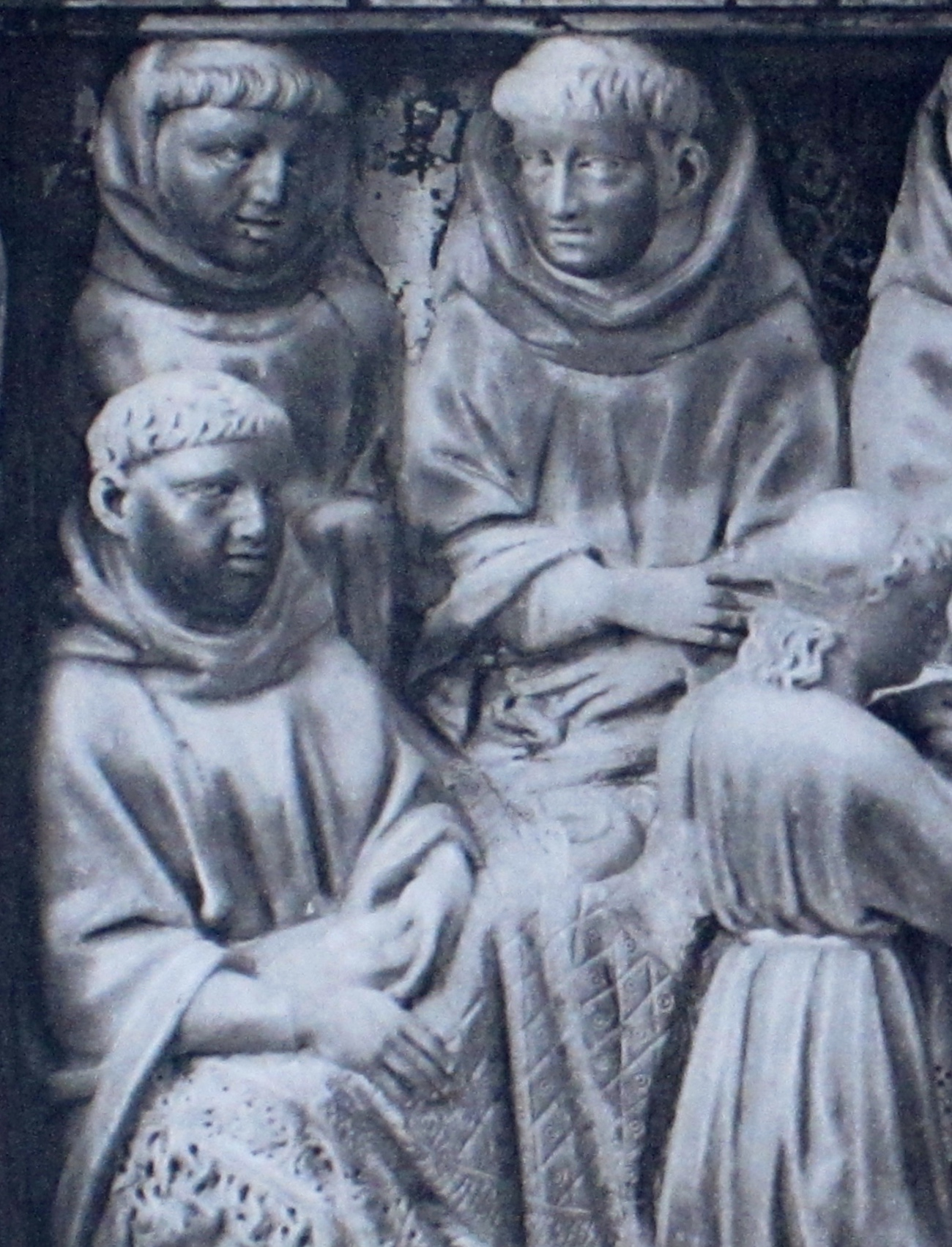
Fig. 19b. Le miracle des pains, détail (5e maître).
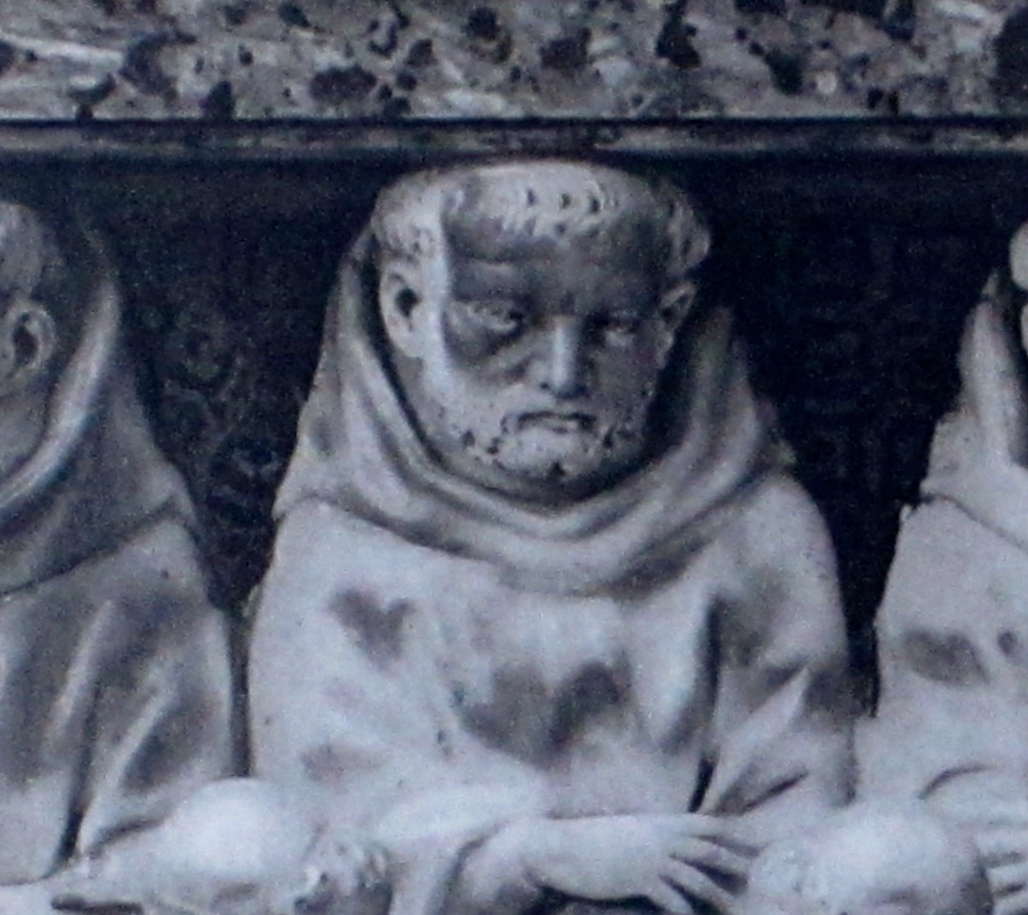
Fig. 19c. Le miracle des pains, détail (5e maître).

#### Statues intercalées
Il nous reste à voir les statues intercalées entre les reliefs (fig. 20 & 21).
Nous retrouvons à nouveau dans les visages des deux saints docteurs (fig. 20 droite et 21 droite), parmi les quatre positionnés aux angles du sarcophage, les caractéristiques du saint Dominique de la Cène. En comparaison des frères de la Cène, ces statues sont plus proches des modes constructives et de la rythmique d’Arnolfo mais, effilées dans un rythme délicieusement chantant, elles correspondent mieux à la fluide et subtile élégance du « 5e maître ».
Cette autre statue d’angle (fig. 21 gauche), la plus médiocre du sarcophage, peut-être remaniée après coup, surtout le visage, a été sculptée par un artiste, Fra Guglielmo, qui l’a faite plus basse que les autres ; il semble ne pas avoir compris la fonction assignée à cette statue dans l’architecture d’ensemble.
À l’inverse, la statue du saint docteur (fig. 20 gauche) qui se trouve à la limite gauche de la face antérieure est d’une grande qualité. La relation entre-elle et des personnages de la chaire de la cathédrale de Sienne apparaît immédiatement : le même imposant drapé que l’on retrouve dans les plus belles statues de Nicola, surtout la Vierge à l’enfant. S’il y eut au cours de l’exécution l’assistance d’un collaborateur, qui dans cette éventualité pourrait avoir été Arnolfo, il n’y a pas de signe visible d’une personnalité différente et l’œuvre reste substantiellement la parfaite représentation du travail de Nicola à l’époque entre Pise et Sienne.
Le problème se représente d’une façon analogue pour la statue du Rédempteur (fig. 10d) : quelque chose dans l’exécution retient d’avancer comme certain le nom de Nicola ; une certaine rigidité, une certaine schématisation géométrique qui ne semble pas s’accorder en tous points avec la fluidité hellénistique et dans laquelle l’inspiration classique est résolue en un nouveau chant plus libre. Mais presque tous les doutes et réserves disparaissent en observant la splendide tête qui nous transporte dans le monde poétique de Nicola. Si l’on observe dans son ensemble la face postérieure du sarcophage, il devient évident que cette statue du Rédempteur, placée entre les deux plaques sculptées par Arnolfo, appartient à une phase et posture stylistique certainement exécutée ensemble avec la Vierge de la face opposée, dans la première phase des travaux du sarcophage.
Sans aucun doute la Vierge à l’enfant au centre de la face antérieure (fig. 22) a été élaborée selon les idées de Nicola, mais contrairement aux deux précédentes statues, l’expression directe du maître n’y est pas reconnaissable, écartée par la qualité même plus que par le style de la sculpture. Nous croyons que le problème assez embrouillé de cette sculpture trouve sa résolution dans le domaine déjà examiné de la collaboration Lapo Arnolfo de la première phase d’exécution du sarcophage réalisée sous la plus directe influence et en partie avec l’intervention de Nicola.

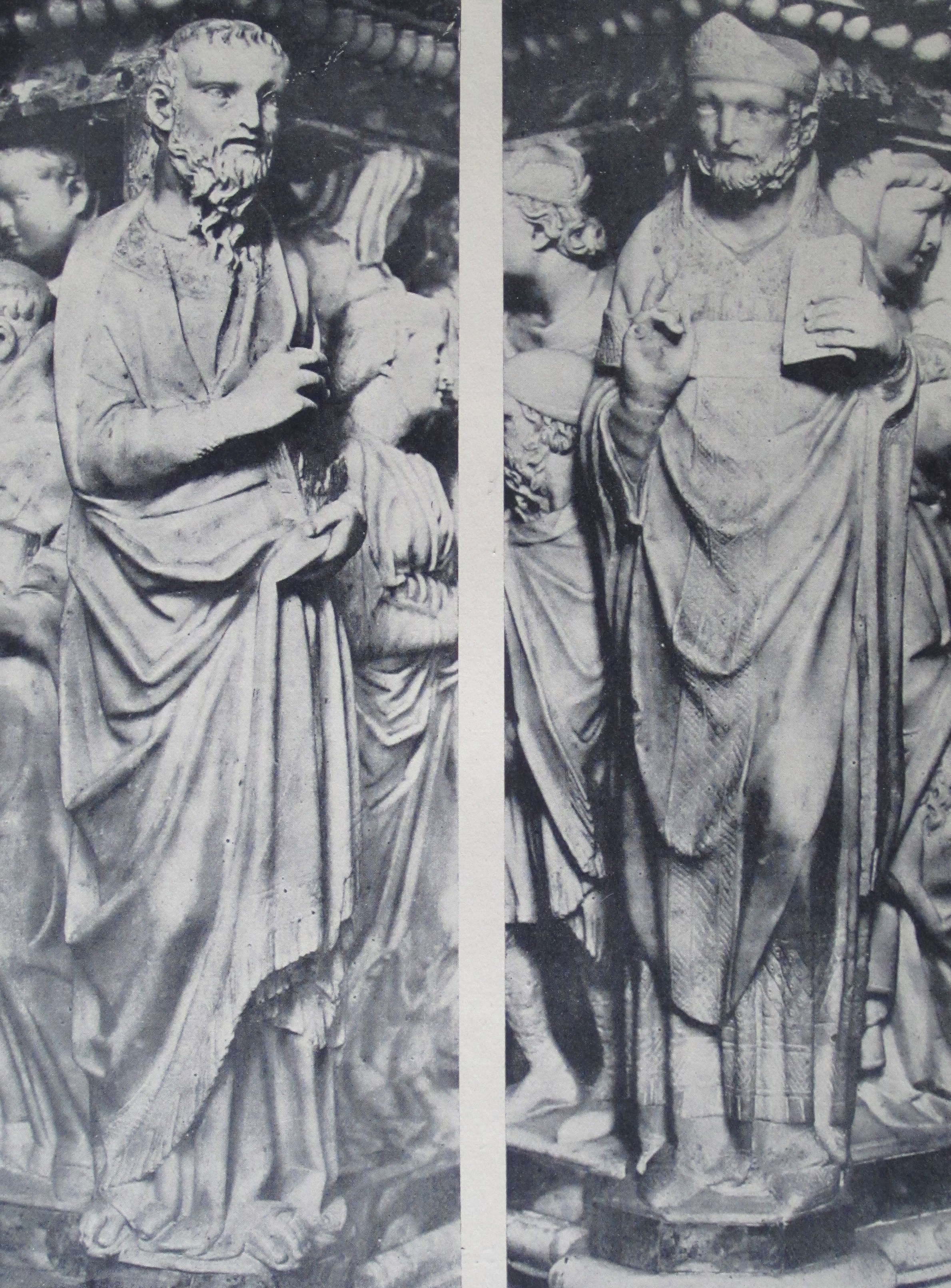
Fig. 20. Statues intercalaires (gauche : Nicola et Arnolfo, droite : 5e maître).
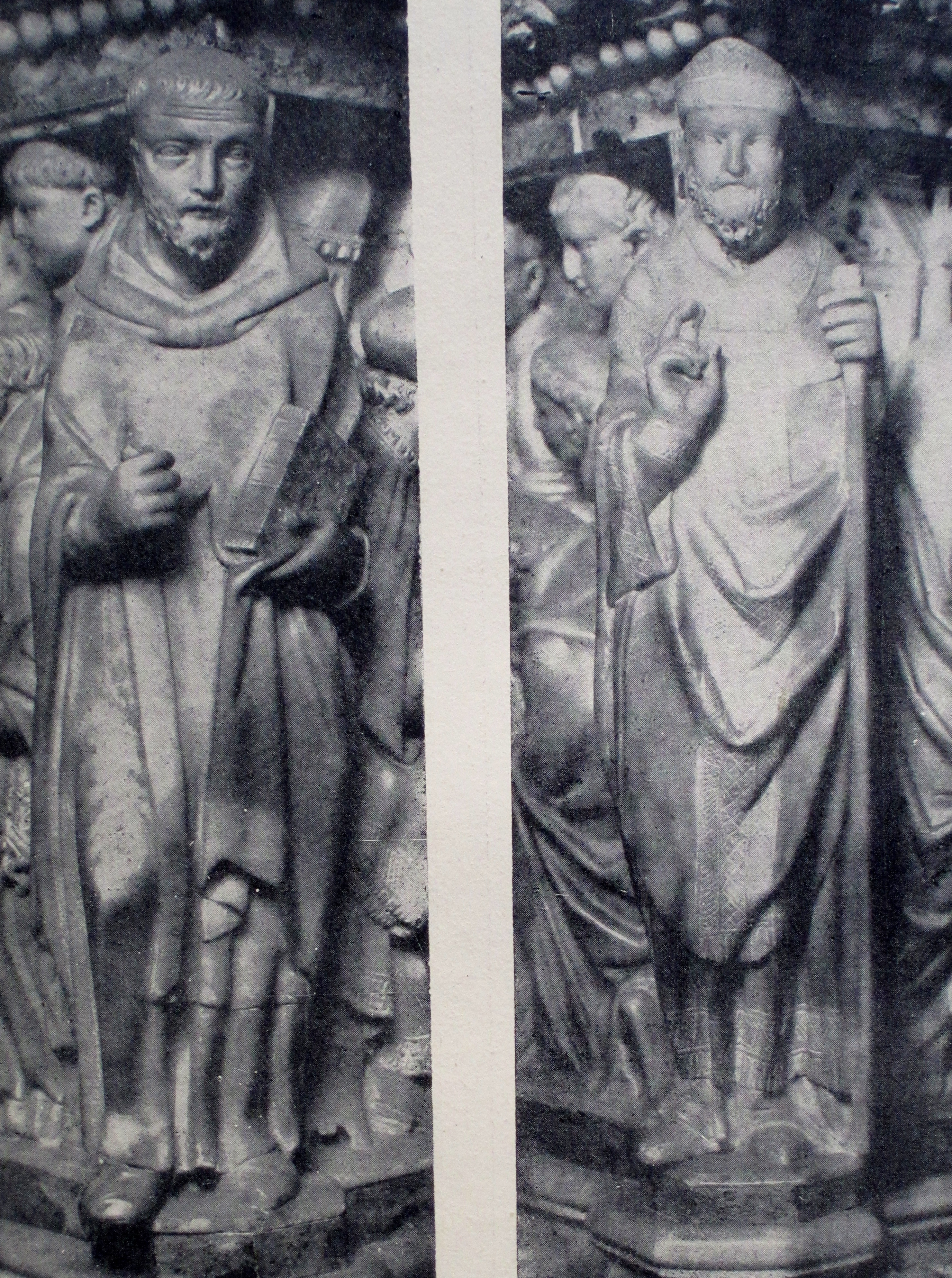
Fig. 21. Statues intercalaires (gauche: Fra Guglielmo, droite: 5e maître).
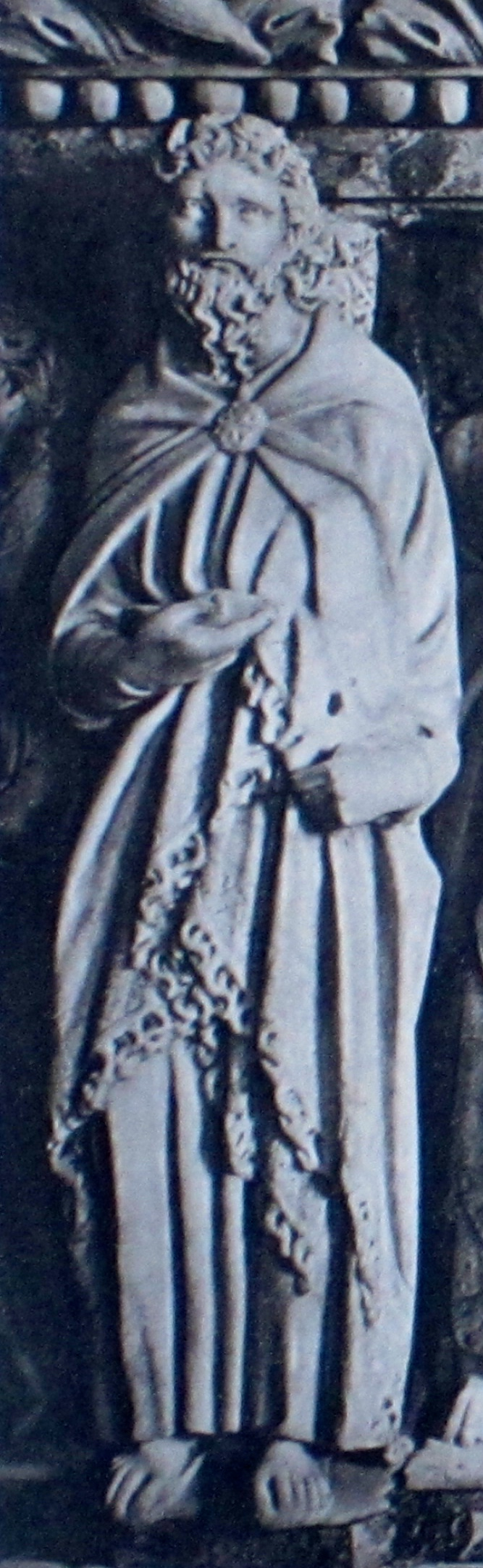
Fig. 10d. Le rédempteur (Nicola et Arnalfo).
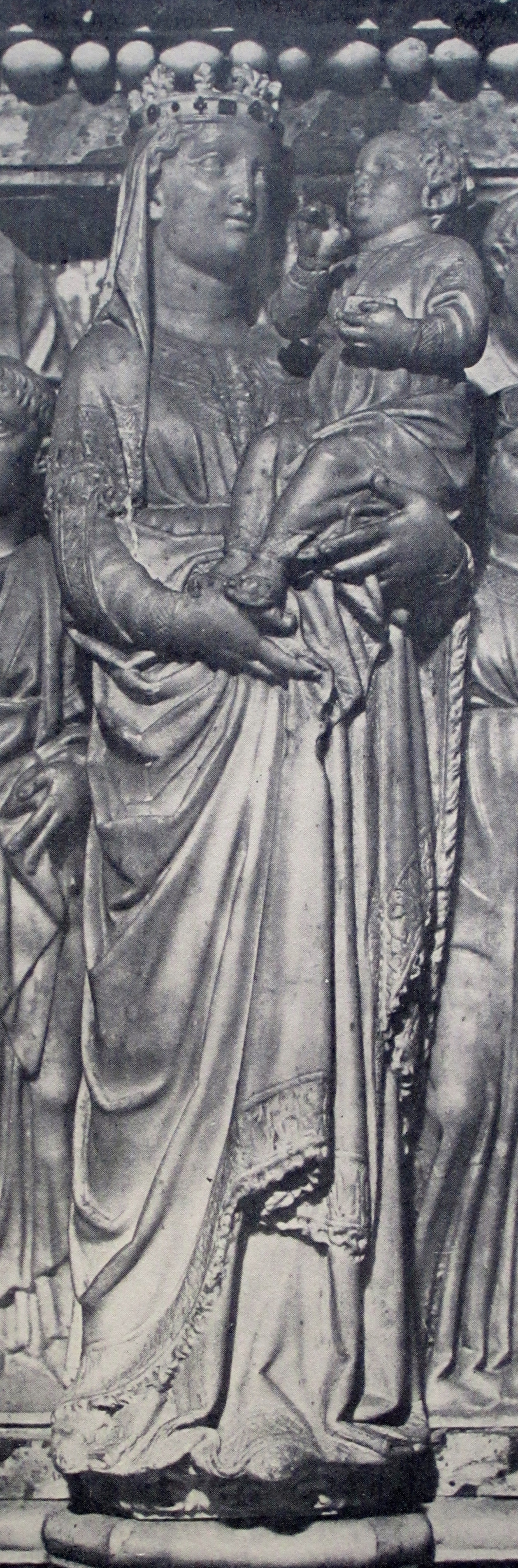
Fig. 22. Vierge à l'enfant (Arnolfo et Lapo).

## La cimaise de Niccolò dell’Arca

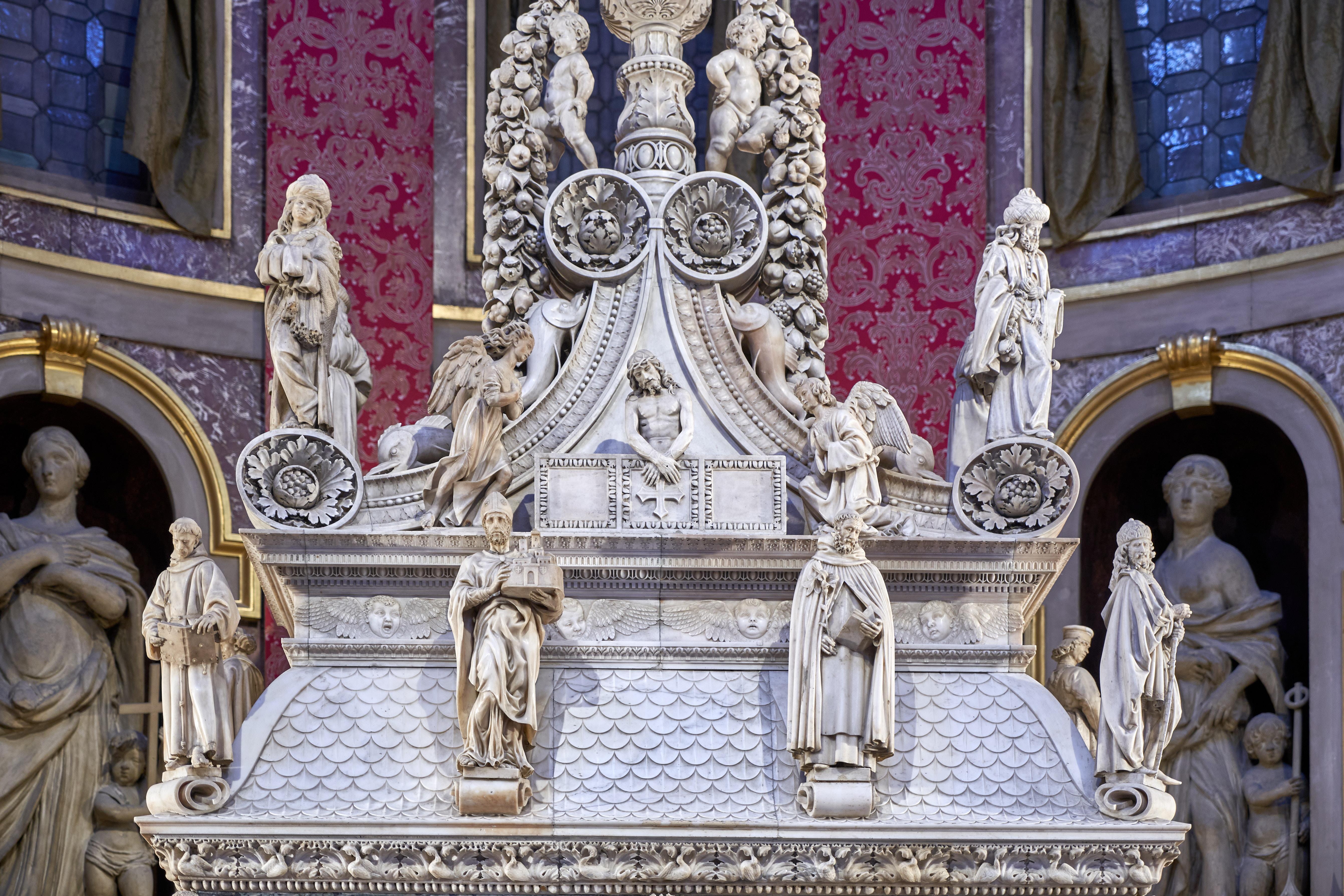
Sépulcre saint Dominique - Cimaise

Un regard superficiel de la partie décorative de la cimaise de Niccolò (fig. 23) suffit à déceler des affinités avec l’art toscan. Plus dans le choix des motifs que dans leur réalisation formelle : on ne trouverait pas en Toscane cette charge opulente de l’ornementation, cette accentuation des reliefs, cette intensité des couleurs, des clairs-obscurs aussi contrastés, qui sont les caractéristiques stylistiques de la somptueuse décoration du Castel Nuovo de Naples lesquelles, chez Niccolò, se rencontrent et se fondent avec le goût gothique d’un Sluter.
Abstraction faite de telles particularités décoratives, la cimaise prise dans les ondulations rythmées de ses personnages élancés, s’élève telle une émanation aérienne et légère au-dessus du compact et terrestre sarcophage, jusqu’à l’Éternel sur son globe sommital et apparaît là aussi étroitement liée au goût de l’art gothique (fig. 24). Ce que suggère l’œuvre dans son ensemble confirme et éclaire l’examen des splendides statues disposées en un équilibre précaire sur des volutes, dont le summum de la plus haute poésie de l’ouvrage se trouve peut-être dans les quatre évangélistes placés sur les volutes supérieures ; ils font partie des plus grands chefs-d’œuvre de la sculpture du XVe siècle italien.

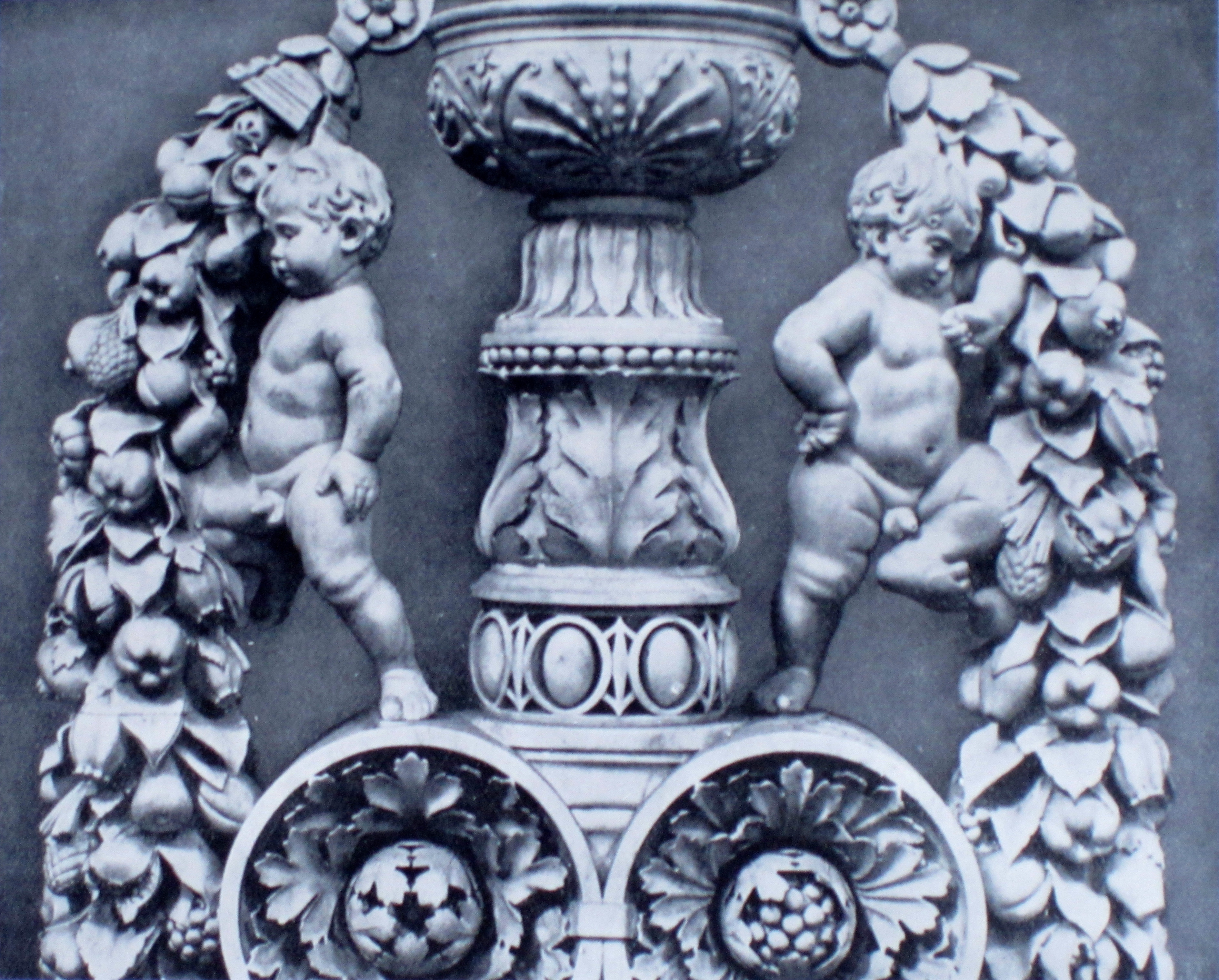
Fig. 23. Putti et guirlande de la cimaise.
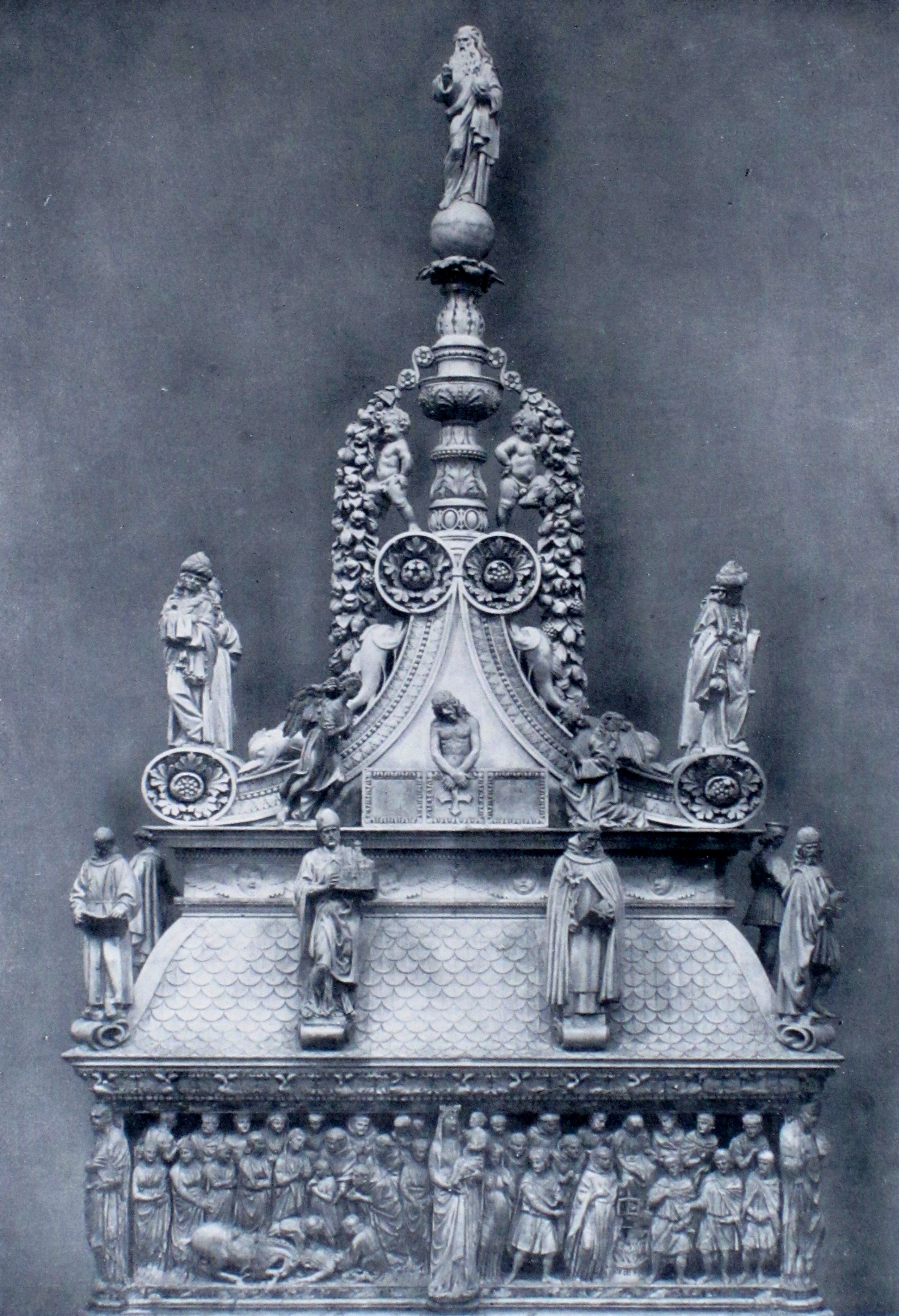
Fig. 24. Ensemble de la cimaise sur le sarcophage.

### Saint Jean l’évangéliste

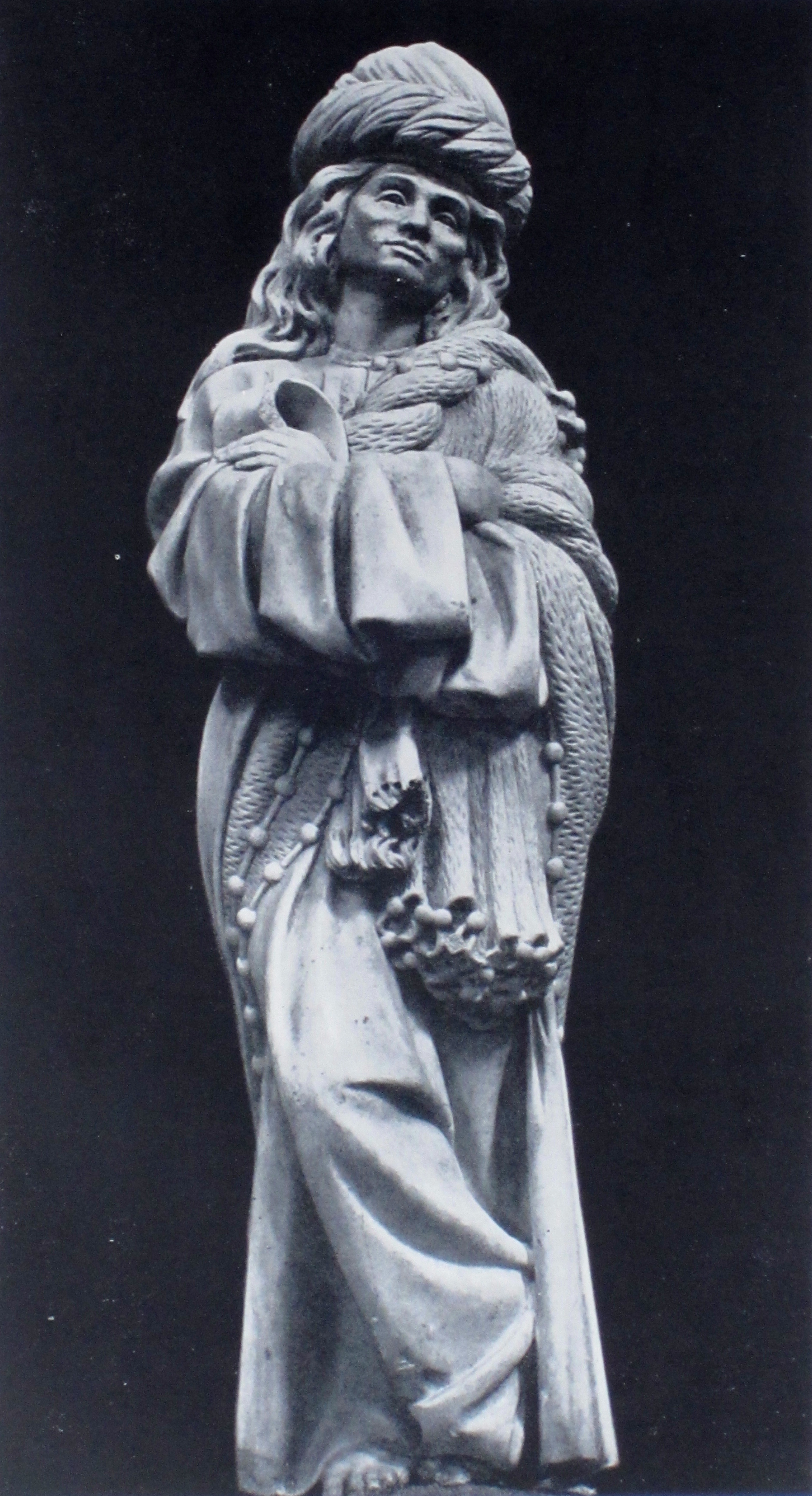
Saint Jean l'évangéliste.

Vis-à-vis des autres personnages plus proches et terrestres, il semble comme suspendu dans une plus lointaine atmosphère fantastique. Saint Jean (fig. 25), en habits de pèlerin, paraît figé dans le temps en une posture majestueuse, pris dans la vague d’un chant lent et grave qui parcourt tout son corps d’un romantique abandon. Dans l’image plastique d’un flot continu, dans un déroulement ample et dénoué : les cheveux tombent souples et ondulants, les vêtements fluides enveloppent le corps et suivent dociles l’harmonieuse mouvance, dessinant comme une pose de danse, accentuée par la courbure de la jambe droite entre les deux lignes parallèles du manteau.
Ce monde délibérément fantastique trouvait son expression dans Sluter et plus généralement dans l’art franco-flamand, dans une forme potentiellement allusive, dans la précision et évidente vie des choses. Un intense et profond clair-obscur anime et forme la masse modelée avec une extrême sensibilité et douceur. Particulièrement significatif est le traitement du marbre des éléments vestimentaires : la différence de couleur et de ton entre la saie laineuse et le manteau de peau révèle clairement l’intention d’une vérité expressive qui semble hors du temps, une anticipation du XVII|e dans le cadre de la sculpture du XVe.
Un motif similaire avec le même résultat stylistique se trouve dans quelques pleurants de Claus Sluter (fig. 26), même si cela ne se voit malheureusement pas sur la photo, le manteau y est traité de la même manière. Mais c’est surtout l’esprit de la première et plus grande manifestation de la sculpture bourguignonne : Le puits de Moïse, qui se reflète ici dans les évangélistes de la cimaise ; esprit pénétré, dans l’expression formelle de Niccolò, par les éléments stylistiques qui dérivent de l’apport italien de sa formation.

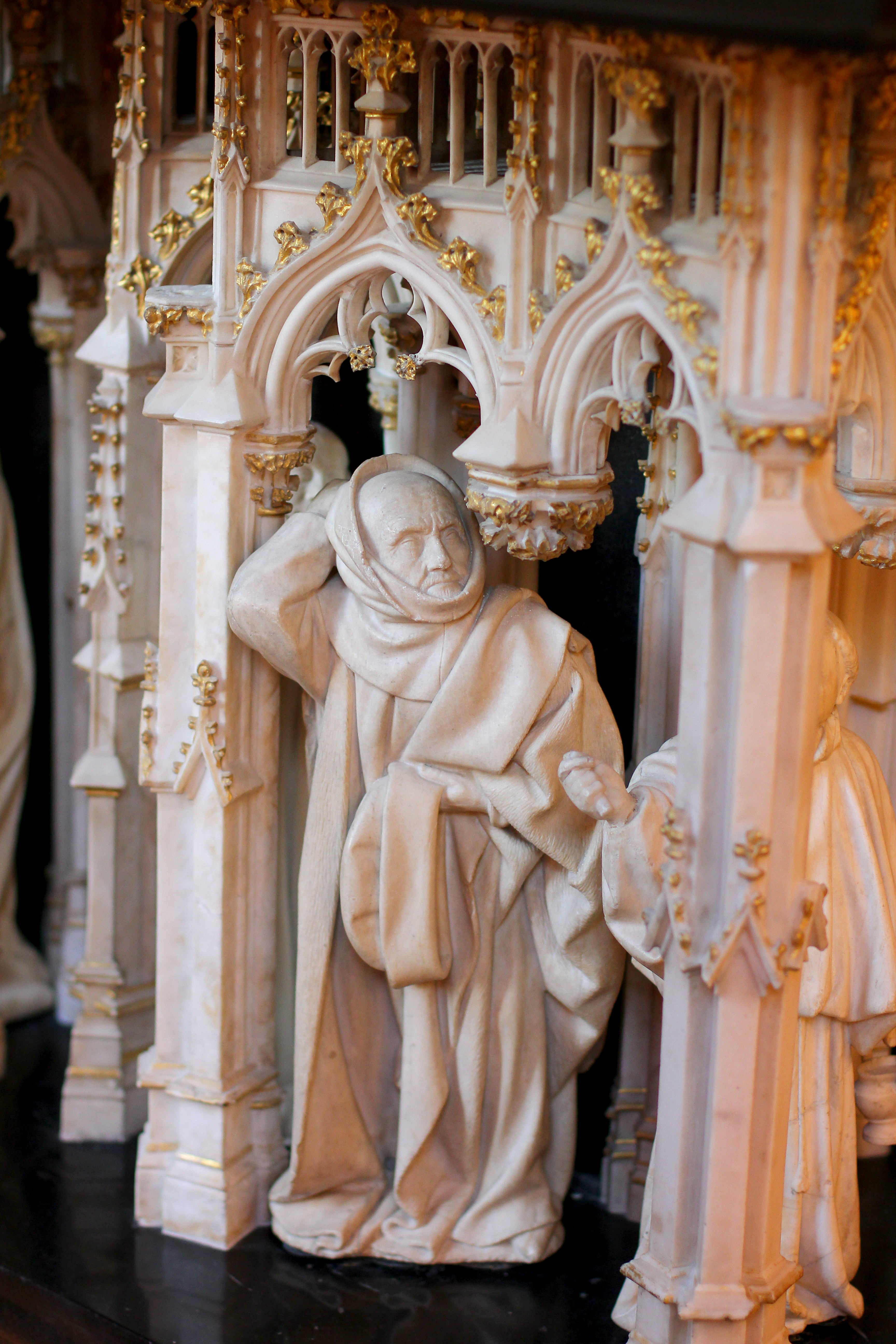
Fig. 26. Pleurant de la tombe de Philippe le Hardi.

### Saint Marc

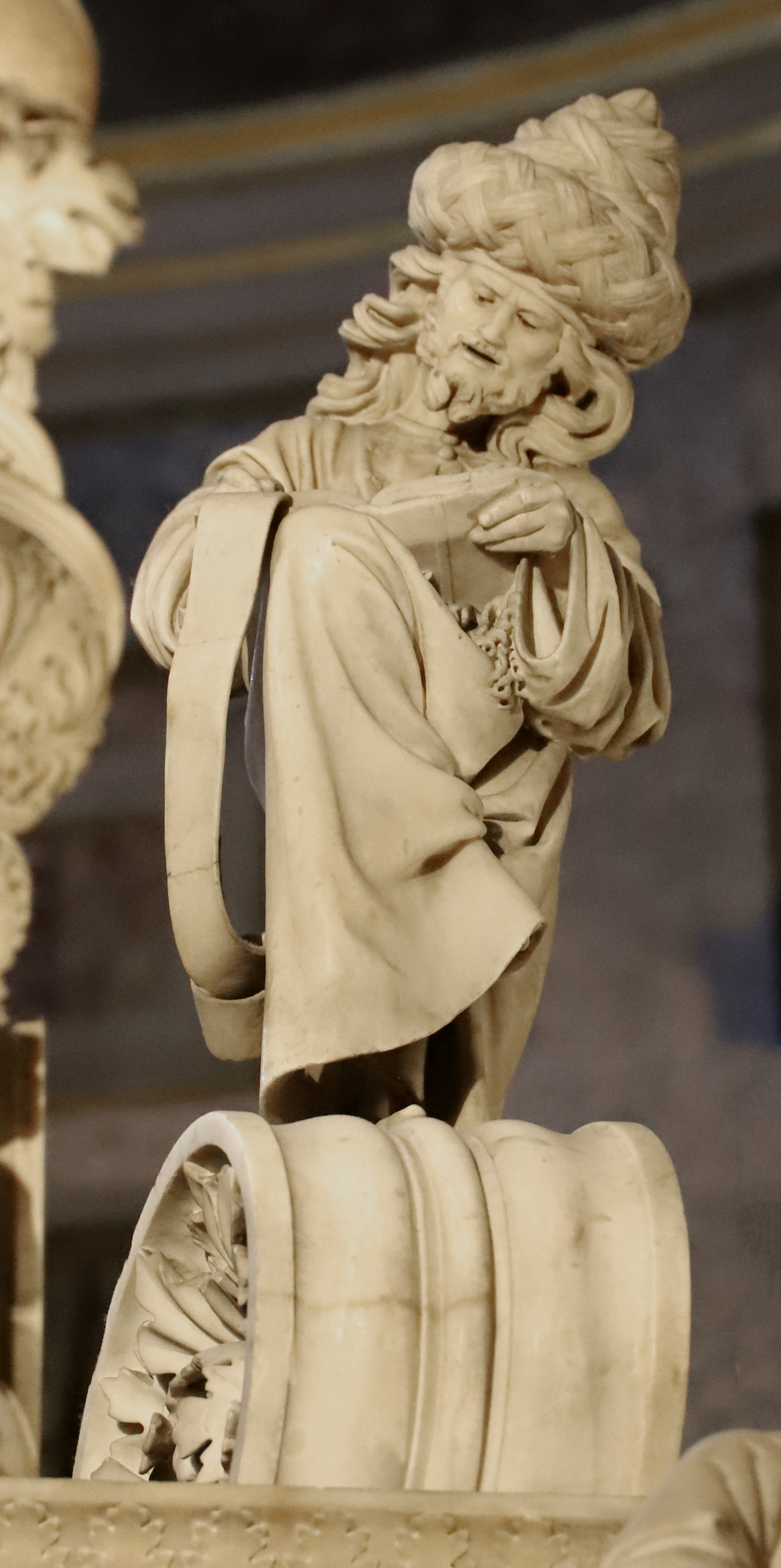
Fig. 27. Saint Marc.

Ce style se ressent encore plus clairement dans le personnage de saint Marc (fig. 27), dans la grande distension des plans, de la lumière, dans l’amplification des volumes. Il acquiert ainsi la grandiose présence d’un élégant motif gothique, comme un personnage sous une console ou saillant d’un écoinçon, hardiment en suspens dans l’espace, sans poids, en un fragile équilibre. À côté de cette claire fonction constructive de la lumière, demeure toute l’intensité expressive bourguignonne. Nous ne répèterons pas d’analogues observations pour les autres évangélistes, quoique magnifiques ils n’ont pas la surprenante liberté, l’inventivité des deux précédents chefs-d'œuvre.

### Saint Luc

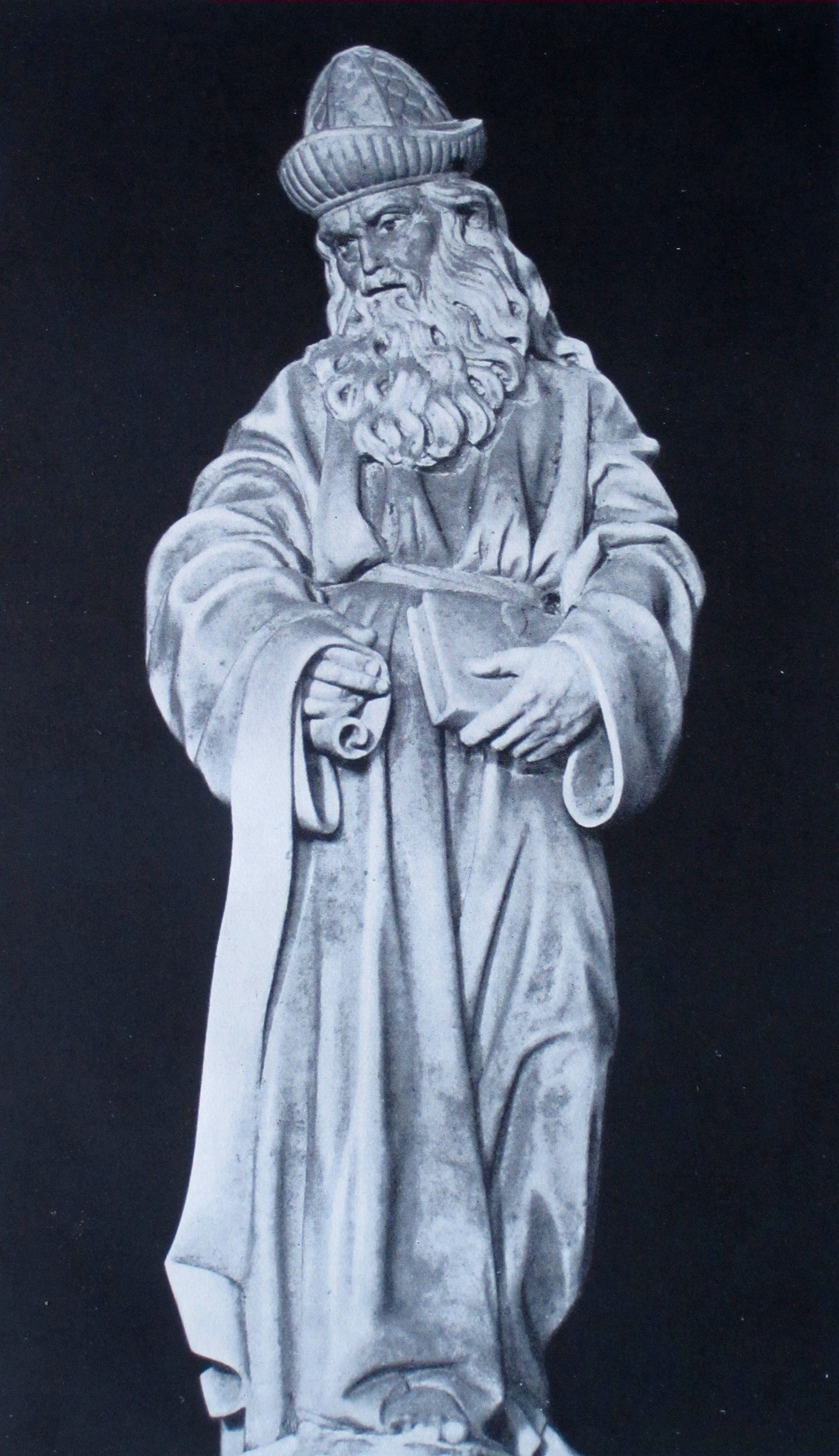
Fig. 28. Saint Luc

Plus solennel dans la mystique sévérité de son visage, dans la barbe coulante, saint Luc (fig. 28) est le plus simple des évangélistes dans sa composition. D’une apparence plus massive et ferme, mais animé intérieurement d’un mouvement cadencé, selon lequel les plis du manteau descendent et se rencontrent en un jeu rythmique que l’on retrouve avec un accent gothique plus tranché dans les plus beaux pleurants de Sluter.

### Saint Matthieu

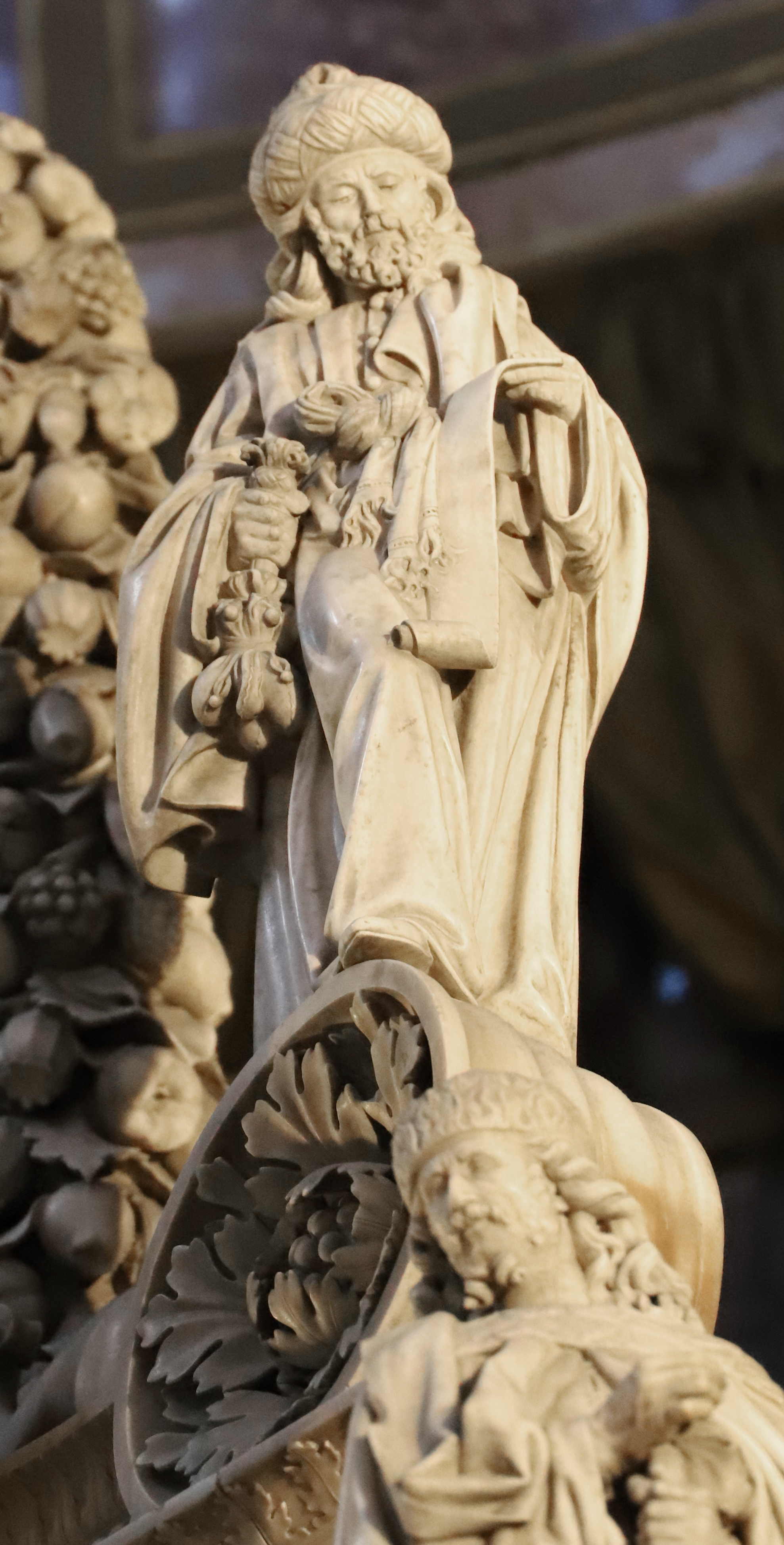
Fig. 29. Saint Matthieu.

Dans saint Matthieu (fig. 29), nous découvrons une grande variété de détails : la bourse de pièces, l’écharpe nouée en ceinture, le manteau recueilli sur le bras droit, les boutons mis en valeur comme nulle part ailleurs par un soin quasi flamand ; nous retrouvons, dans la masse des cheveux, dans le manteau pesant adossé sur l’épaule, dans le doux écroulement du vêtement, un thème d’une grandiose abondance, d’une extraordinaire richesse expressive.
Ces quatre évangélistes, d’une si surprenante beauté plastique, se trouvent être probablement, selon Cesare Gnudi (it), la plus haute réalisation de Niccolò dell’Arca et appartiennent avec les saints François, Dominique et Florian, qui sont peut-être moins originaux, à la période initiale des travaux, lorsqu’il n’était pas encore effleuré par des voix nouvelles de provenances et de natures différentes, dans le continuel renouvellement des sensibilités de l’artiste.
Les évangélistes représentent une époque de serein équilibre dans laquelle la plénitude de l’inspiration correspond à une totale domination des moyens d’expression, durant laquelle la richesse d’imagination se réalise complètement dans des formes d’une originalité inconfondable ; époque de maturité qui présuppose une longue période de formation.

### Le Père éternel

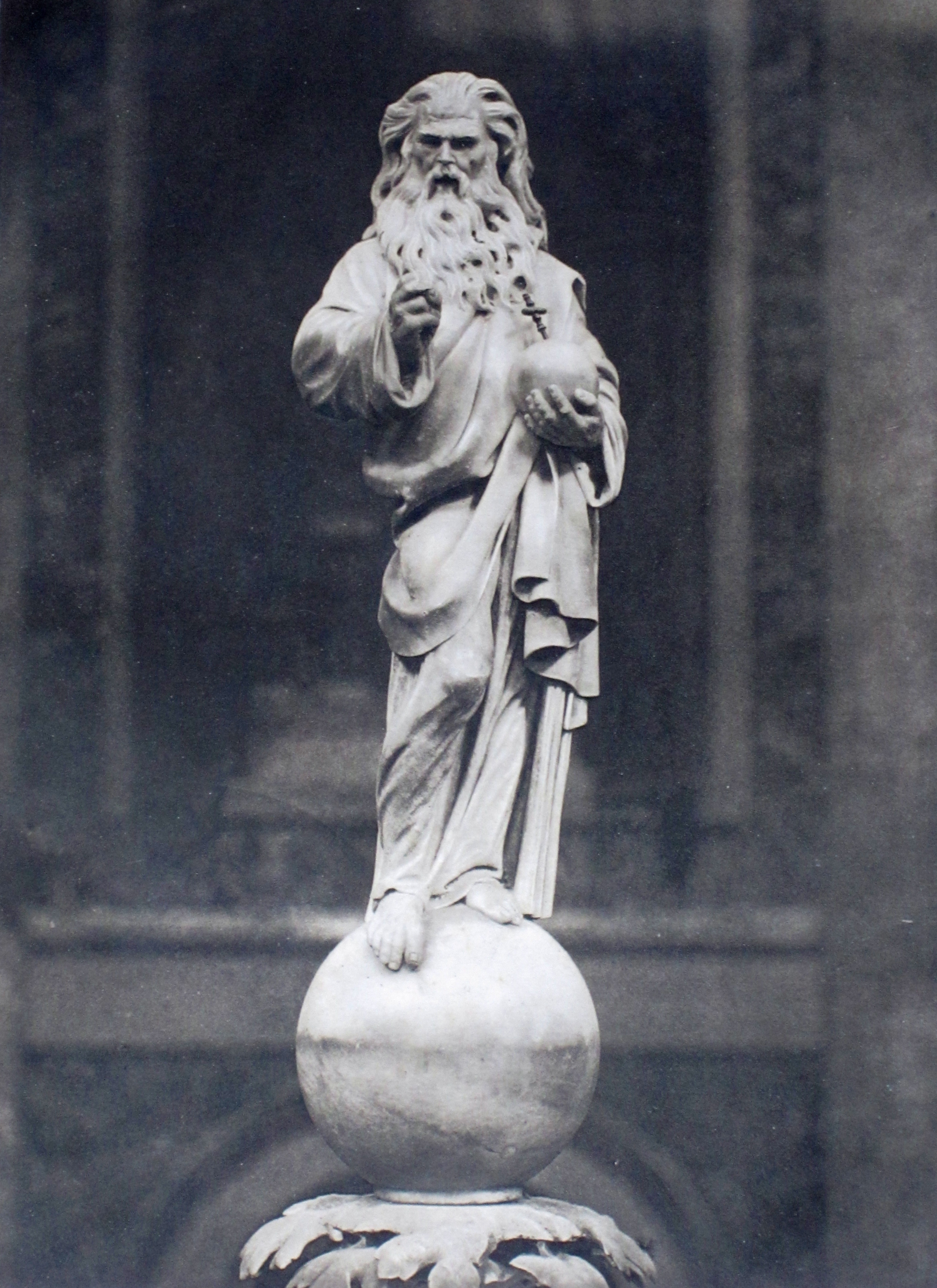
Fig. 30. le Père éternel.

Le personnage qui participe le plus de l’atmosphère fantastique des évangélistes est celui, en haut, du Père éternel (fig. 30). Cependant, au pur lyrisme se substitue ici un ton rhétorique plus élevé, plus sonore et déclamatoire. À l’accent plus dramatique correspond un clair-obscur plus contrasté, une taille plus tourmentée et pénétrante sur ce visage léonin. Difficile de dire si cette statue qui se rattache à l’esprit et aux manières slutériennes des évangélistes leur est contemporaine ou si elle a été exécutée quelques années plus tard, au moment de la réalisation des dernières statues de la cimaise, comme pourrait le laisser penser ce travail plus rapide et synthétique.

### Saint Florian

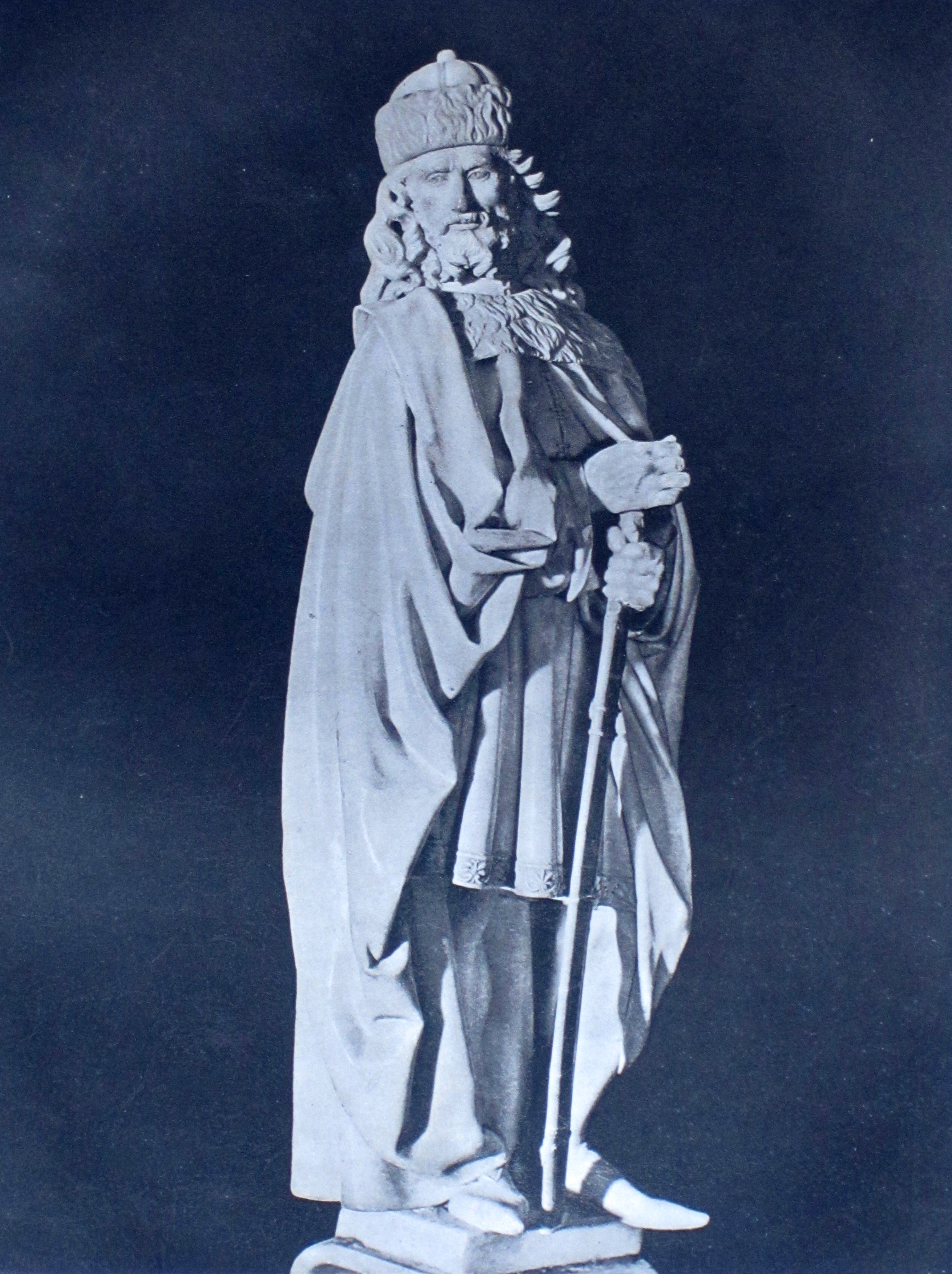
Fig. 31. Saint Florian.

Dans l’ornementation de l'habillement de saint Florian (fig. 31), se trouve toute l’élégance d’un courtisan du monde gothique international, même si le manteau disposé en une monumentale ampleur digne d’un Piero della Francesca contraste avec une minutieuse description du visage ; la même rencontre entre zones détaillées et style monumental que l’on retrouve par exemple dans les miniatures de Jean Fouquet. Comme déjà signalé, il s’agit du rapprochement de l’empreinte italienne et de l’esprit nordique, gothique ou flamand. Nicollò ainsi que d’autres artistes nés ou opérant dans ces zones de croisement des deux cultures particulières, celle de l’Italie méridionale et la française, en furent les catalyseurs.

### Saint Dominique

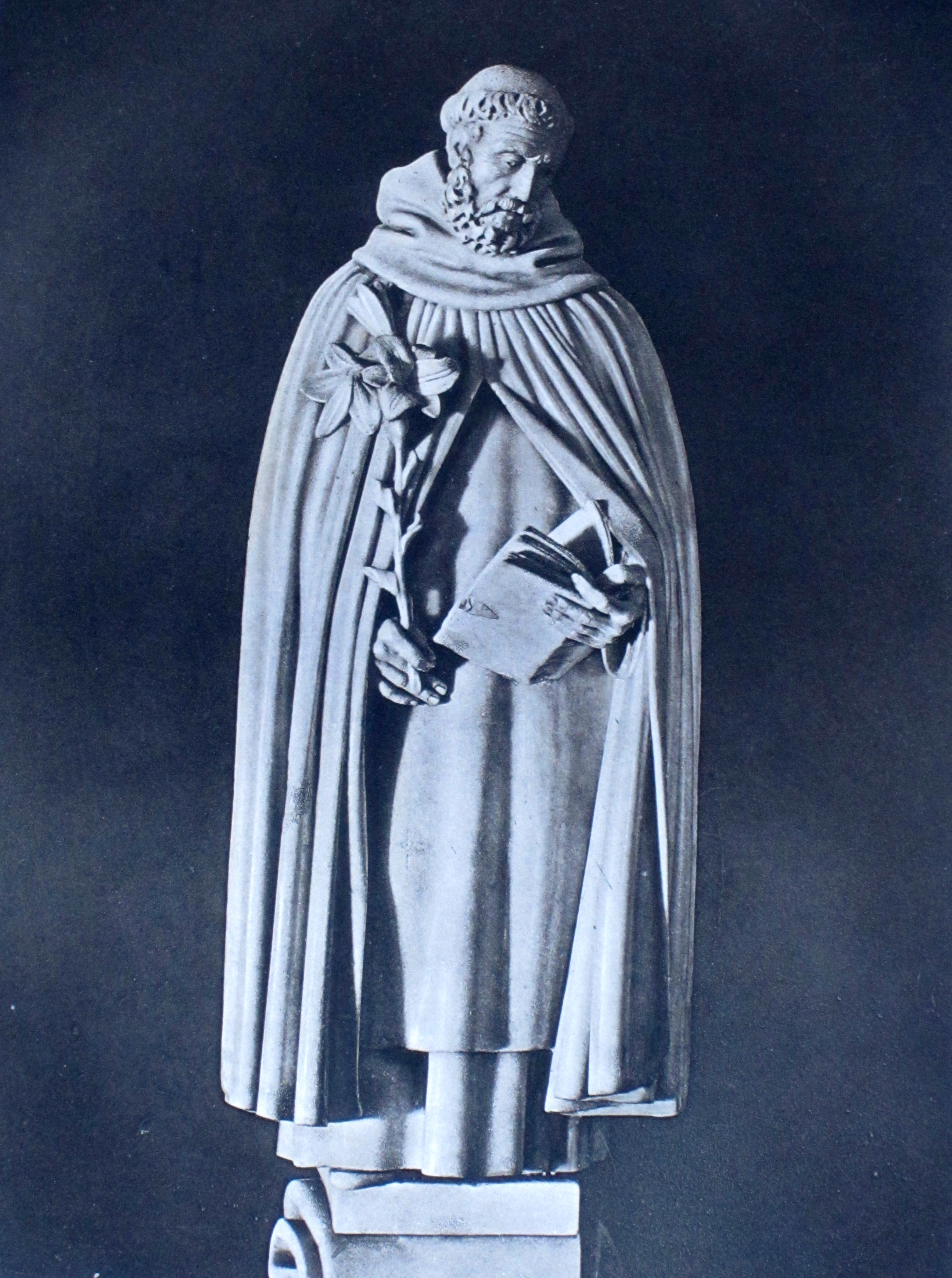
Fig. 32. Saint Dominique.

Le saint Dominique (fig. 32), peut-être la statue la plus froide et conventionnelle de la cimaise, révèle une géométrie structurale habituellement estompée par l’imagination inventive. De même, le visage idéalisé dans une abstraite représentation iconographique, s’adapte au caractère plus maniéré et conventionnel de la statue. Se remarquent les beaux détails du livre, des mains et spécialement du lys déployé sur la poitrine.

### Saint François

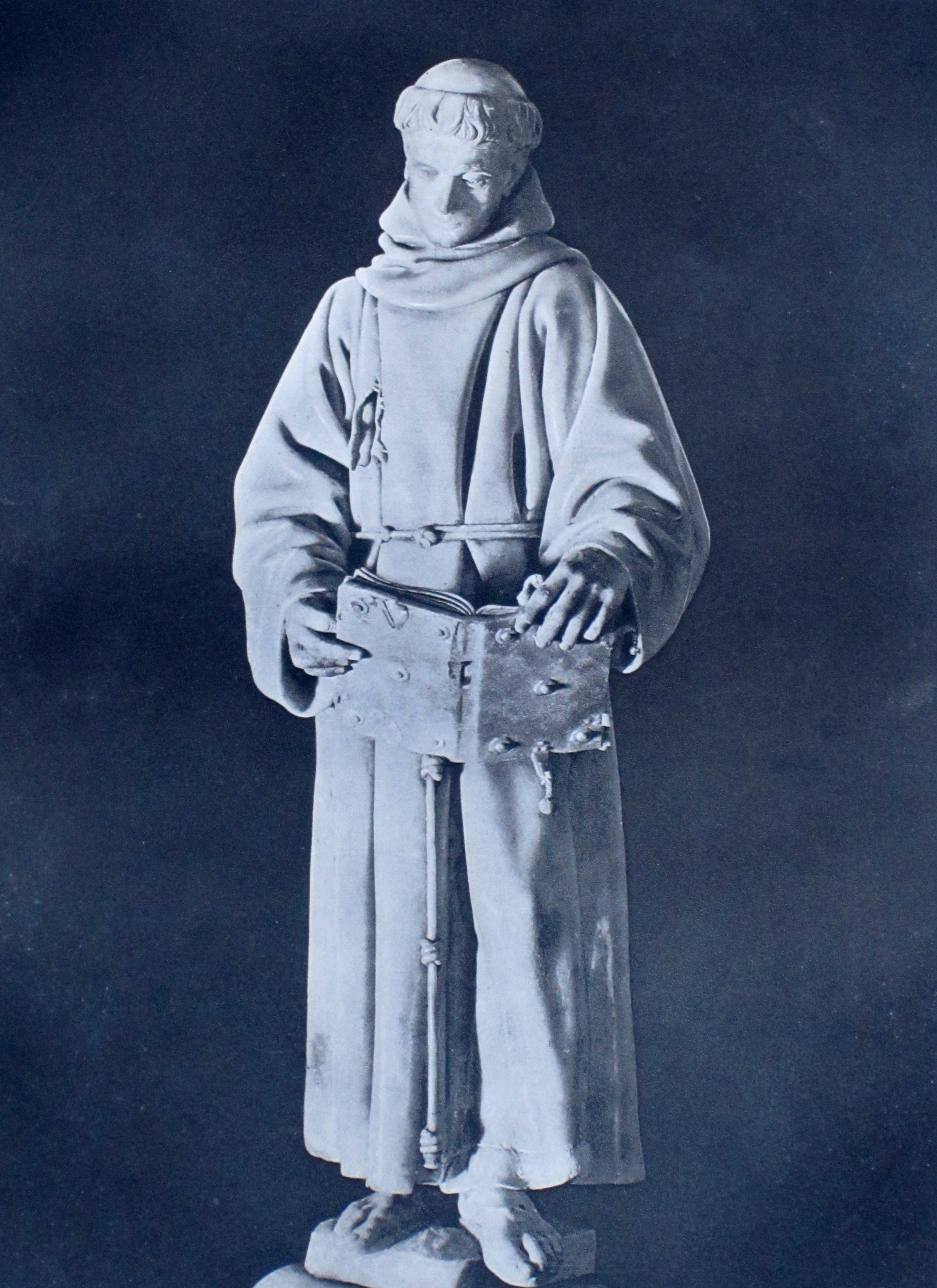
Fig. 33. Saint François.

Beaucoup plus réaliste et vivant, le saint François (fig. 33) rappelle, surtout par la sévère fixité du visage, le saint Étienne de Fouquet (fig. 34), dans lequel l’élémentaire et claire structure ressemble à celles des statues de Francesco Laurana dans le triomphe d’Alphonse d’Aragon du Castel Nuovo (fig. 35). Tout cela ramène à cette sensibilité d’expression que nous avons rencontrée dans les pleurants de Sluter ou les évangélistes de Niccolò, mais l’animation expressive est ici ramassée dans une composition plus simple. Demeurent toujours clairement les éléments stylistiques de provenance bourguignonne dans la définition réaliste des détails comme le livre, le cordon noué, la matière vive des vêtements torturés sur la poitrine.

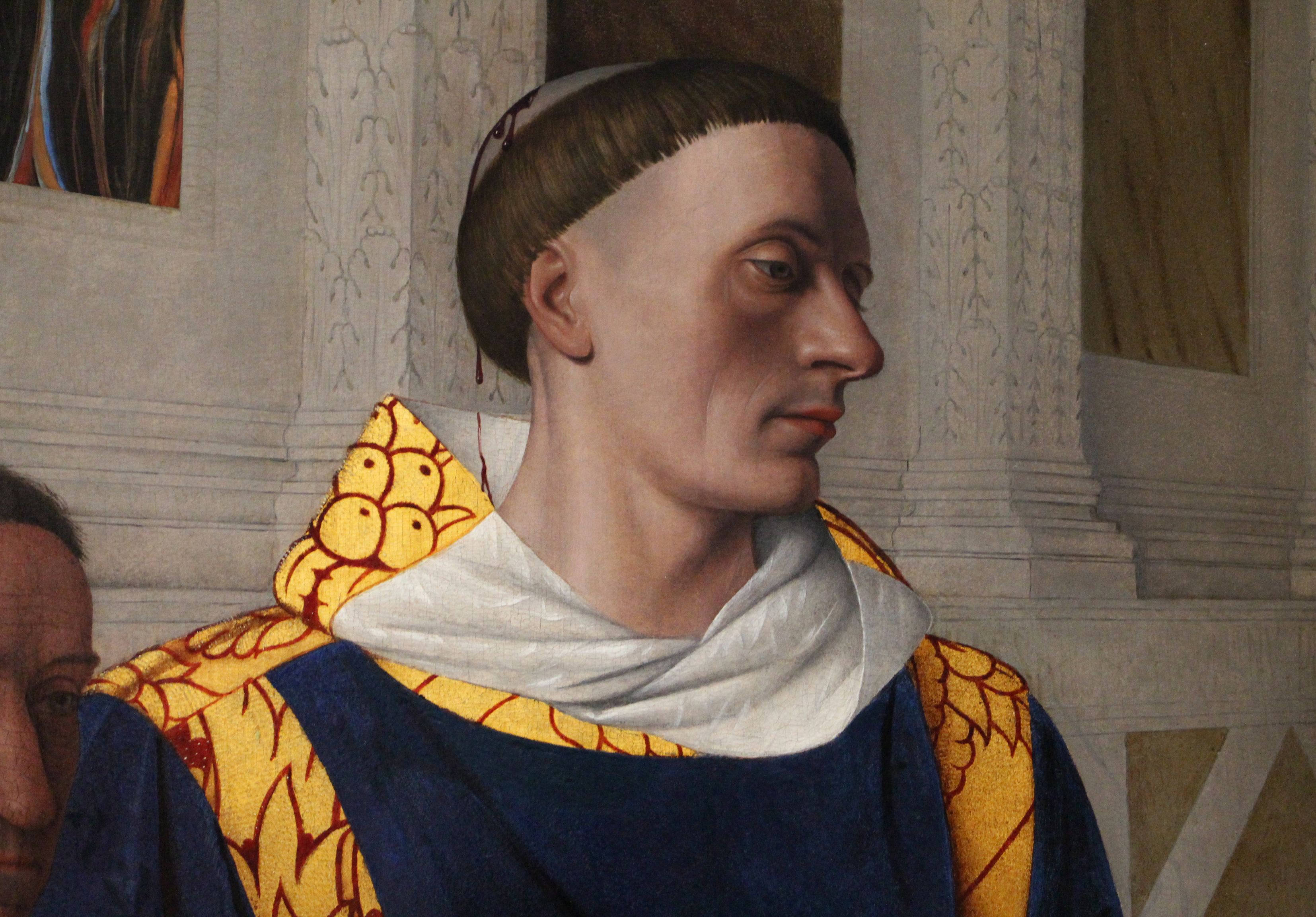
Fig. 34. Saint Étienne de Fouquet.
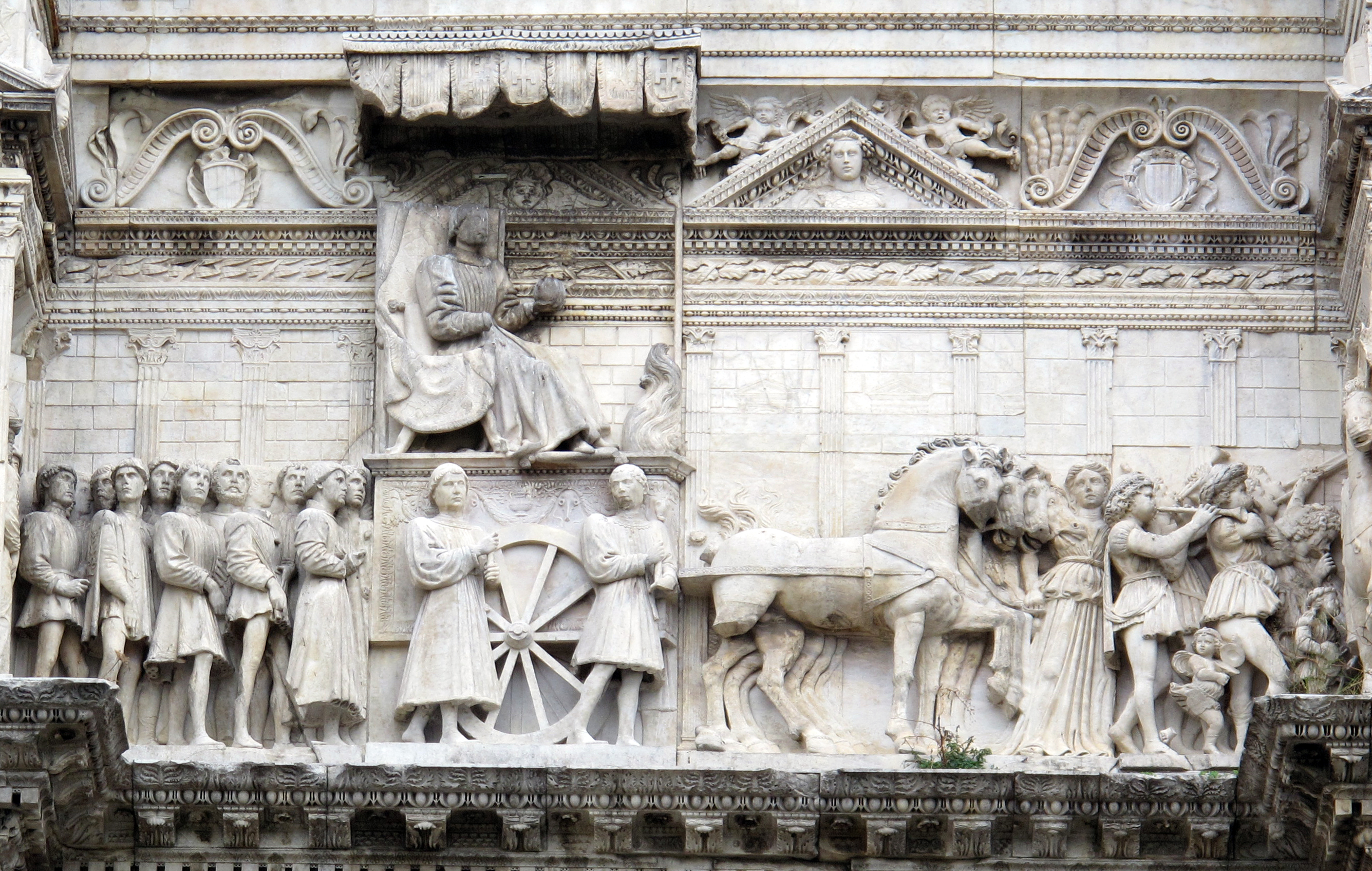
Fig. 35. Statues de Francesco Laurana; arc de triomphe d'Alphonse d'Aragon; Castel Nuovo.

### Saint Agricole et saint Vital

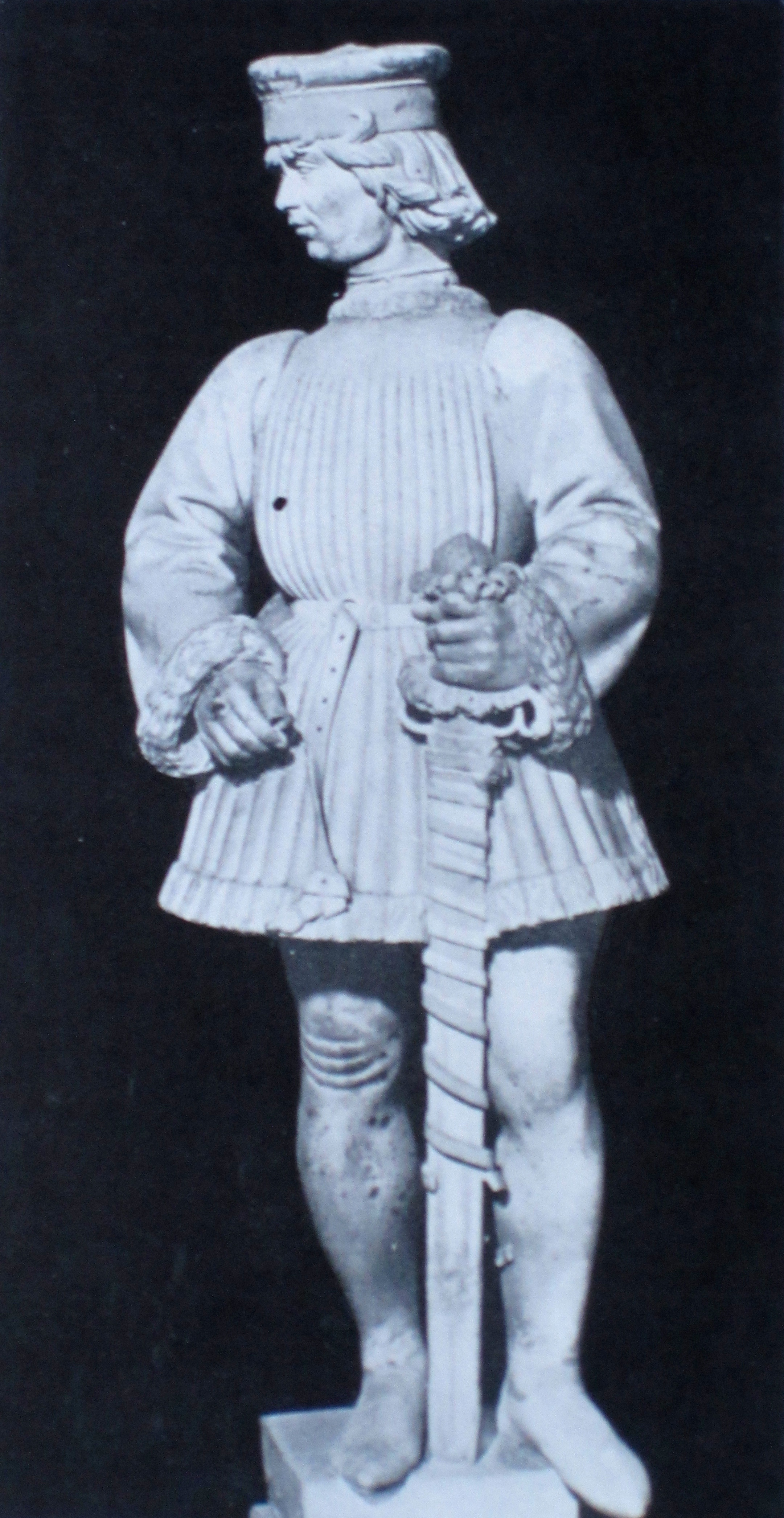
Fig. 36. Saint Agricole.

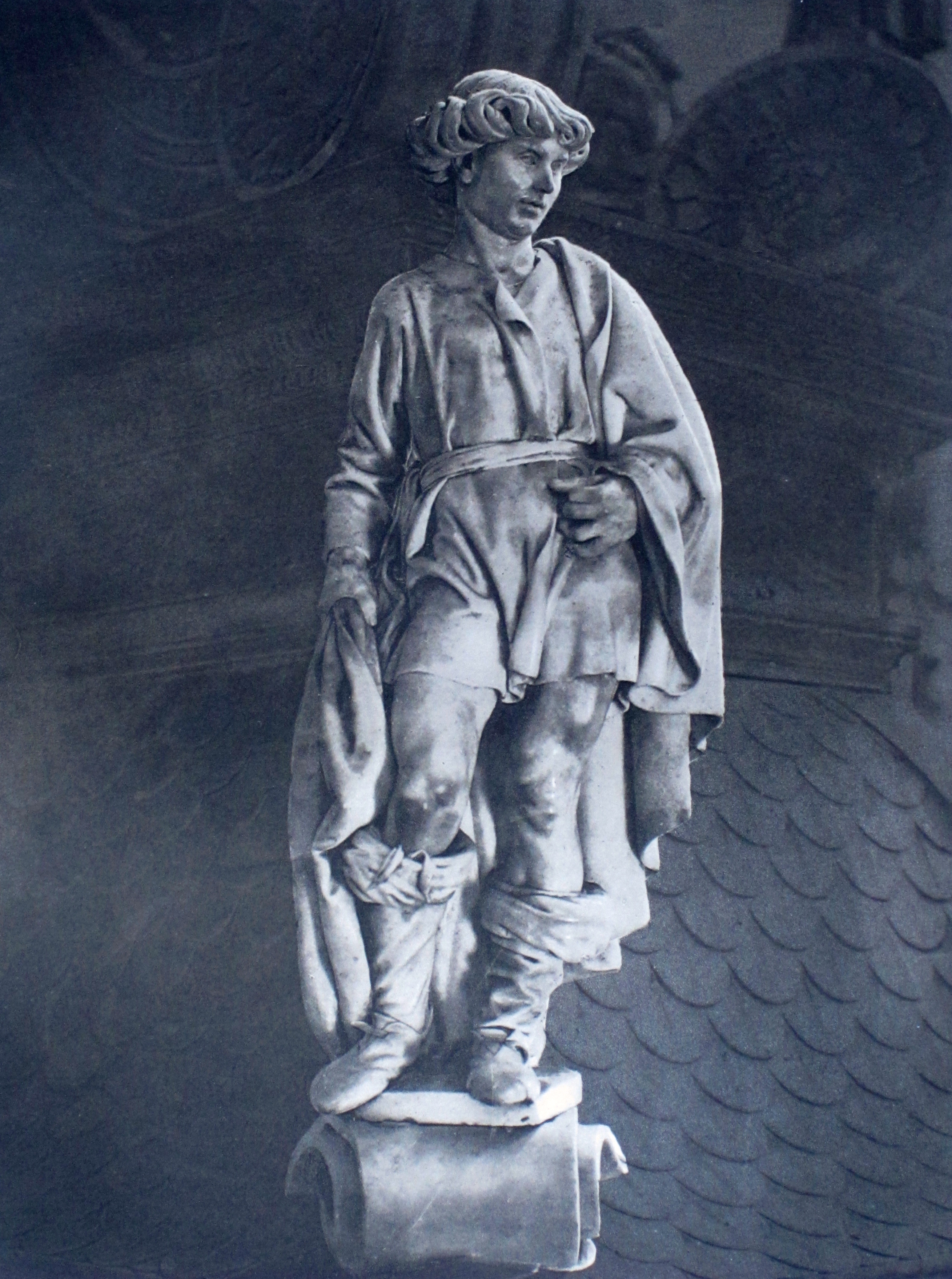
Fig. 37. Saint Vital.

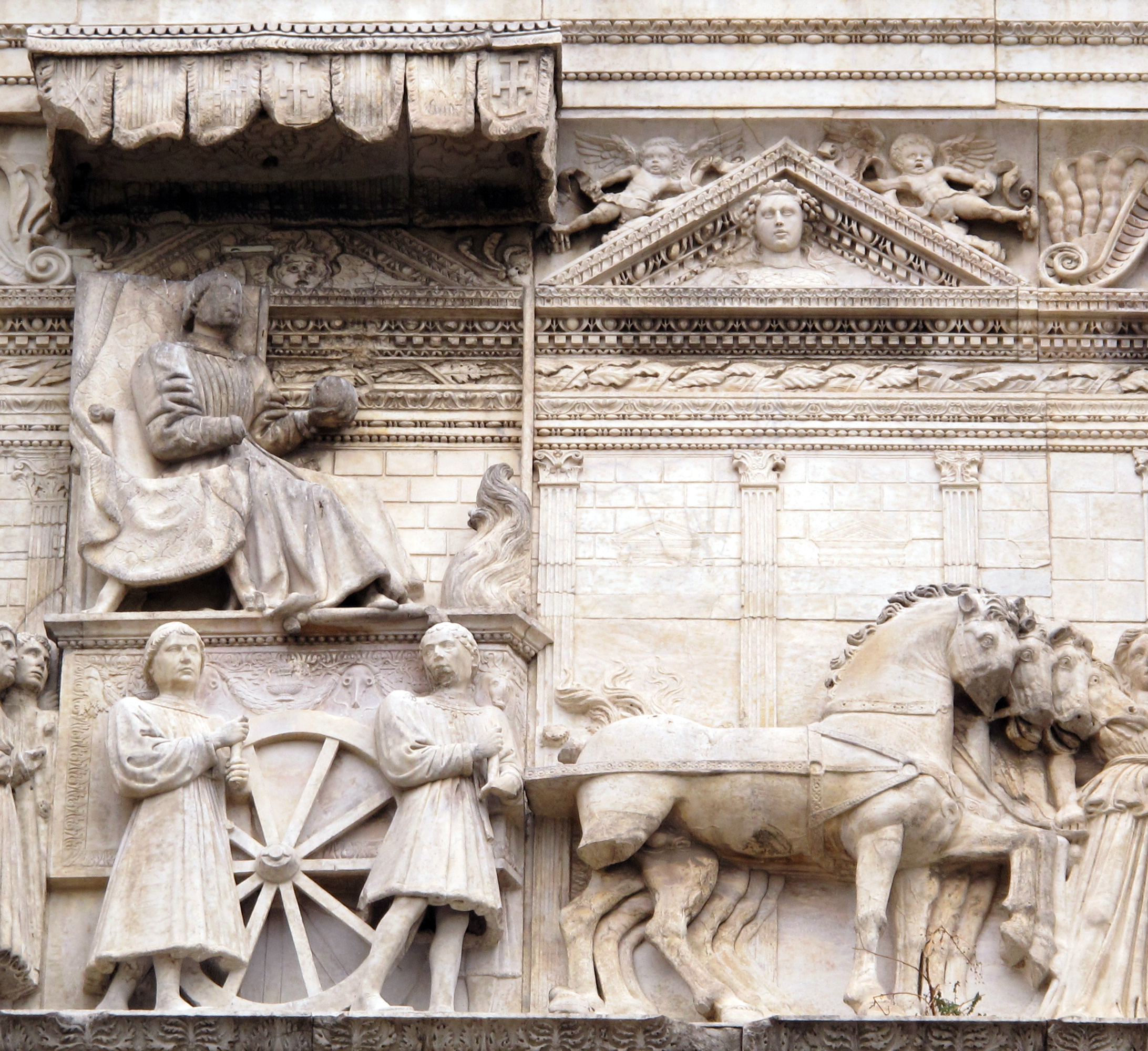
Fig. 38. Le prince et ses gens; arc de triomphe; Castel Nuovo.

Nous trouvons les mêmes éléments stylistiques, à côté de nouveaux motifs, dans les statues des saints Agricole (fig. 36) et Vital (fig. 37), l’élégant chevalier et le rude et musclé homme du peuple qui se trouvent sur les volutes postérieures de la cimaise. Dans le corset de saint Agricole, à stries régulières et parallèles, dans les larges manches, dans les jambes et les hauts-de-chausses moulants, nous retrouvons les mêmes simplifications des plans et des volumes que dans les sculptures du Castel Nuovo à Naples (fig. 38, se remarquent particulièrement sur les visages du prince et des autres personnages de la frise).
À noter les virtuoses illusions de certains détails comme la courroie de cuir pendant après la boucle de la ceinture, ou bien celle enroulée autour de l’épée. Le visage de saint Agricole dont on est certain qu’il prend les traits de Giovanni II Bentivoglio, dirigeant à l’improviste un regard perçant dans une direction bien déterminée, avec à la bouche un sourire à peine effleurant, crée l’expression d’un instantané pris sur le vif, bien éloigné des postures héroïques des portraits toscans. Il se trouve plutôt dans ce visage vivant, quelque chose d’acerbe et de sarcastique qui fait penser, même si l’on n’y peut trouver une influence de style, à quelques traces qu’auraient laissées dans la fantaisie de Niccolò, les hommes des fresques du Palazzo Schifanoia et du Polyptyque Griffoni.
Giovanni II Bentivoglio, né en 1443, devint le premier citoyen de Bologne en 1464, gonfalonier et président à vie du sénat. C’est à ce titre qu’il décréta, avec le légat du pape, l’exécution à la charge de la ville, de la cimaise confiée à Niccolò. Il est donc tout à fait naturel que Niccolò en hommage à ce seigneur ait attribué son portrait au visage de saint Agricole. Niccolò dut maintenir d’étroites relations avec la famille Bentivoglio ; en effet lorsqu’en 1481 Niccolò fait baptiser son fils Cesare, on constate qu’Annibale II Bentivoglio (fils de Giovanni II) en est le parrain. Il est à noter que le registre baptismal de l’église San Giovanni Battista dei Celestini (en) qui rend compte de cet acte, est le premier document officiel qui nous soit parvenu avec la mention « Niccolò dell’Arca ».
La diversité de langage utilisée par l’artiste pour le saint Vital, qui a du être exécuté au même moment que le saint Agricole, comme semble l’indiquer la correspondance du rythme, nous fournit la preuve du goût de l’artiste à suivre des voies diverses tout en les pliant à ses propres exigences expressives, avec une prompte imagination intuitive qui est plus chez lui un guide qu’une conscience rigoureuse du style. La partie la plus en accord avec le style du saint Agricole est la cape qui tombe d’une épaule, soutenue de la main droite et qui est disposée dans le dos en un éventail de plis cylindriques.
Par contre, de façon tout à fait différente, jusque-là jamais rencontrée dans l’œuvre de Niccolò, apparaît sur le côté antérieur du personnage une empreinte florentine indéniable dans l’articulation plastique de ce corps athlétique, dans les plis écrasés et plus marqués de la tunique, dans l’attitude même du personnage, sûr et impérieux, sur le visage, dans le regard. Si l’on compare le portrait de Bentivoglio avec celui-ci, on constate une réalisation moins spontanée, une interprétation plus classique du visage.
Par les évidentes influences florentines dans le saint Vital et l’écho ferrarais qui s’entend dans le saint Agricole, ces sculptures qui sont entre les plus tardives de la cimaise, montrent une rupture avec la parfaite unité de vision des évangélistes,.

### Christ au tombeau

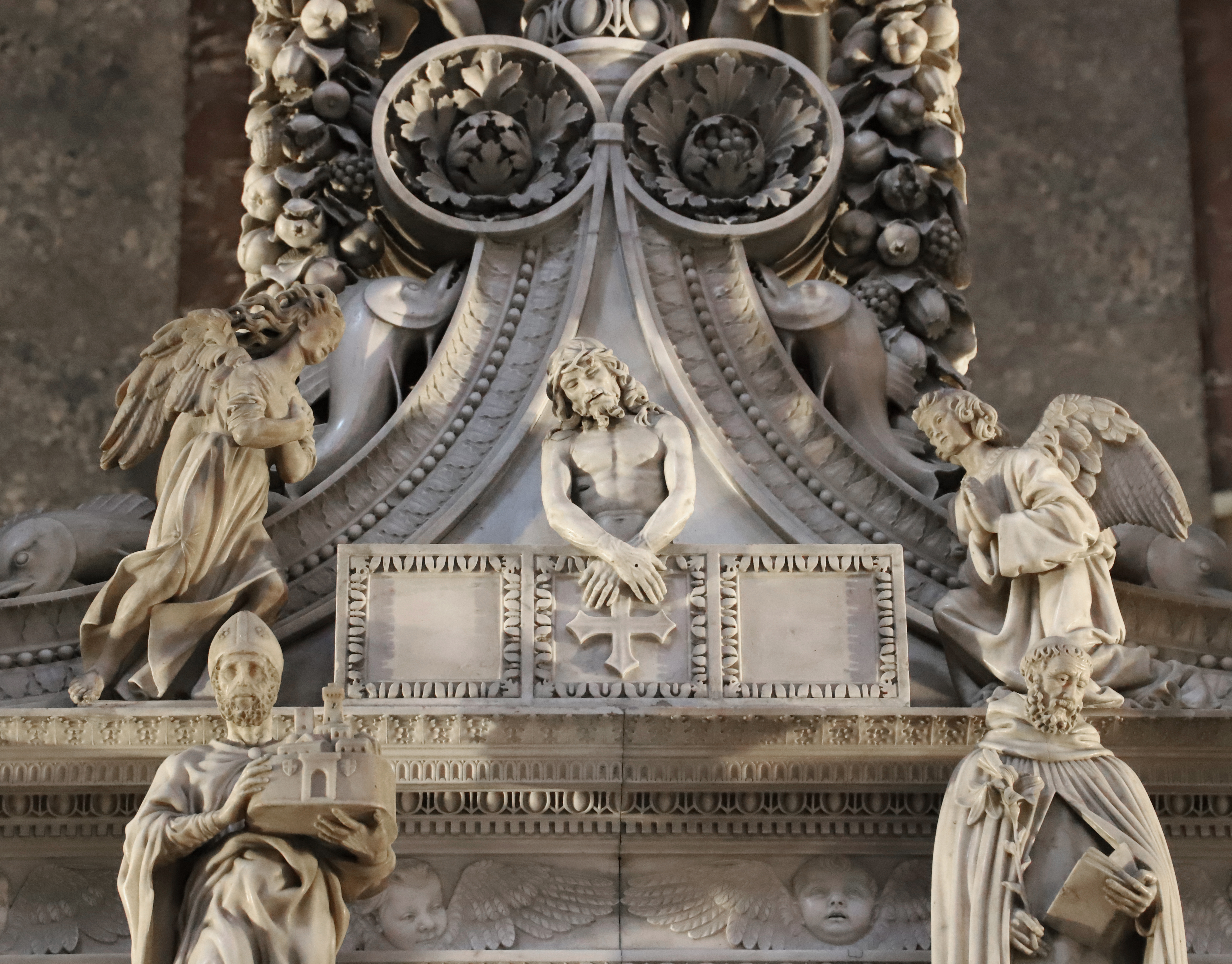
Christ au tombeau, encadré par des Anges.

Que Niccolò n’ait pas pénétré l’esprit formel toscan, même s’il en a assimilé quelques aspects extérieurs, est démontré par le fait que les trois sculptures du Christ au tombeau adoré des anges (fig. 39 & 40), où la référence aux modèles toscans est pourtant claire, ne sont joints que par des liens de proximité : ils ne participent pas à une stricte cohésion formelle, mais vivent séparément comme des fragments lyriques où dans aucun desquels, ni dans l’ensemble du groupe, ne se développe ni ne se conclut la phrase poétique.
Sur la pierre du tombeau sont posées, dans une grande évidence, les magnifiques mains du Christ, avec une intensité de concentration digne d’un peintre flamand. Des mains, les veines gonflées montent sur les lentes courbes des bras ; l’ensemble du nu est analysé avec la même sensibilité et émotion, composé dans une calme version d’une traditionnelle simplicité antique.
Dans l’ange à la gauche du Christ (fig. 40), comme dans le saint Vital, se révèle l’influence de l’art toscan, non seulement une affinité générale, mais également dans des éléments de style plus précis ; encore plus que dans le fameux ange porte- candélabre. Comme dans le saint Vital, l’originalité de l’artiste reste assez dissimulée et brouillée, par conséquent certaines parties sont sans couleur et ne parviennent pas à cette vitalité qui d’habitude se rencontre dans chaque détail. Les drapés demeurent plus indéterminés, les mains inanimées, les ailes dépourvues de caractéristique précise, les cheveux à peine suggérés et esquissés. Seul dans le visage, dans les subtiles tailles des yeux et de la bouche, l’artiste semble retrouver toute l’intimité profonde de son expression poétique.
L’ange qui lui fait face (fig. 39) se rapporte au plus haut niveau de l’art de Niccolò, que nous retrouvons ici enrichi de nouveaux éléments de culture et de goût, qui se pose et anime de la même intensité vivante chaque détail. On peut peut-être supposer ici l’influence de l’art de Desiderio da Settignano (fig. 41 & 42), quelques aspects duquel devaient sans doute trouver une résonance dans l’esprit de Niccolò : ces frémissements de vie trépidante qui affleurent, cette émouvante entr'ouverture des lèvres, cette formulation élégante et subtile, ce léger passage de la lumière, dans cet ange qui avance vers le Christ mort avec la volante légèreté de la Niké antique, tout enflammé et brûlant comme torche au vent, avec la chevelure flamboyante tirée en arrière par l’impétueuse marche.
Il convient de remarquer tout particulièrement dans la partie supérieure du personnage, en réponse à l’ange de droite, comment Niccolò retrouva ici, dans la détermination des tissus, des cheveux, des ailes, la riche et continue variété des tons que nous admirons dans les quatre évangélistes. Il suffit de comparer ces ailes tellement sensibles en tous points à celles, plus génériques et toscanes de l’autre ange pour constater combien est plus fortement affirmée ici l’originalité de l’artiste. Par contre, dans le déroulé du drapé en bas, dans les plis écrasés du pan engagé entre les jambes, apparaît plus clairement une ascendance toscane, voire classique.

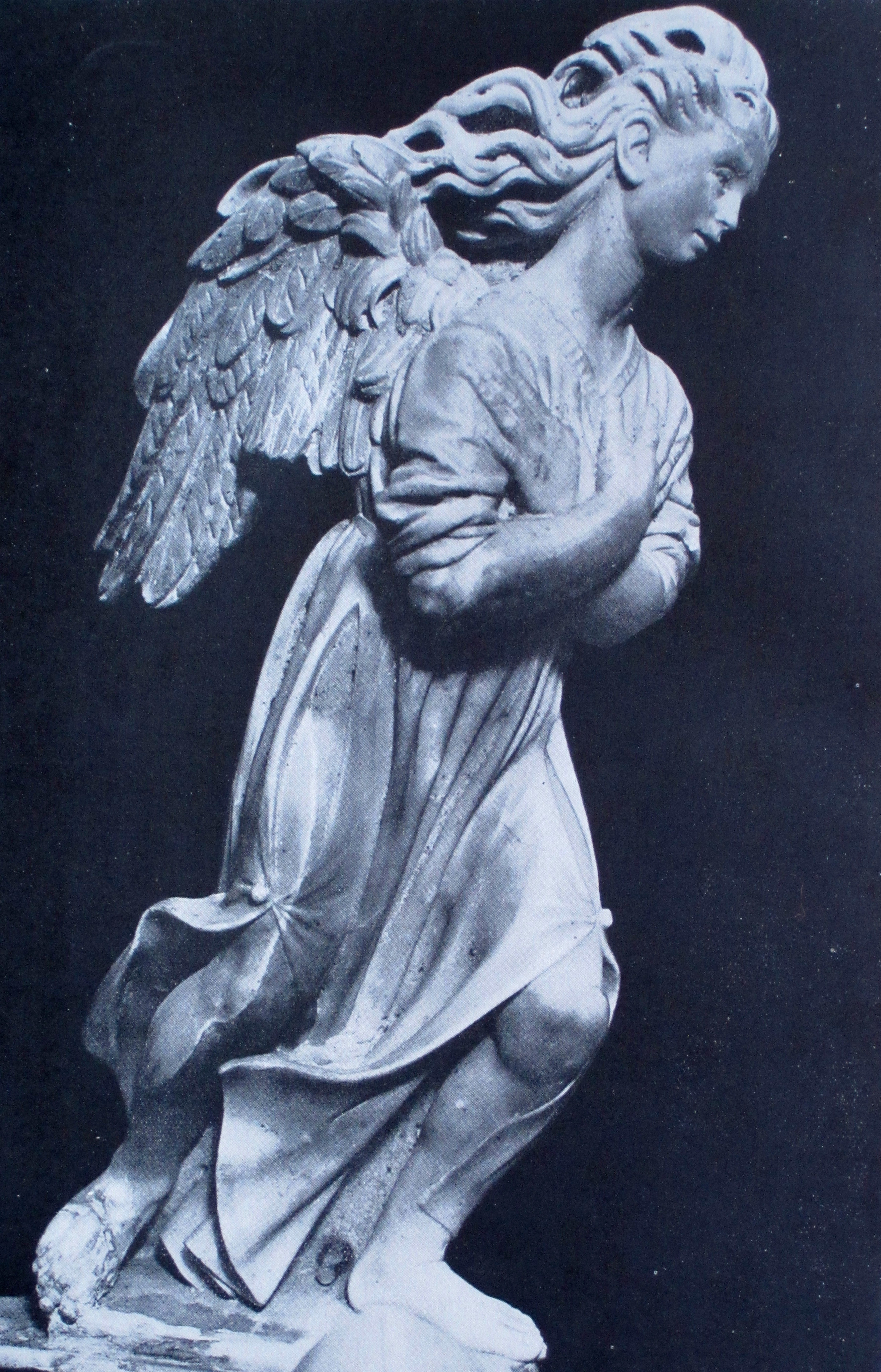
Fig. 39. Ange de droite.
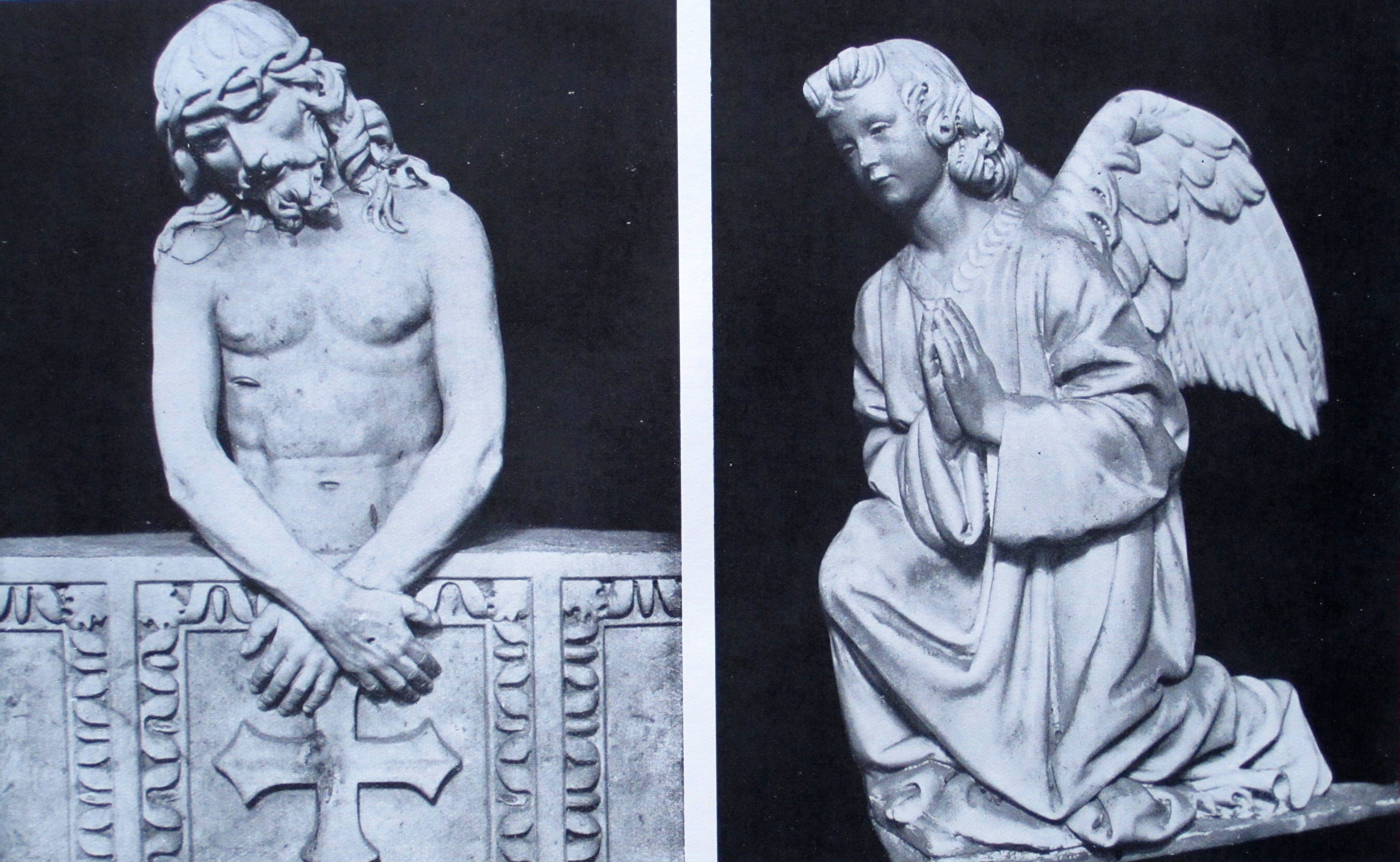
Fig.40. Christ au tombeau et ange de gauche.
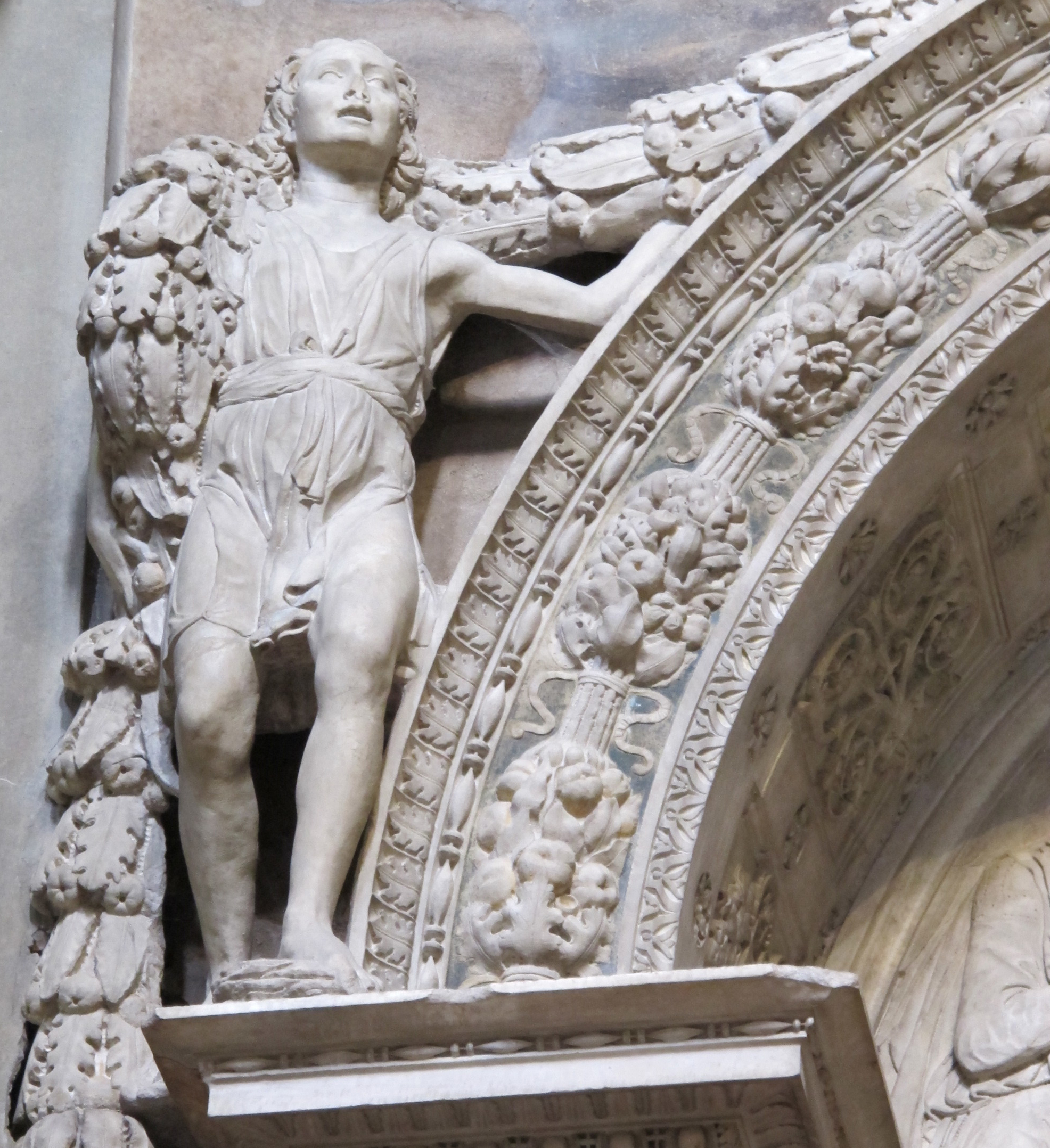
Fig. 41. Ange, tombe de Carlo Marsuppini, détail.
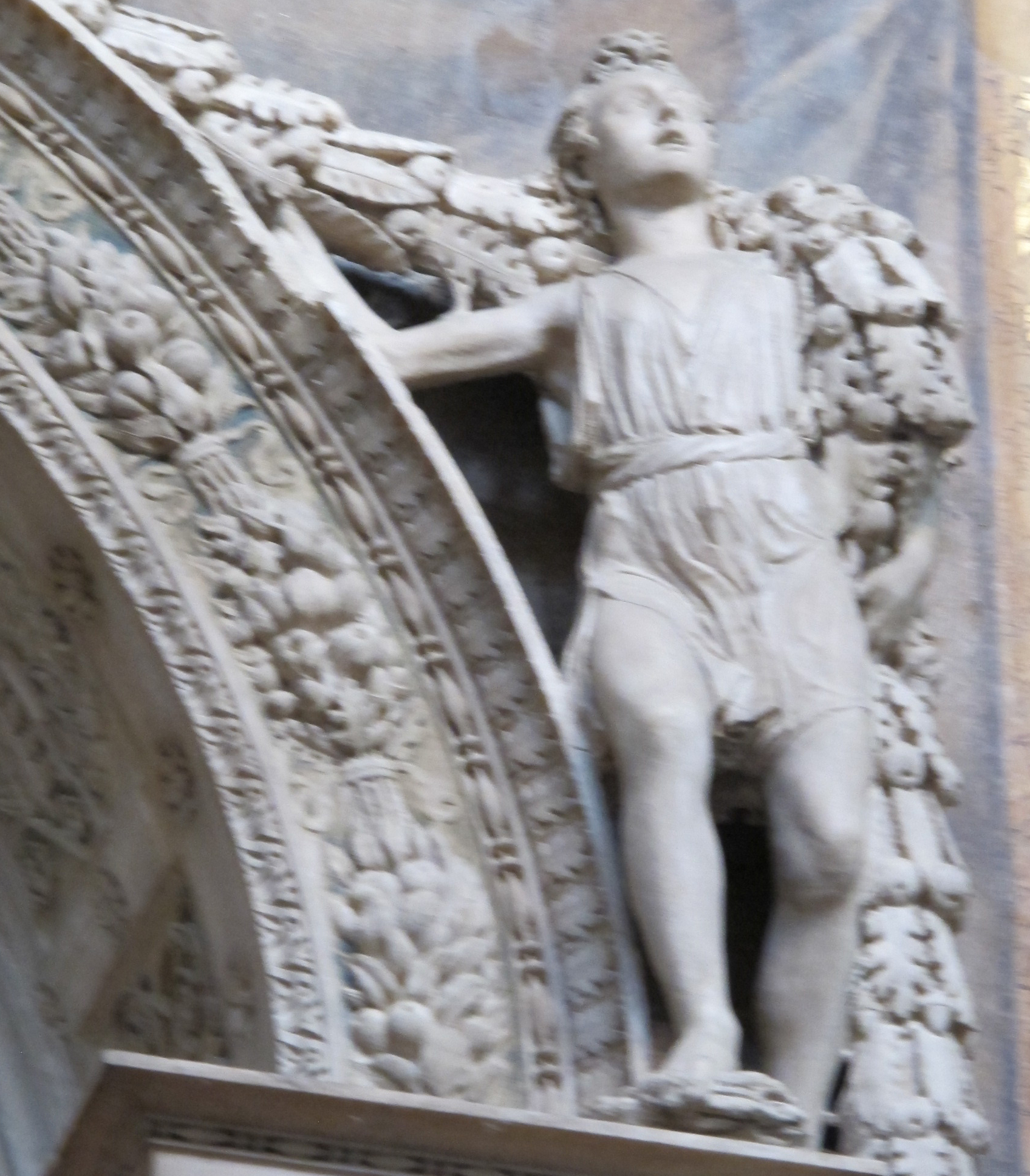
Fig. 42. Ange, tombe de Carlo Marsuppini, détail.

### Ange porte-candélabre (il s’agit de celui de gauche)

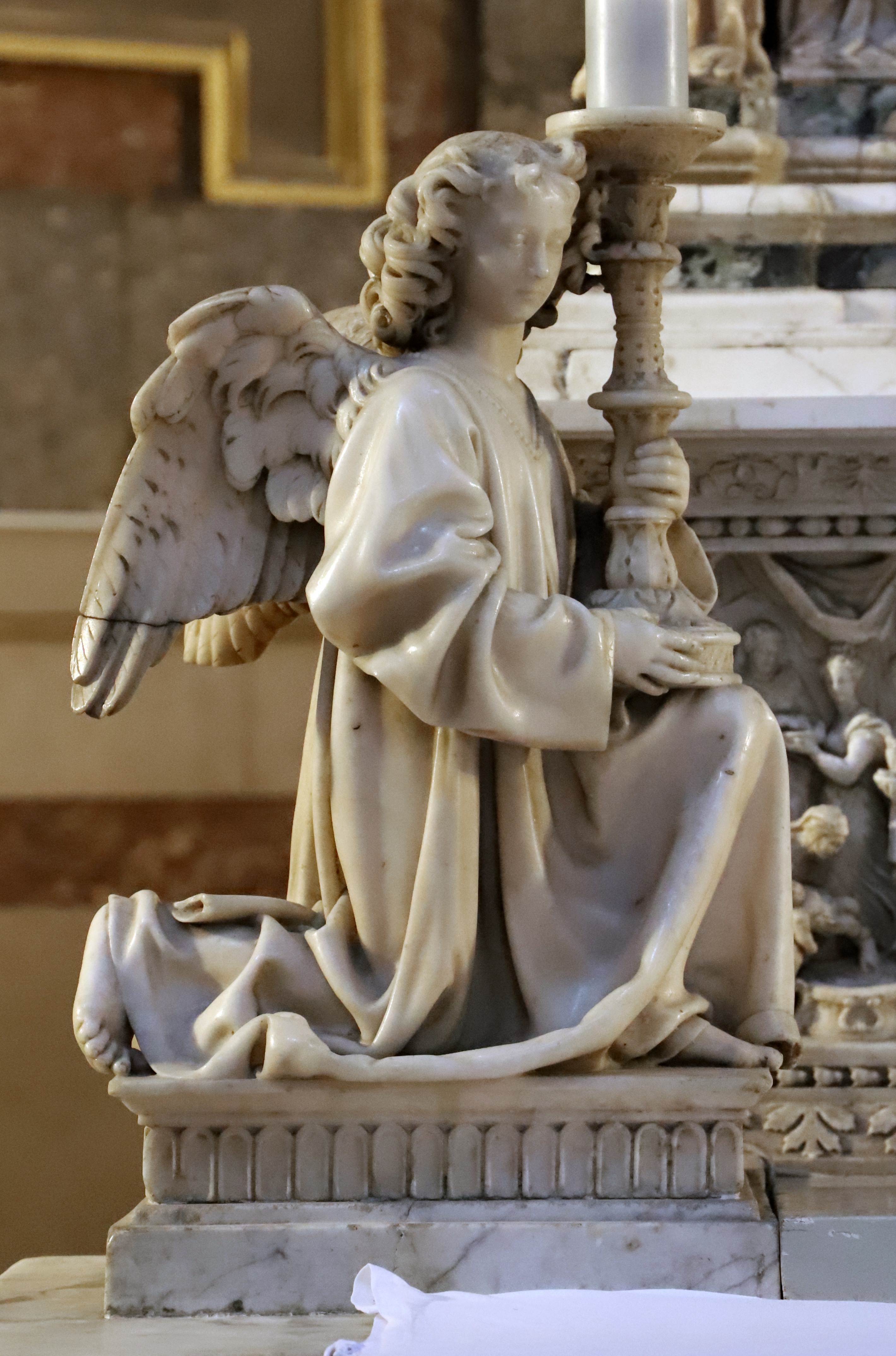
Fig. 43. Ange porte-candélabre.

D’une facture aussi originale et intense, mais d’un rythme plus fermé et serein, se présente l’ange porte-candélabre (fig. 43) qui est la plus fameuse et célèbre statue de la cimaise. Peut-être parce qu’elle est encore plus libérée que l’ange précédent de toute influence toscane, il semble rentrer plus que toutes autres œuvres de Niccolò dans la sphère du goût de la renaissance.
De fait, l’organisation du personnage est d’une telle rigueur de composition, d’une telle solennité placide dans sa structure, qu’elle constitue un cas tout à fait particulier dans l’ensemble de la production qui nous est connue de l’artiste. Sans aucun doute, cet ange représente, avec les évangélistes et les Maries de la Lamentation sur le Christ mort, un des plus hauts sommets du parcours artistique de Niccolò dell'Arca.

## Les statues de Michel-Ange (1494 – 1495)

### Saint Pétrone

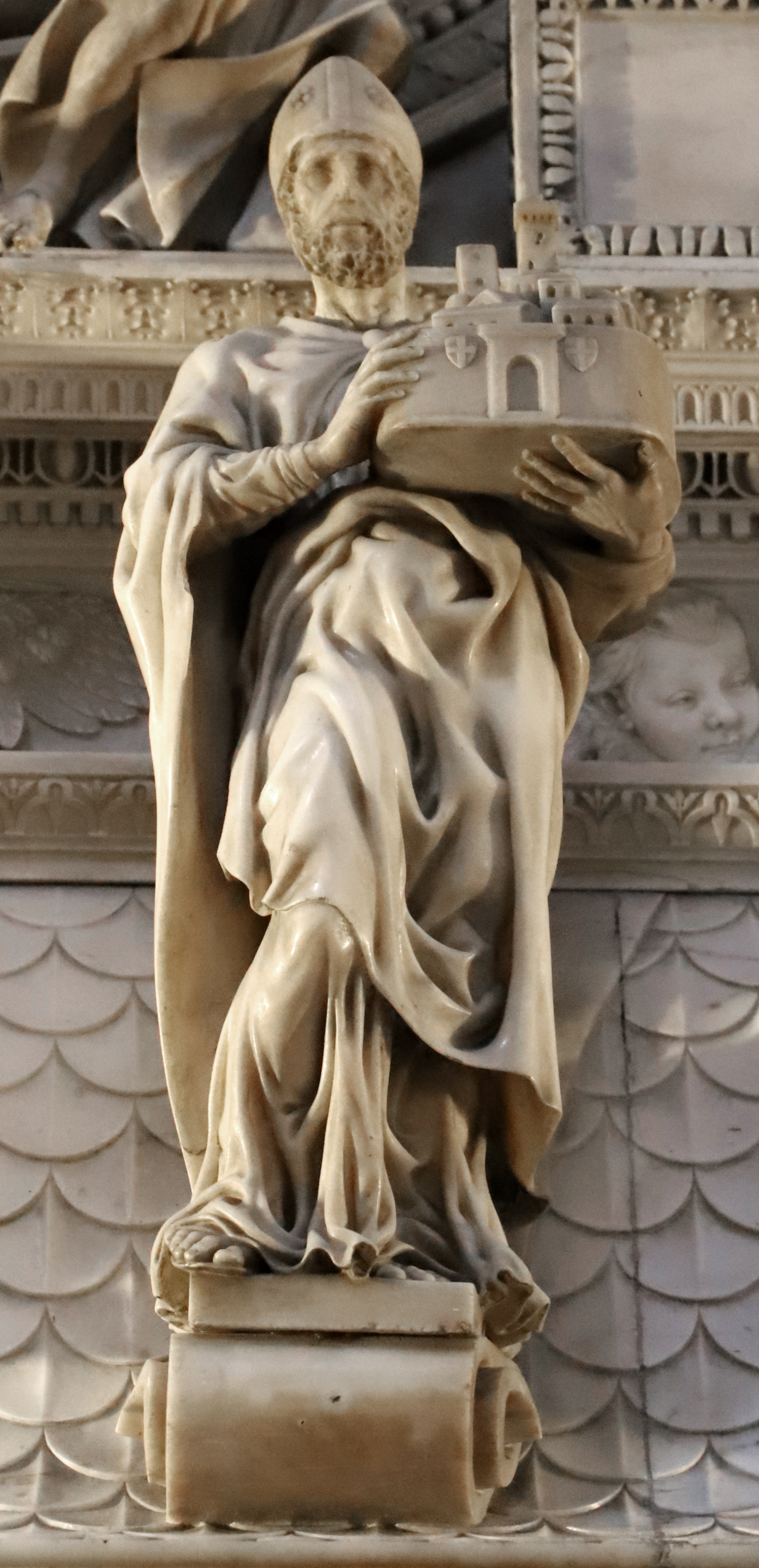
Fig. 44.Saint Pétrone.

Les historiens s’accordent mal à définir la part de Niccolò et celle de Michelangelo, les uns attribuent presque exclusivement l’œuvre à Michelangelo, les autres prétendent qu’il l’a simplement achevée.
Saint Pétrone était évêque et patron de Bologne (fig. 44). Il est représenté tenant en ses bras une maquette de la ville ceinte de ses murailles. On y distingue les tours Garisenda et Asinelli.
Le drapé animé de nombreux plis fait alterner les zones d’ombre et de lumière, il révèle l’influence de Jacopo della Quercia combinée à celle de la peinture ferraraise.

### Saint Procule

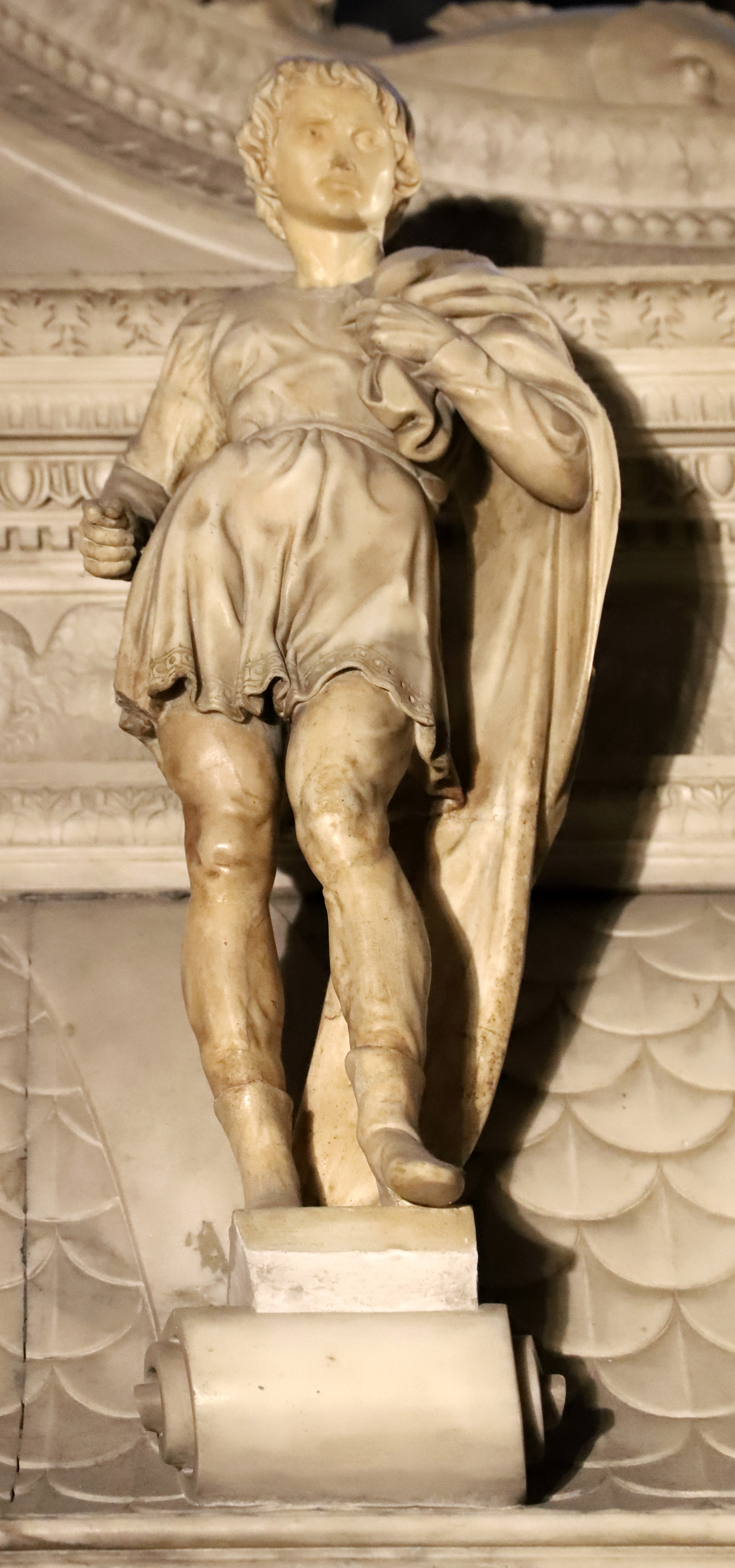
Fig. 45. Saint Procule.

Fra Ludovico, alors âgé de 80 ans, narre dans ses mémoires que le 4 août 1572 le frère convers qui l’assistait fit tomber à terre la statue qui se brisa en plusieurs morceaux. On la reconstitua aussi bien que possible.
Saint Procule de Bologne (fig. 45) était un officier romain martyrisé durant les persécutions de Dioclétien. Il est représenté avec la courte tunique des soldats, des chaussures montantes, un manteau posé sur l’épaule. Il tenait dans la main droite une lance en métal qui n’existe plus aujourd’hui.
Il s’agit d’une œuvre d’une grand originalité qui anticipe le style héroïque de Michel-Ange, celui d’un David ou d’un Moïse.

### Ange porte candélabre

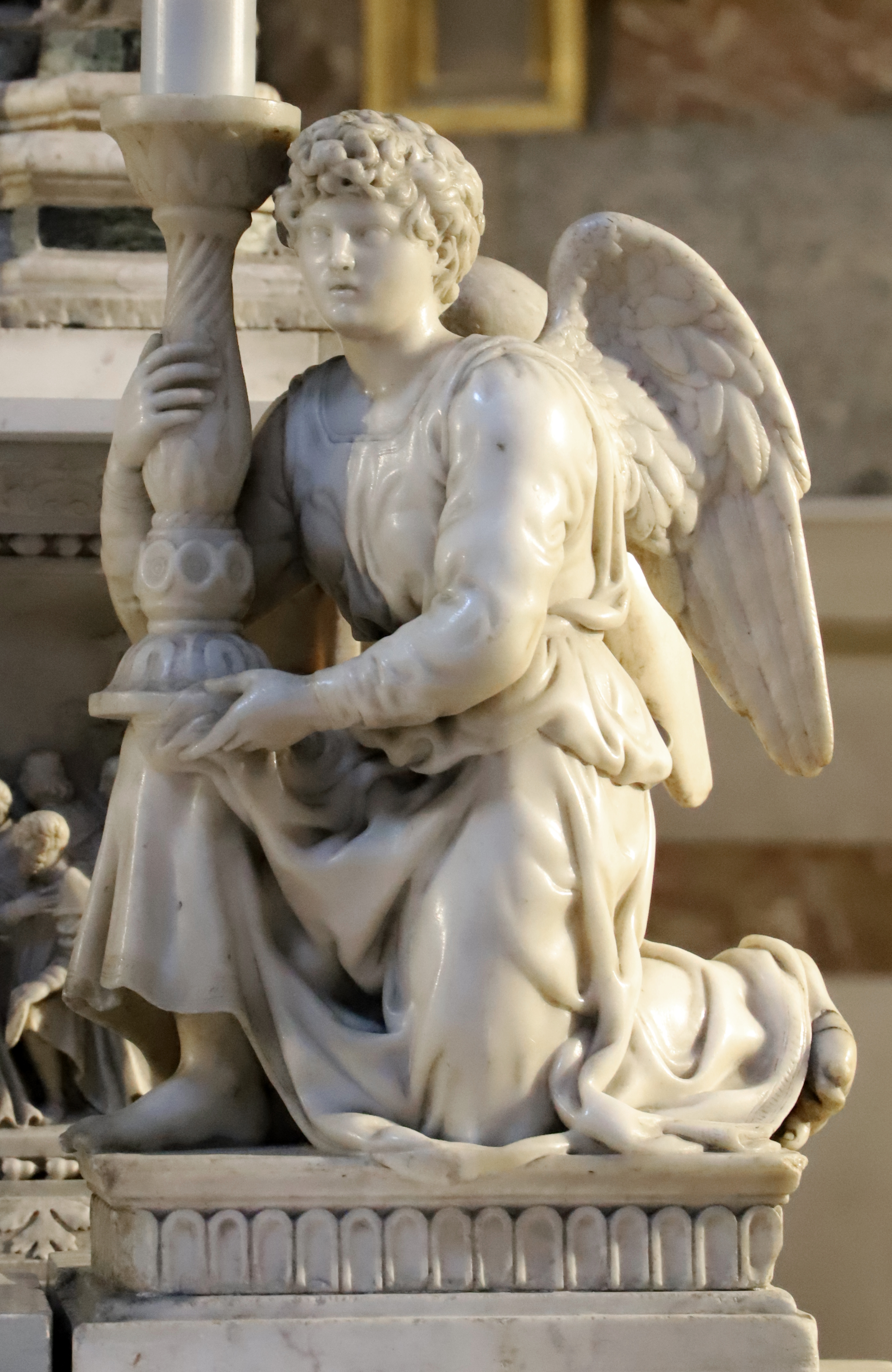
Fig. 47. Ange porte-candélabre.

Michelangelo réalisa un personnage solide et compact qui s’éloigne du gothique international de Niccolò. L’ange (fig. 47) se tend en avant, créant un ample et dynamique drapé du vêtement, complètement différent de l’éthéré et de la rythmique ondulation des œuvres médiévales.

## La prédelle d’Alfonso Lombardi (1532)
Sous le sarcophage de Nicola Pisano et ses collaborateurs se trouve la prédelle de marbre exécutée en bas-relief par Alfonso Lombardi. Elle est divisée en trois parties.

### Première partie

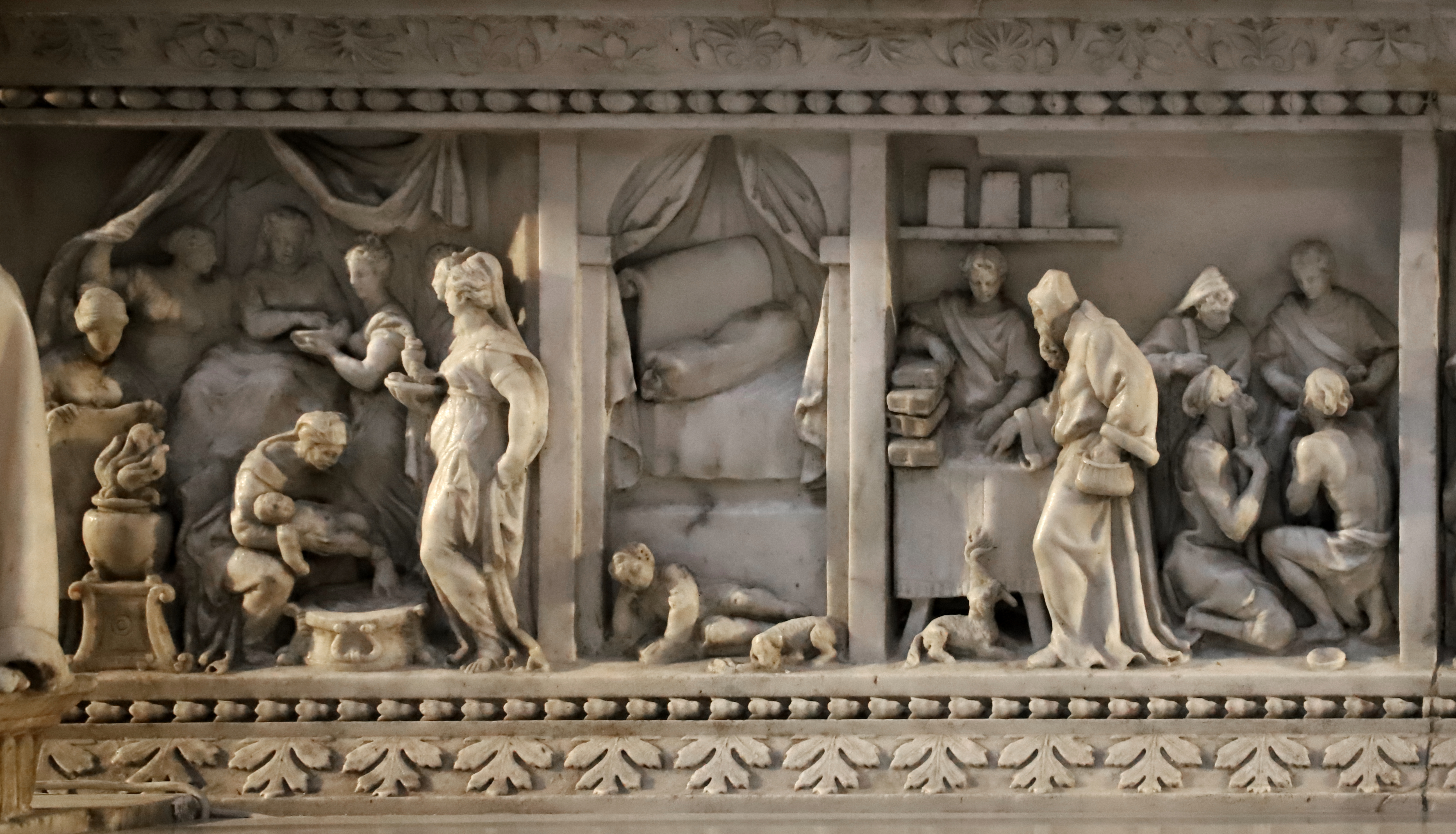
Fig. 48. Naissance, enfance, jeunesse de saint Dominique.

La première partie, à gauche, est elle-même divisée en trois tableaux retraçant la naissance, l’enfance et la jeunesse de saint Dominique (fig. 48).

#### La naissance
En haut, au second plan, se trouve Jeanne d’Aza, mère de Dominique, assise sur son lit, des femmes l’entourent. En bas, au premier plan, une sage-femme tient le nouveau-né et s’apprête à le laver dans un bassin.

#### L’enfance
Le second tableau représente le tout jeune Dominique couché sur le sol de sa chambre, au pied de son lit vide. À ses côtés se trouve un chien tenant une torche dans sa gueule.

#### La jeunesse
Ce tableau représente sur la gauche, le jeune homme en train de vendre ses livres d’étudiant. Sur la droite, il est à nouveau représenté distribuant à trois pauvres le fruit de cette vente. Le chien au flambeau est également présent en bas à gauche.

### Partie centrale

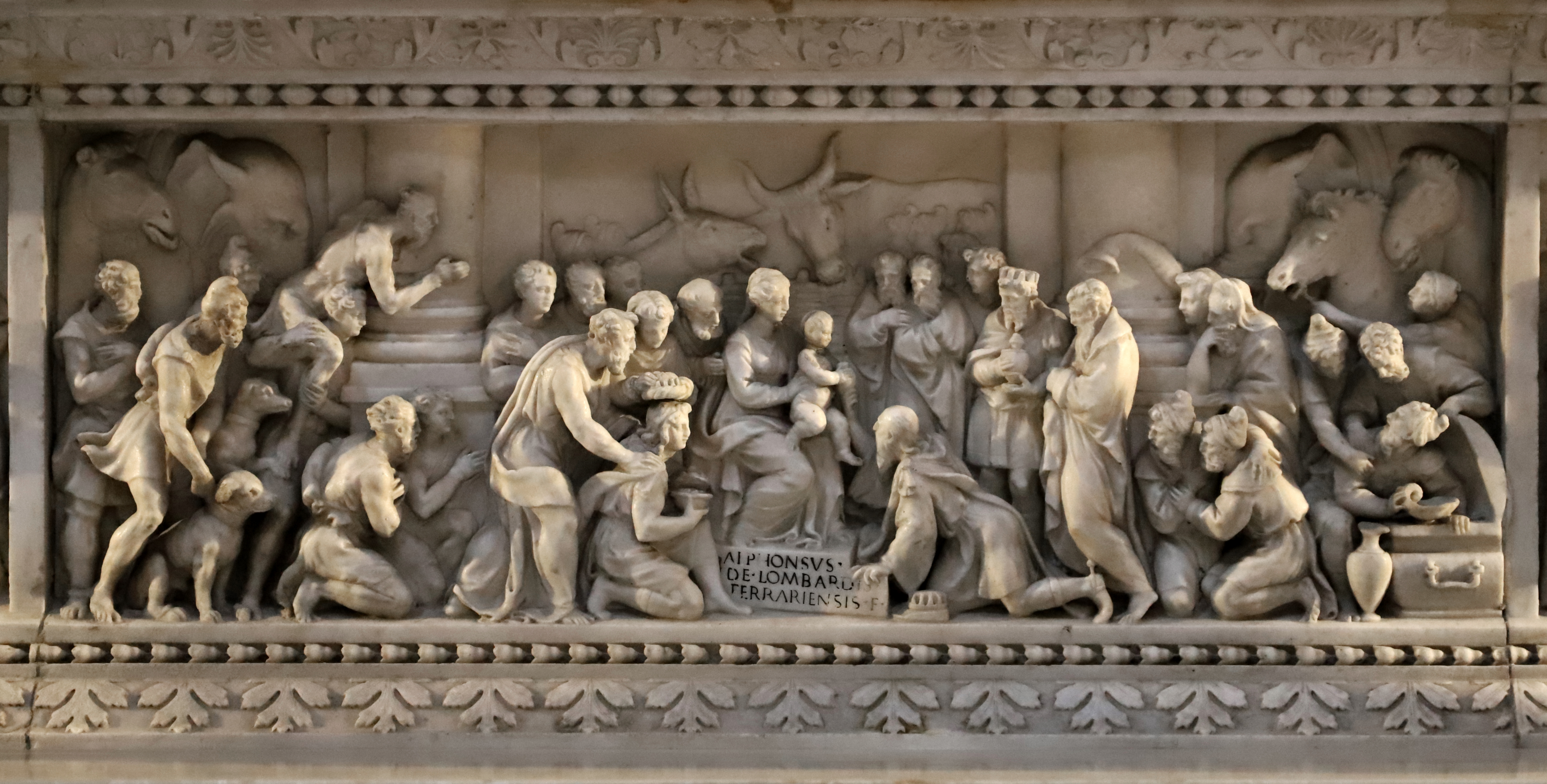
Fig. 49. Adoration des mages.

La partie centrale de la prédelle représente l’adoration des mages (fig. 49). Cette œuvre peut paraître insolite dans le contexte de la vie de saint Dominique, toutefois elle se réfère à l'exhortation du saint faite à ses frères, de rechercher le Christ avec la même humilité et la même passion que celle des Rois mages lorsqu’ils vinrent rendre hommage au Roi du monde.

### 3ePartie

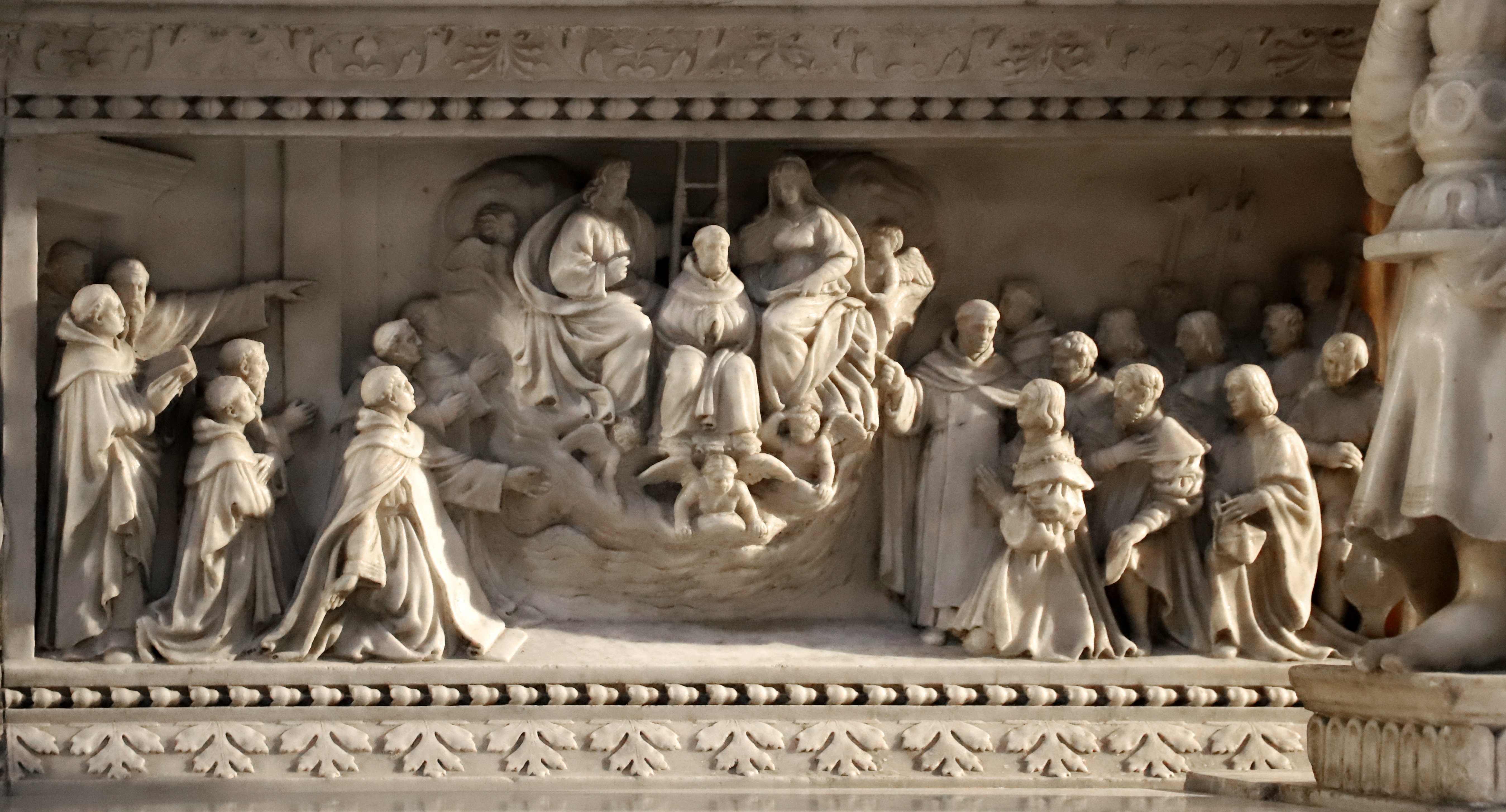
Fig. 50. Mort de saint Dominique.

Le dernier relief à droite figure la mort de saint Dominique (fig. 50) sur la base de la vision qu’en eût  Fra Guala, prieur du couvent de Brescia.

## Le saint Jean-Baptiste de Girolamo Cortellini (1536 ou 1537)

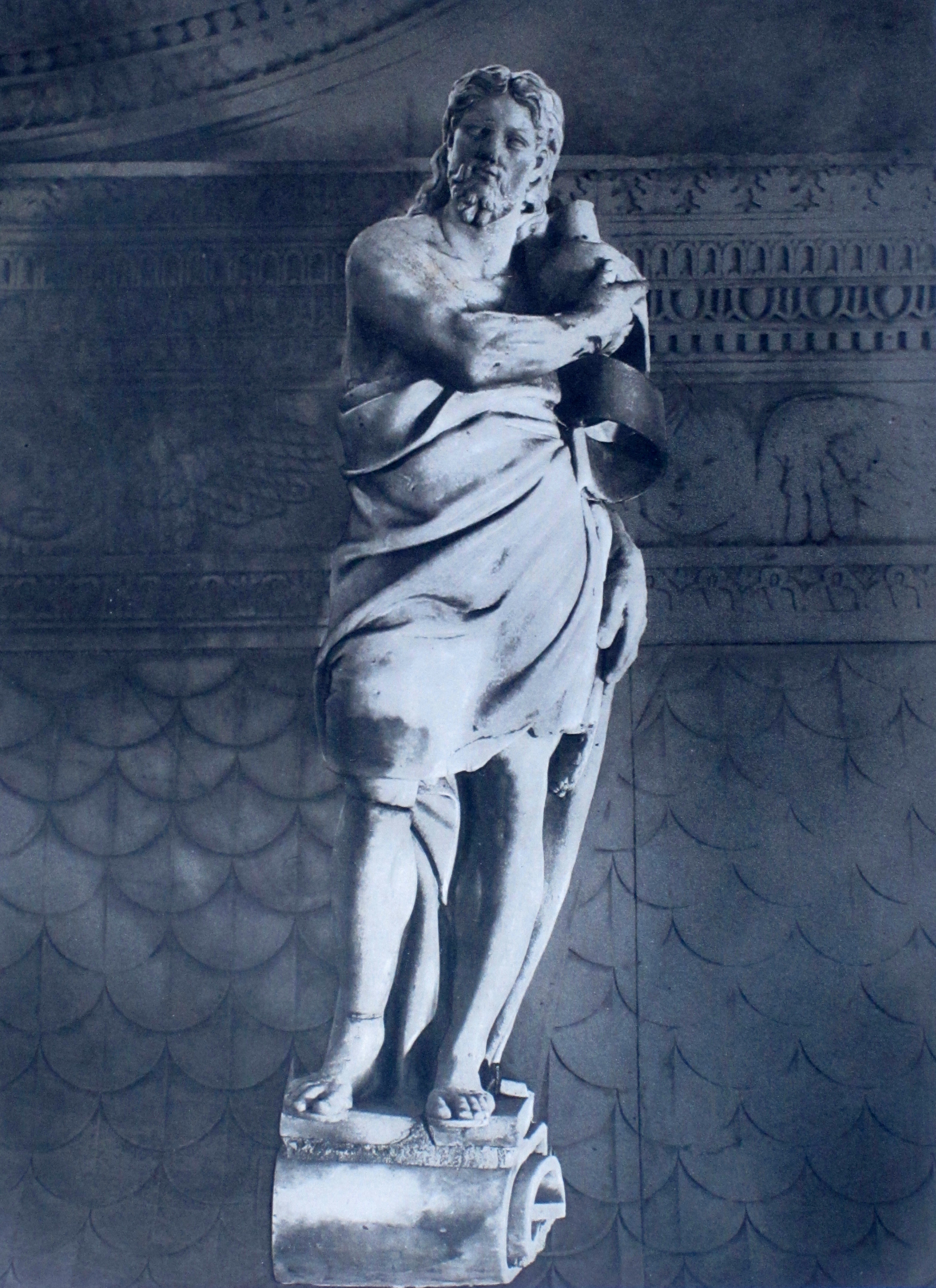
Fig.51. Saint Jean-Baptiste.

Cette statue a beaucoup souffert. D’après Fra Ludovico, une première statue fut brisée ; la seconde fut à son tour malmenée, la jambe gauche a été brisée deux fois, l’agneau qui reposait sur le bras enlevé (volé ?) et refait par maître Pietro Francesco, la draperie endommagée. Le Bras dut également être restauré.
Ce saint Jean-Baptiste (fig. 51) est considéré par certains comme étant le chef- d’œuvre de Cortellini, mais il s’agit d’une œuvre gauche et froide à laquelle nuit la proximité de celles de Niccolò et de Michelangelo.

## Le bas-relief de Jean-Baptiste Boudard (1768)

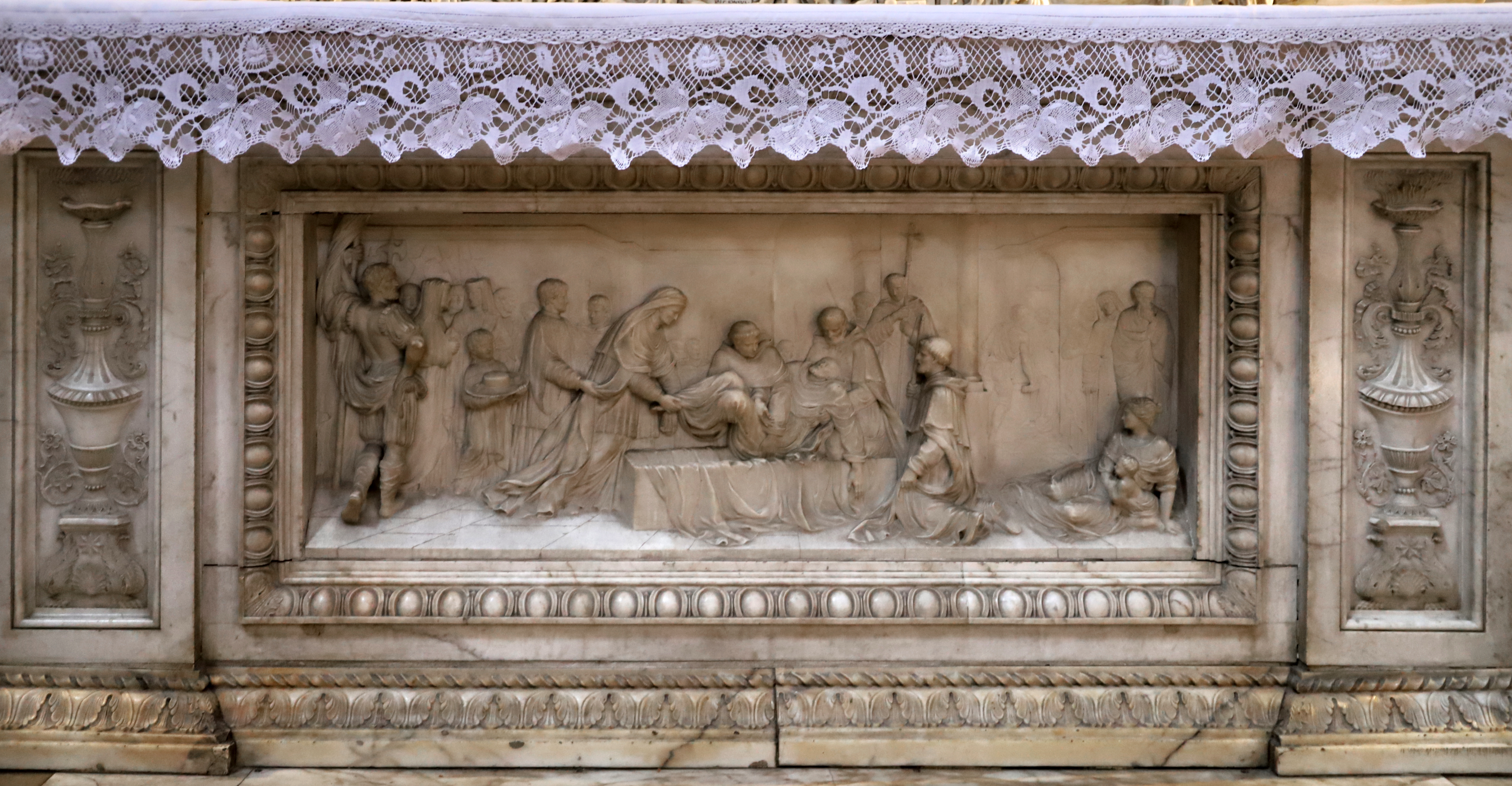
Fig. 52. Ensevelissement de saint Dominique.

L’antependium de l’autel est constitué d’un bas-relief réalisé par l’atelier parmesan de Jean Baptiste Boudard en 1768 et représente l’ensevelissement de saint Dominique (fig. 52).